# Biserica de lemn din Săcalu de Pădure

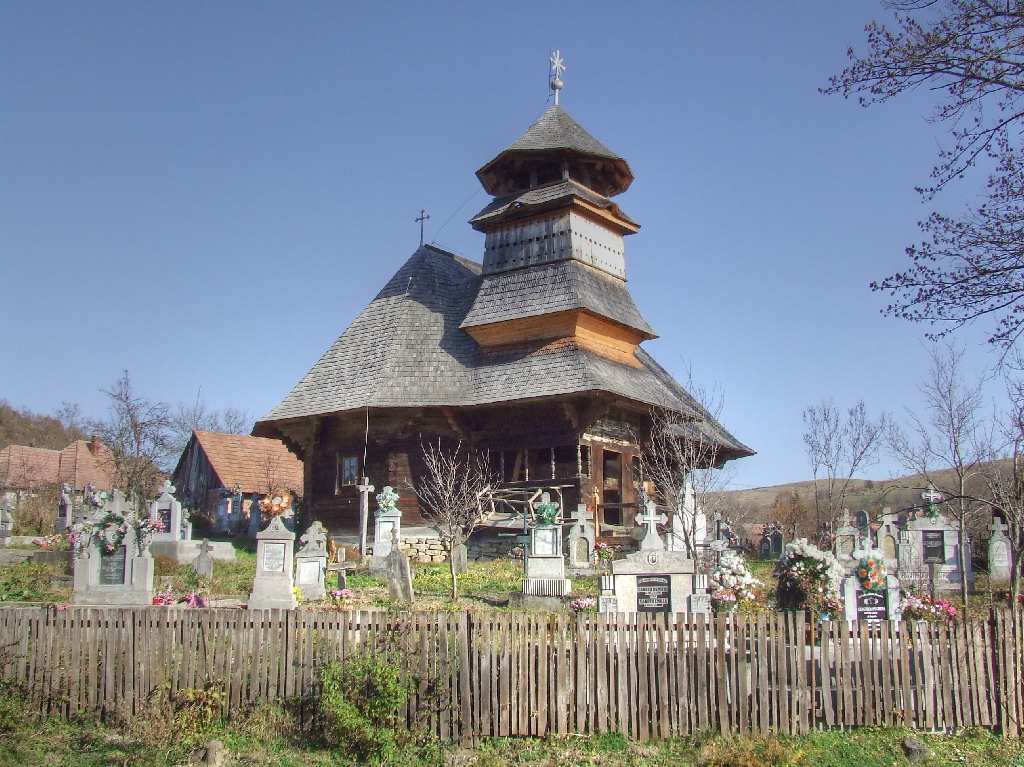
Biserica de lemn din Săcalu de Pădure, vedere din nord-vest, noiembrie 2008

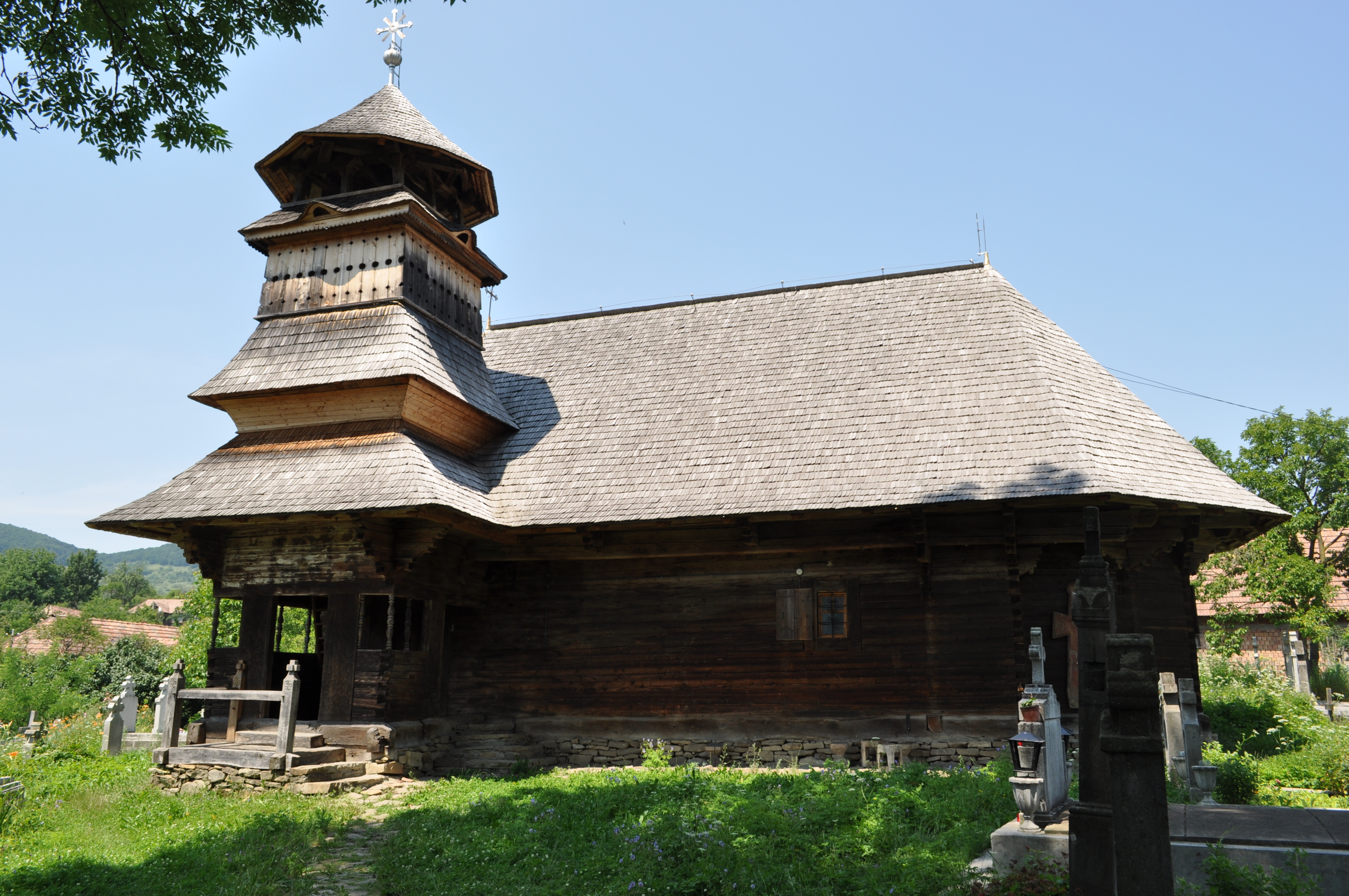
Biserica de lemn „Înălțarea Domnului” din Săcalu de Pădure, județul Mureș, foto: iulie 2011.

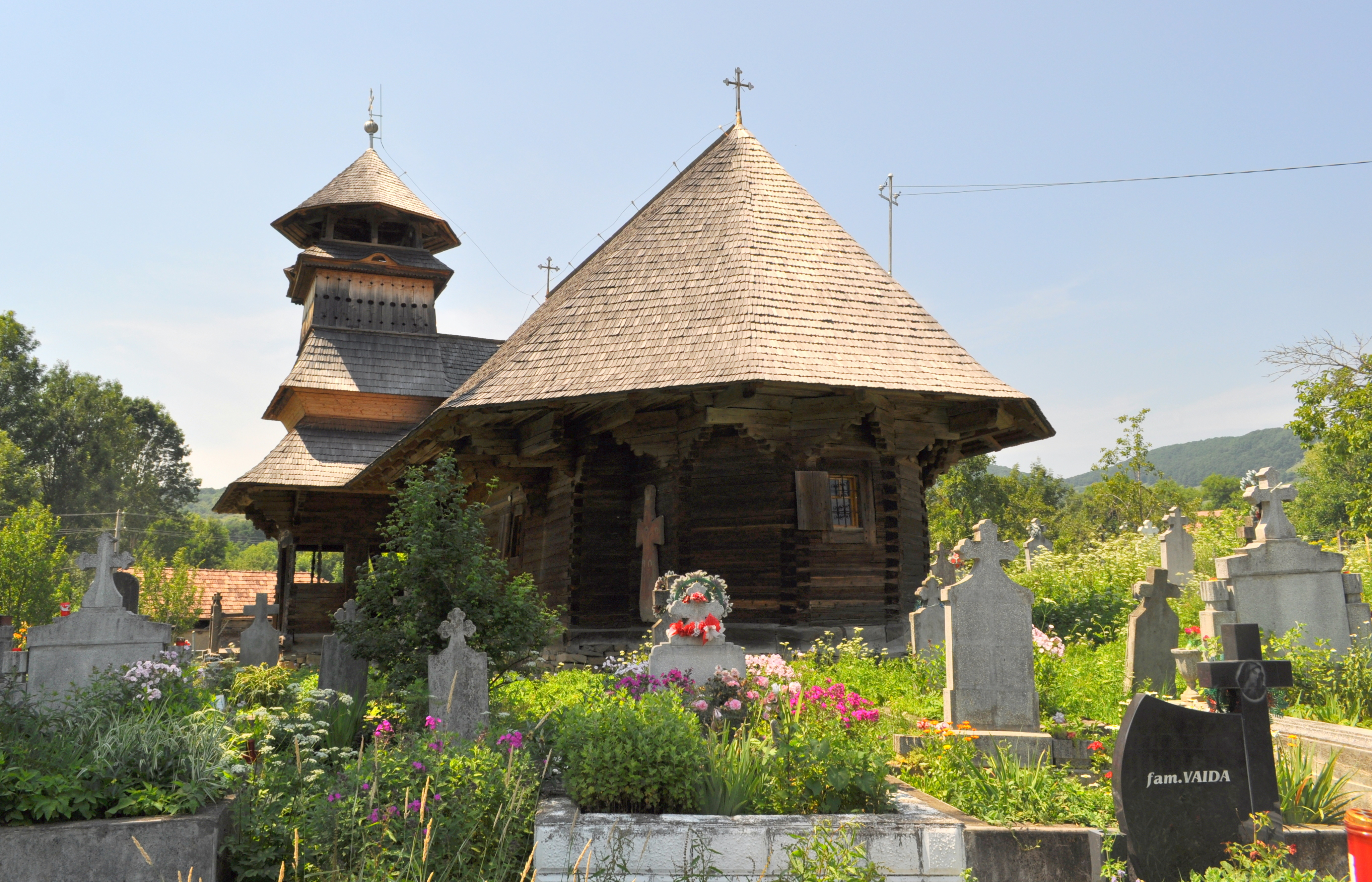
Biserica (est)

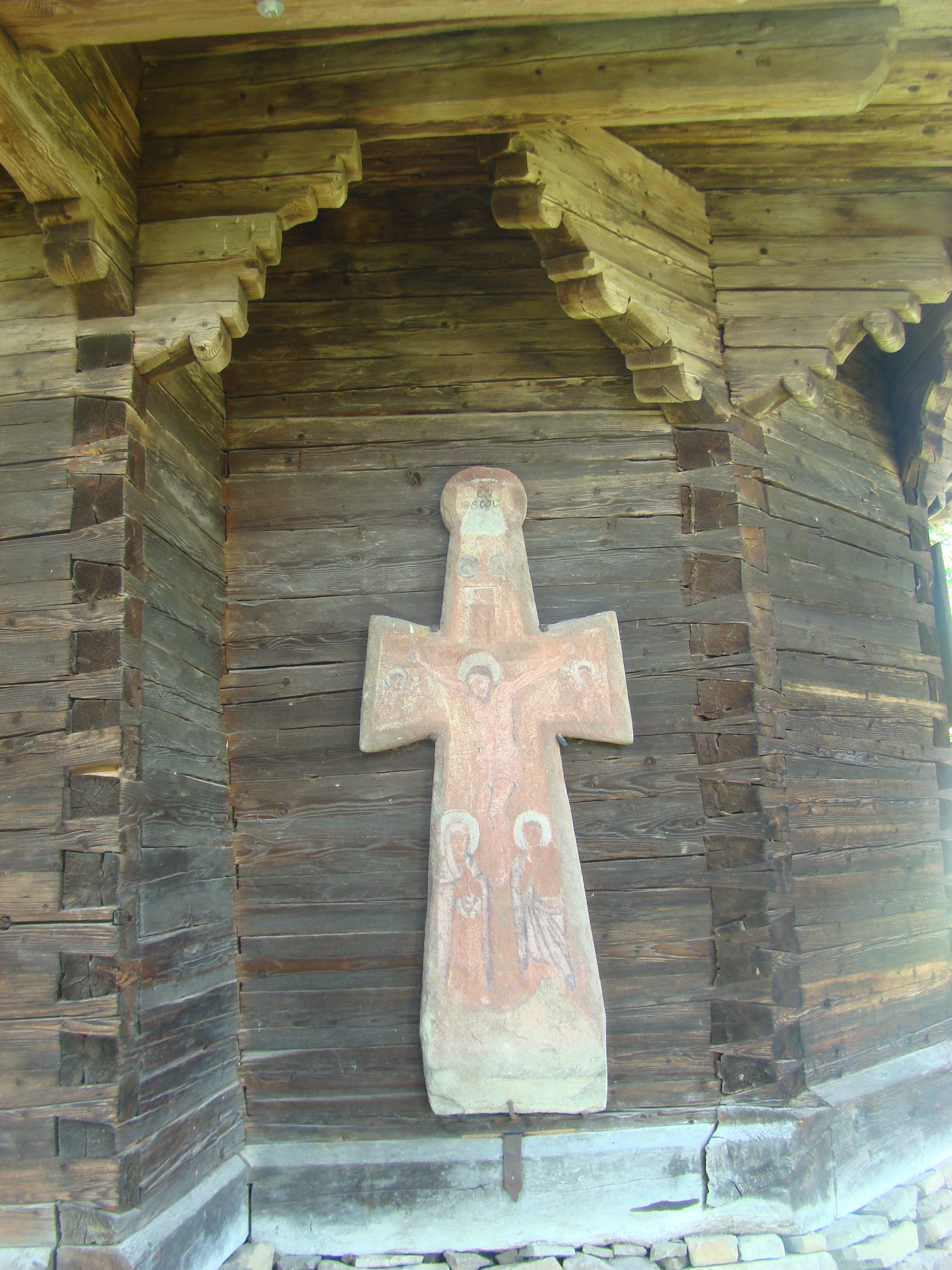
Cruce veche pictată

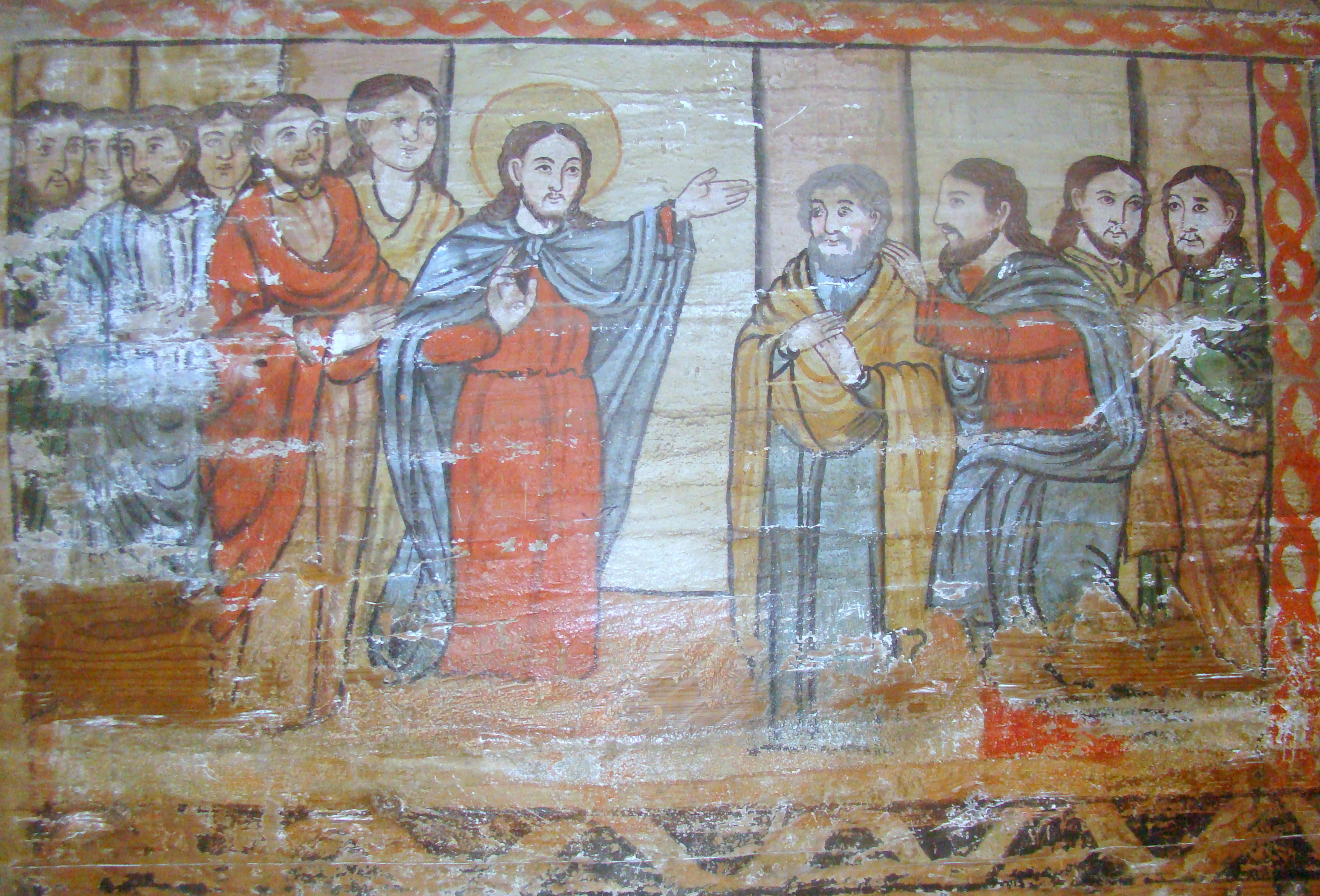
Iisus vorbind apostolilor

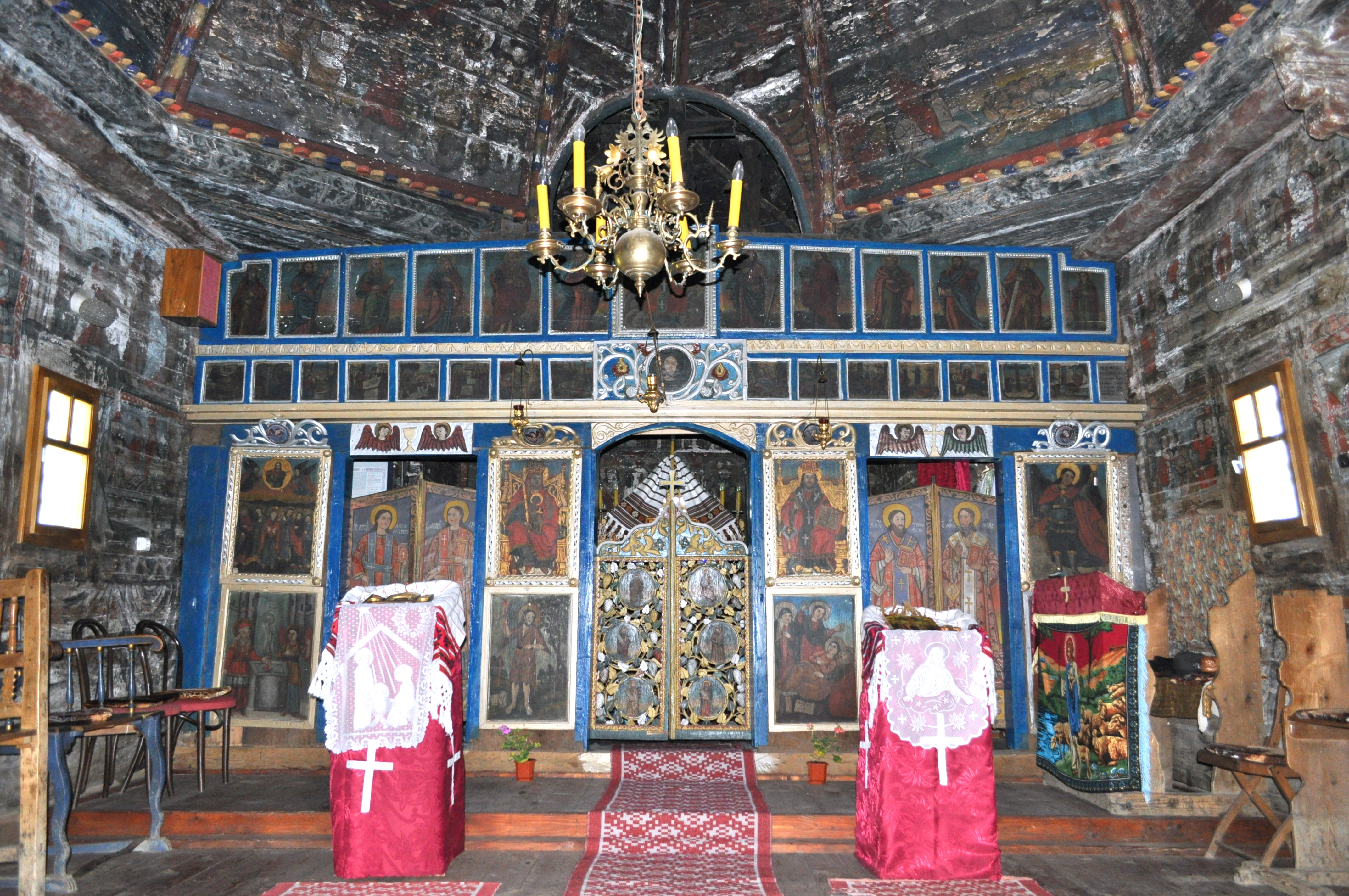
Interiorul navei

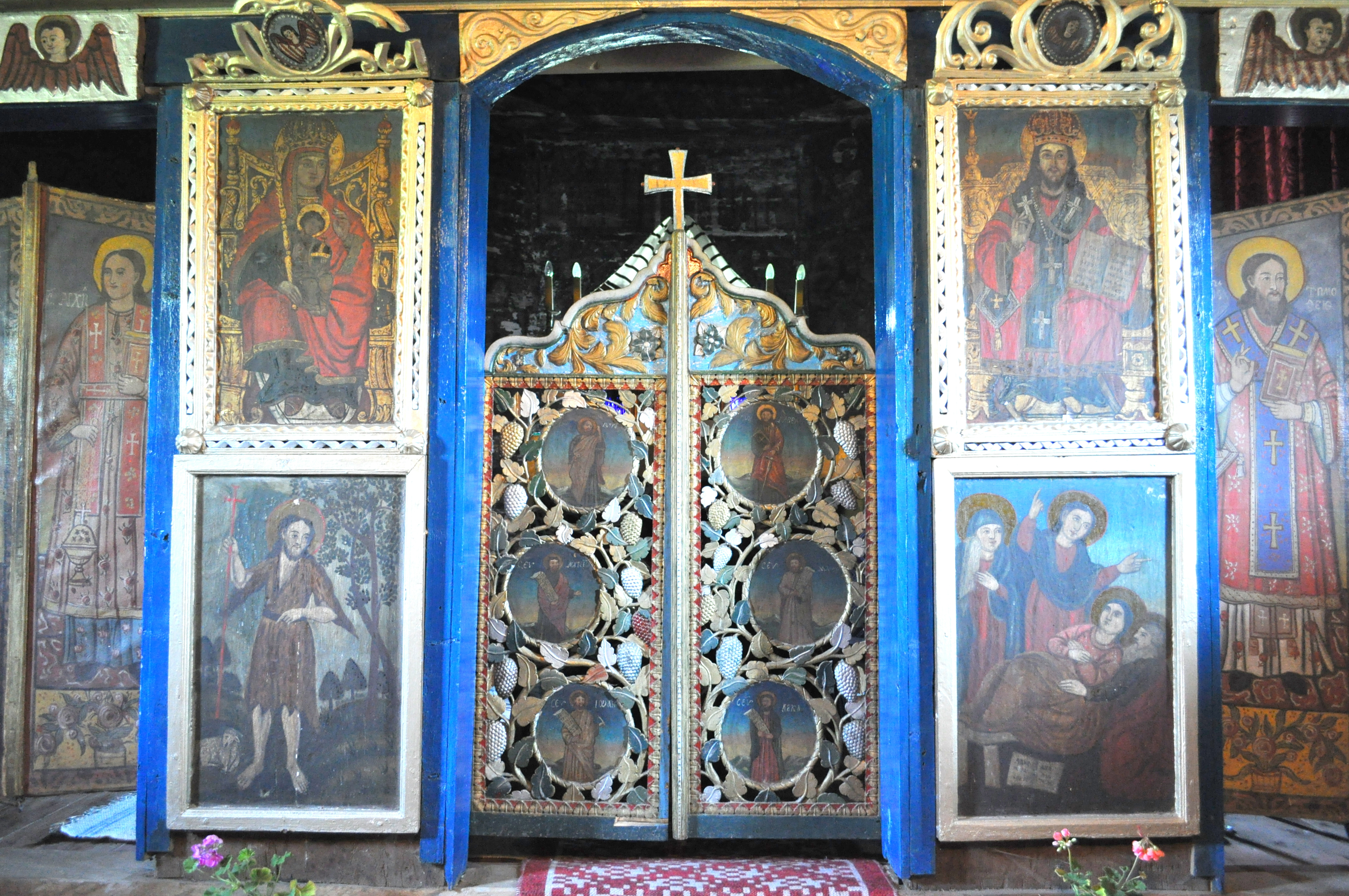
Uși și icoane împărătești

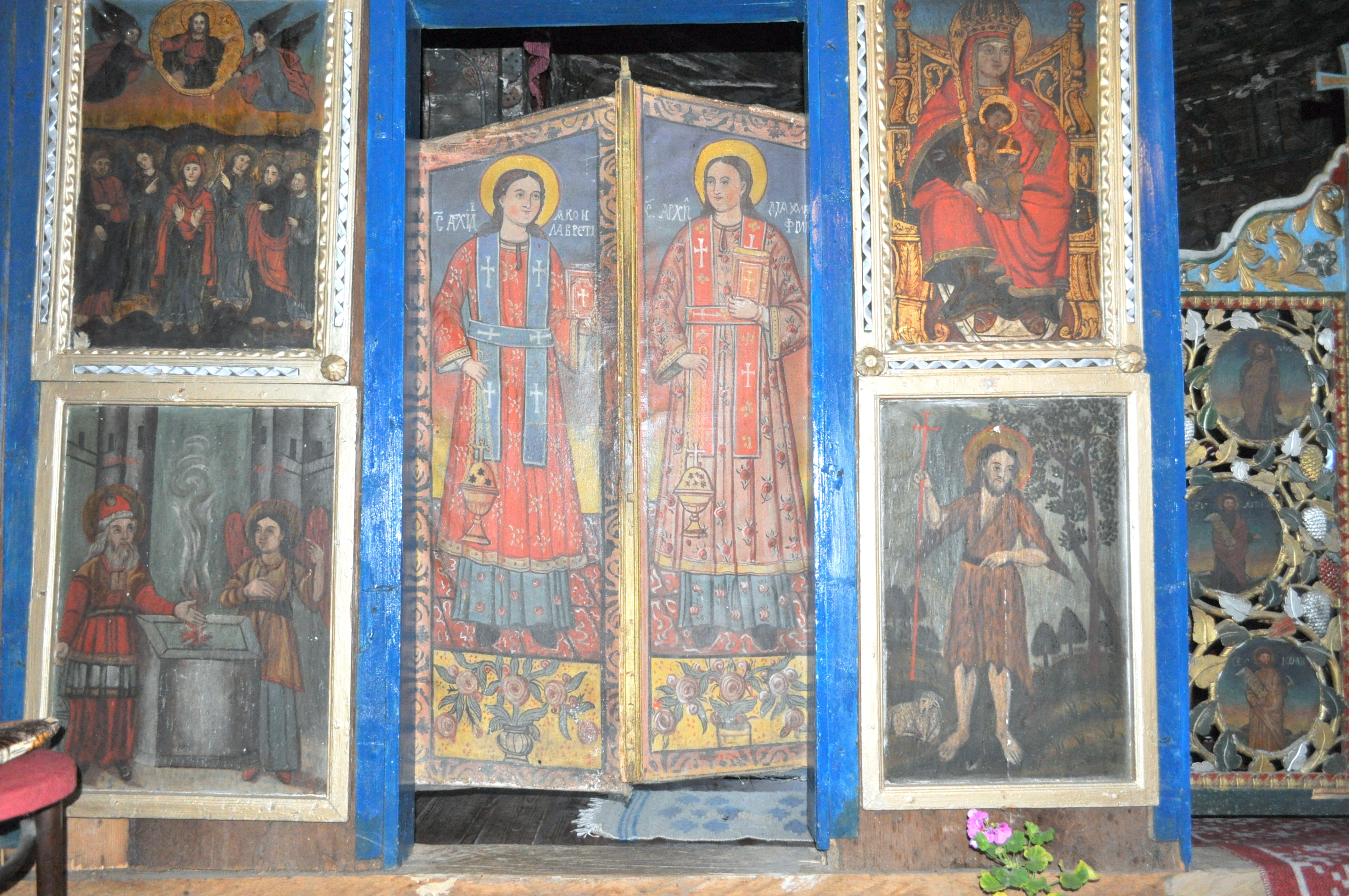
Ușă diaconească

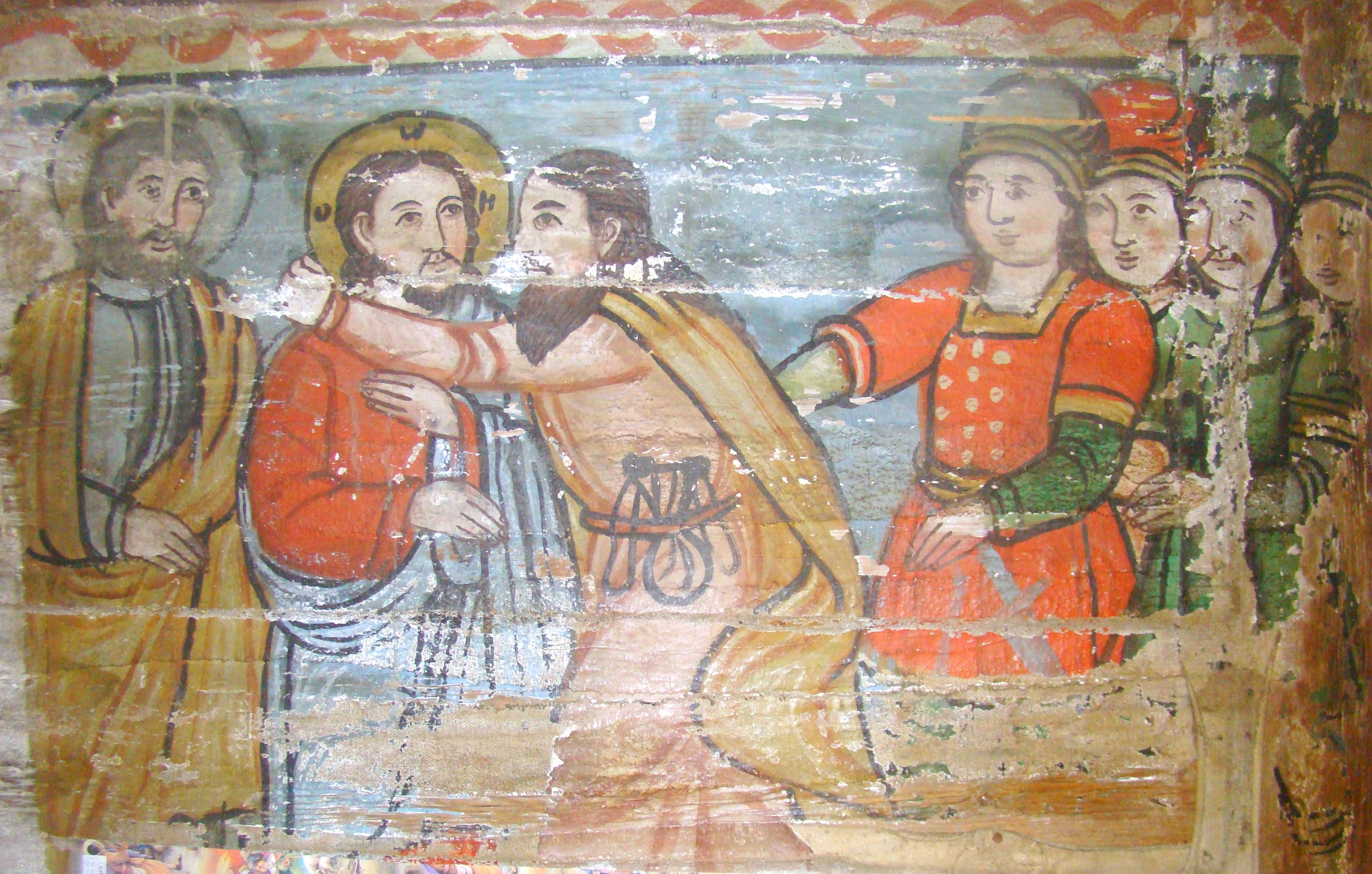
Trădarea lui Iuda

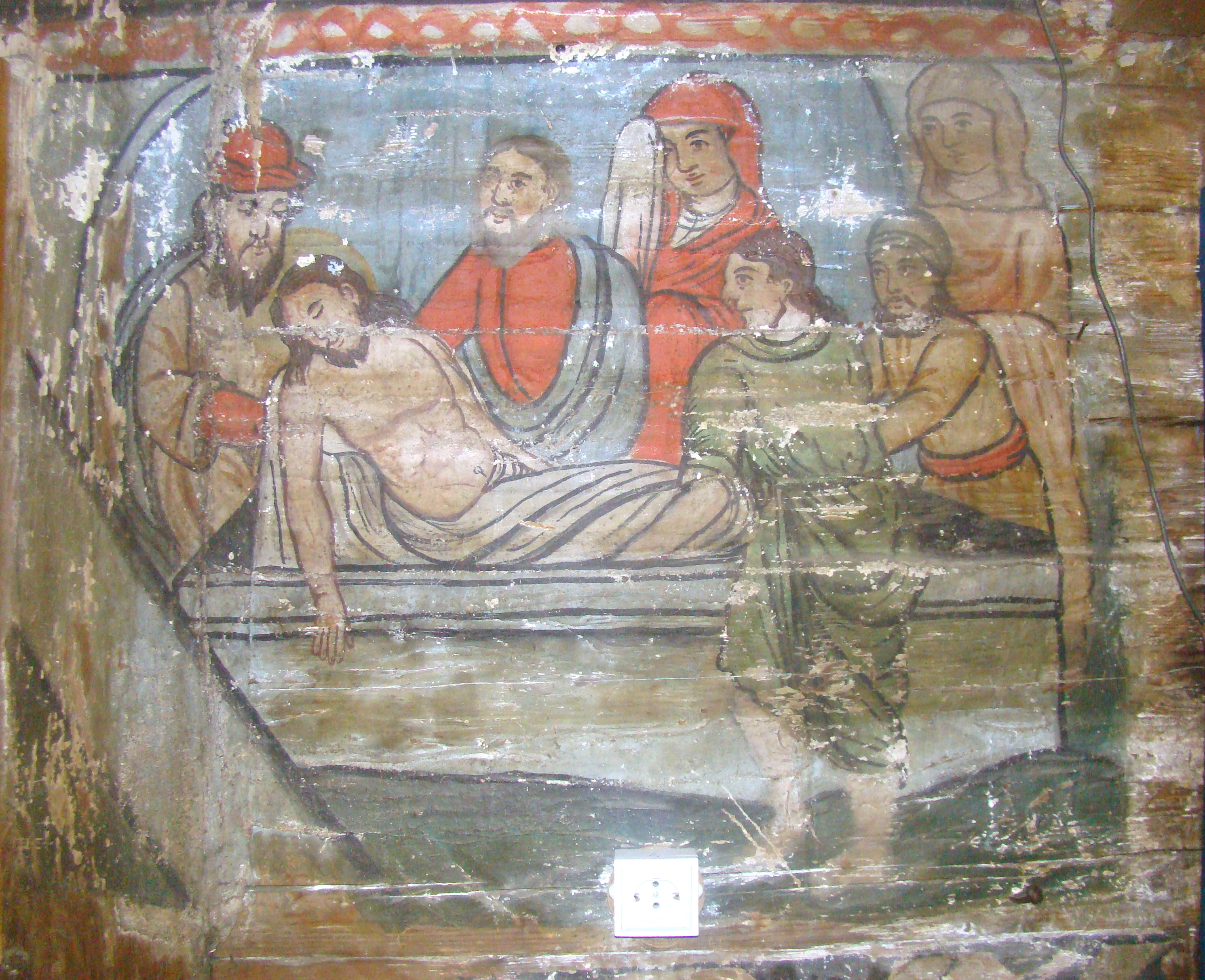
Punerea în mormânt

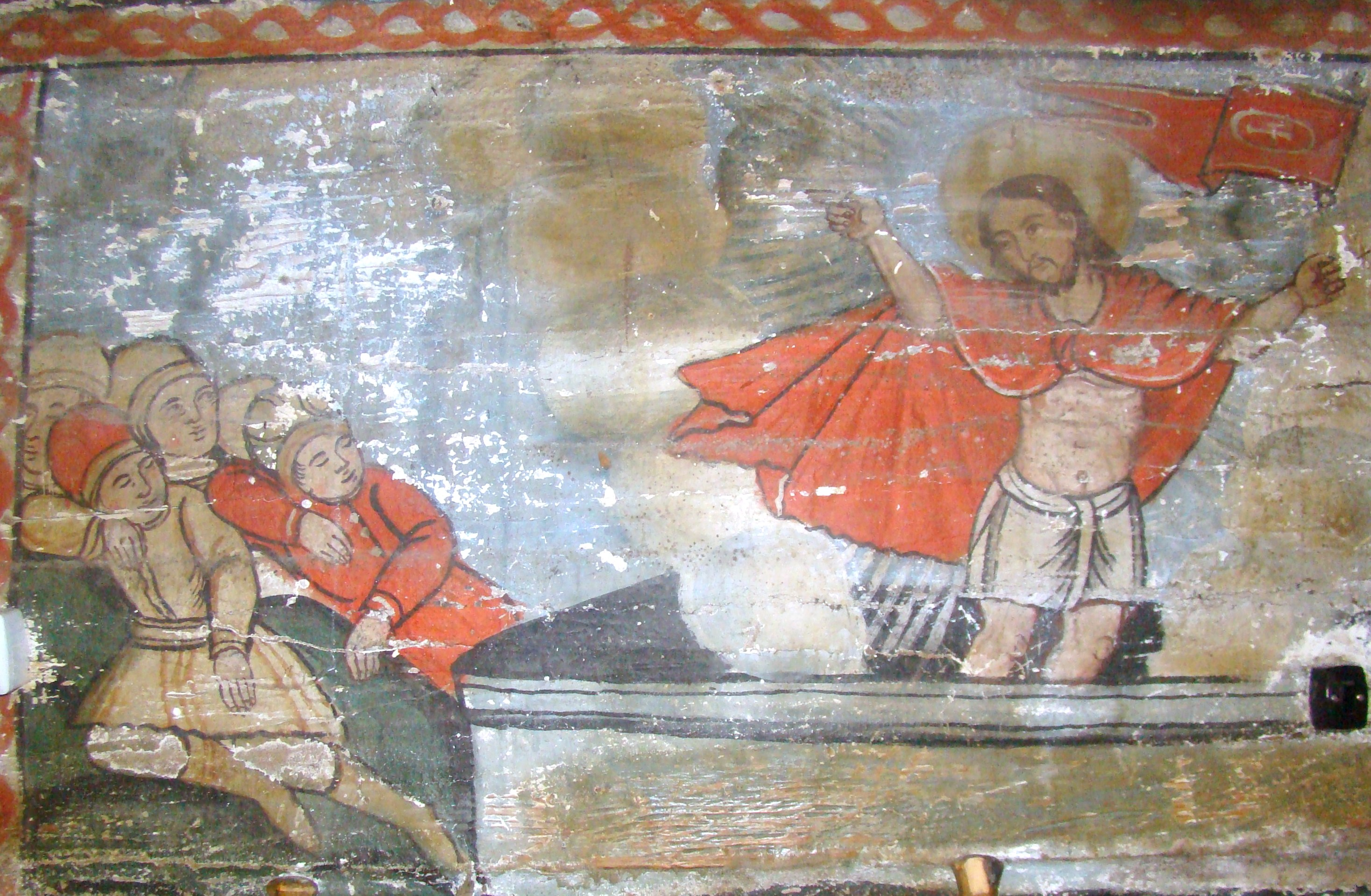
Învierea Domnului

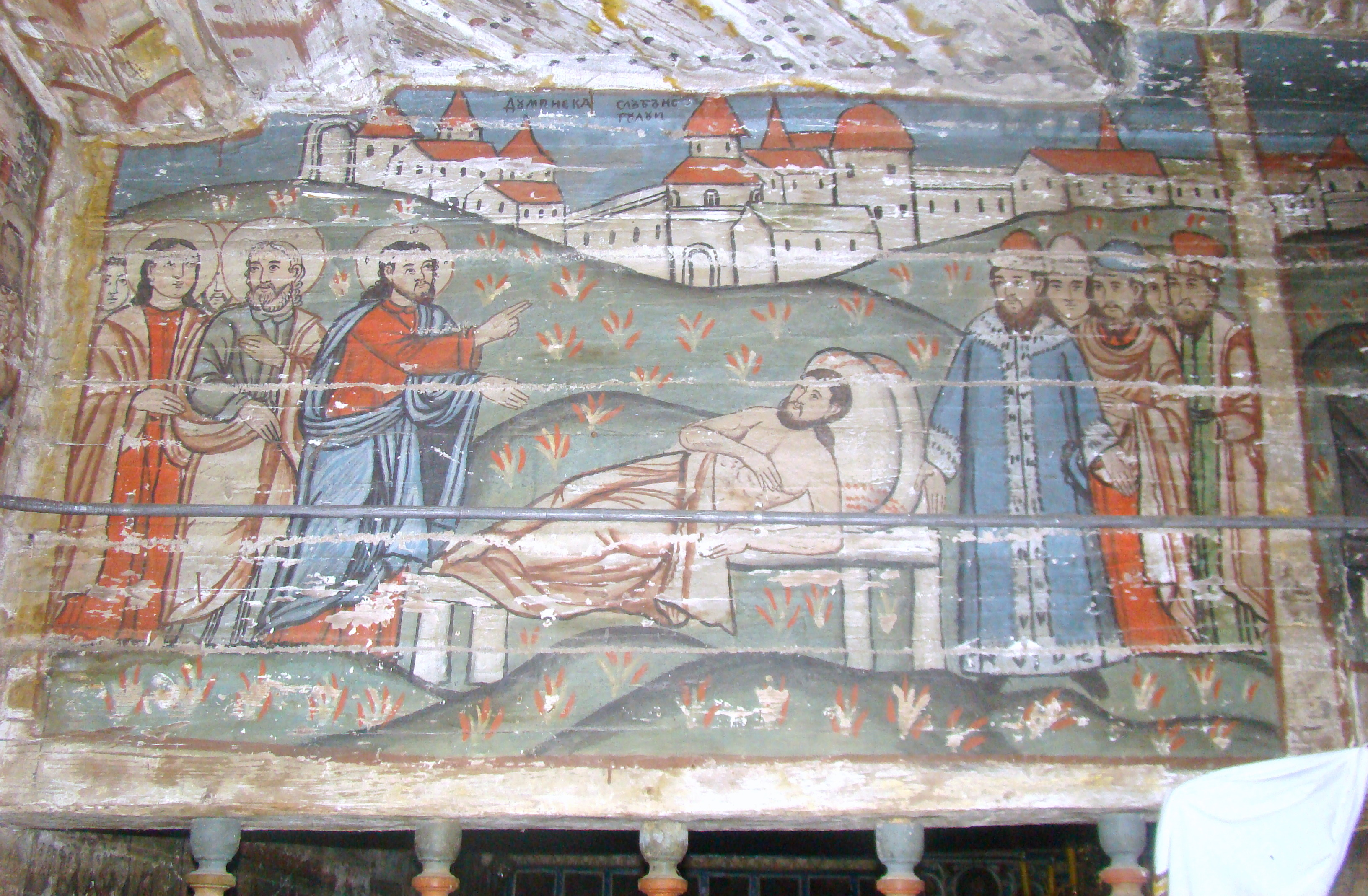

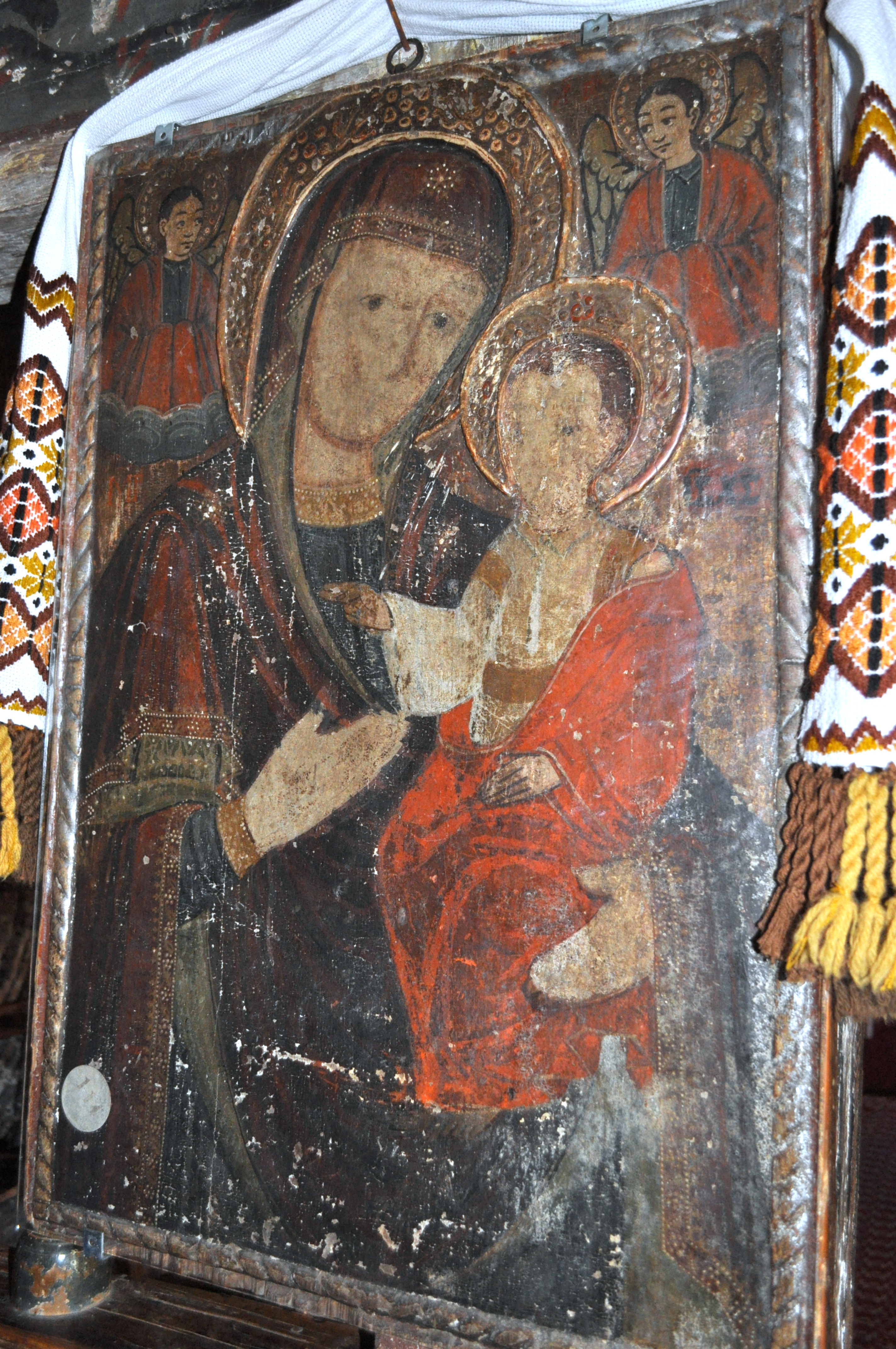
Maica Domnului cu Pruncul

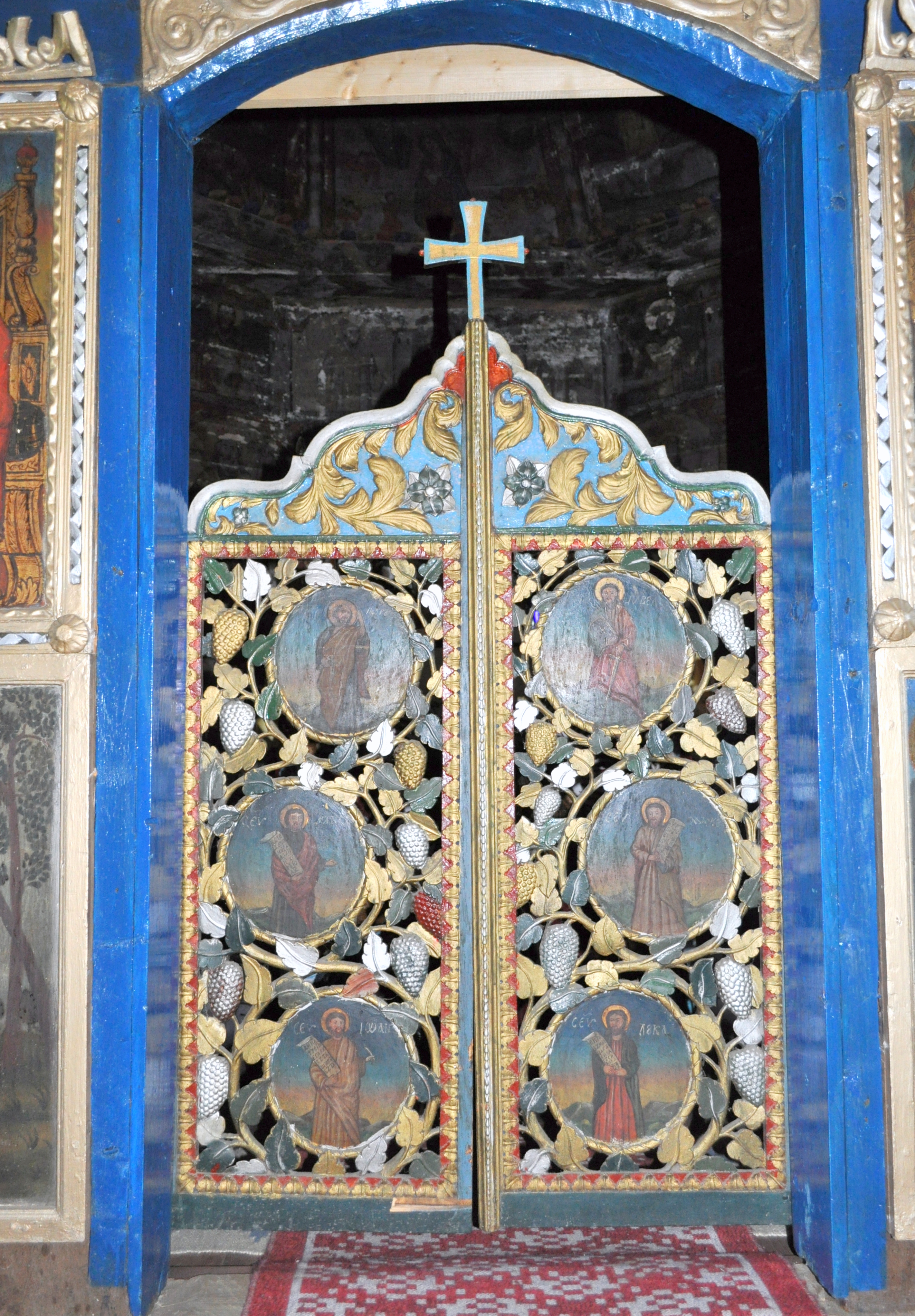
Ușile împărătești

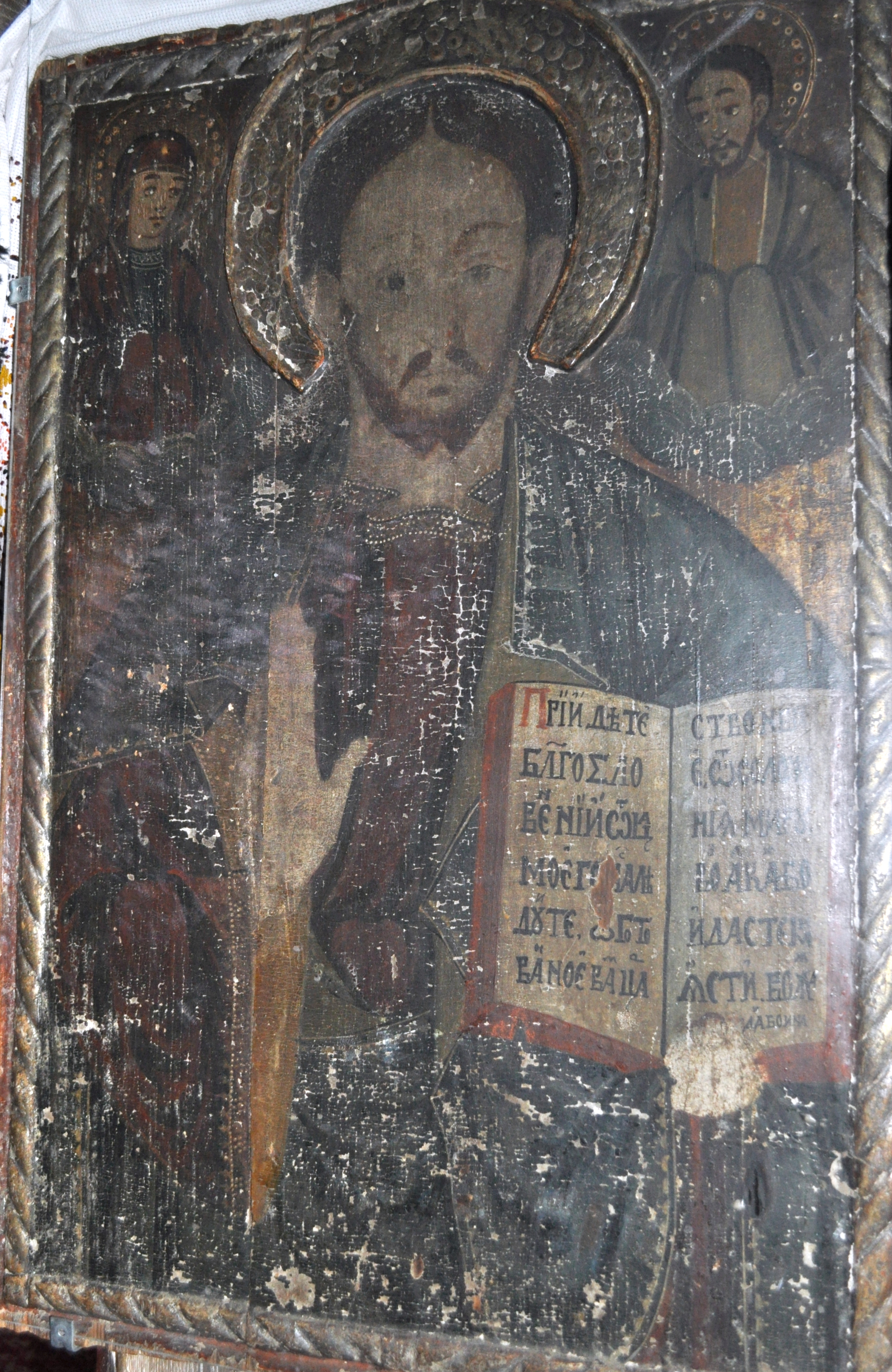
Deisis

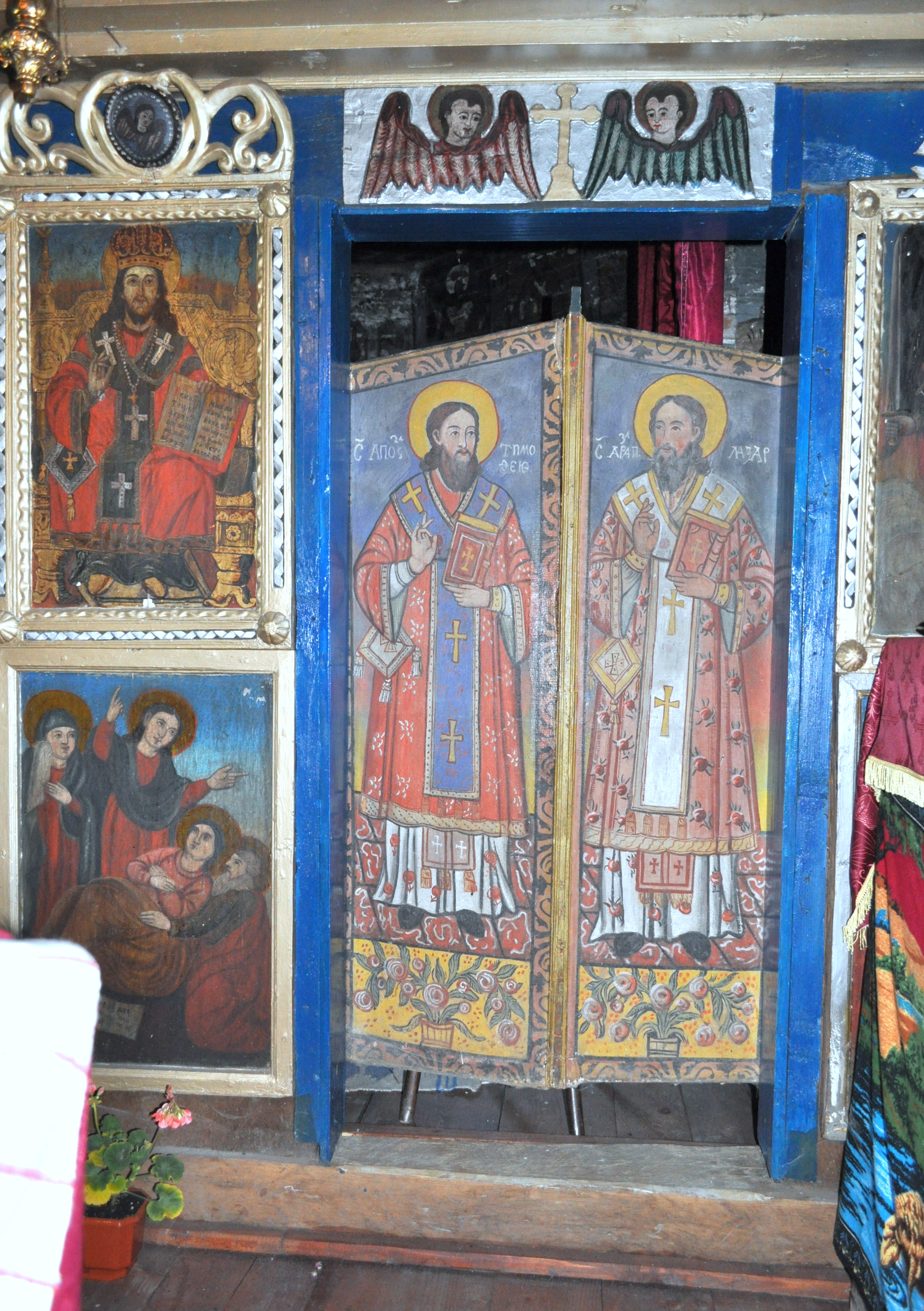
Ușă diaconească

Sfătul

Biserica de lemn din Săcalu de Pădure, comuna Brâncovenești, județul Mureș, cu hramul Înălțarea Domnului a fost ridicată in anul 1809. Dovada că a fost ridicată în acest an este consemnată pe inscripția aflată deasupra ușii de la intrare: "ANO 1809". Biserica se află pe noua listă a monumentelor istorice sub codul LMI:  MS-II-m-A-15783.

## Istoric și trăsături
La nord de municipiul Reghin, la cca. 13 km distanță, se situează localitatea Săcalu de Pădure, veche așezare românească, azi făcând parte din comuna Brâncovenești. Documentar, așezarea este pomenită încă din jurul anului 1169, împreună cu alte localități, unele dispărute, sub denumirea de Zakalus, cuprinzând în acele timpuri, patru gospodării. O reîntâlnim amintită în anul 1228, într-o danie a regelui, sub denumirea de Zakal. În schimb, din anul 1319, localitatea este pomenită sub forma de Magiar Zakal (Săcalu Unguresc), în 1332 este pomenit un „saccerdos de Duabus Ecclesis”, în 1334 preotul Iacob achită dijma de doi groși, în 1336 – Zazzakal, în 1336 – Magiar-Erdeő Szakal (Săcalu de Pădure Unguresc), în 1773 – Szakall, în 1760-1762 sub forma de Erdő Szakál, adică Săcalu de Pădure, iar în anul 1854 – Erdő Szakál sau Săcal. Atribuirea denumirii de Magyar (Unguresc) unei localități locuită în întregime de o populație românească nu este întâmplătoare, ea a fost practicată de-a lungul veacurilor pentru numeroase așezări românești. De altfel la 1850, deci după veacuri de dominație ungurească, Săcalu de Pădure înregistra 648 locuitori, din care 643 români și 5 țigani. În anul 1960 populația satului era de 623 locuitori, din care 618 români și 5 țigani, pe confesiuni fiind 608 ortodocsi, 10 adventiști și reformați.
Purtând hramul „Înălțarea Domnului”, biserica de lemn din Săcalu de Pădure, monument înscris în lista Monumentelor Istorice din 2010,  este situată pe locul cunoscut de localnici sub toponimul de „Grui”, într-o fostă livadă, folosită ca cimitir. Biserica este înregistrată de conscripția lui Buccow, din anii 1761-1762, cu care ocazie sunt conscrise și cele 101 de familii ortodoxe. Biserica constituie ctitoria preotului Popa Chiril, venit din Moldova, care împreună cu Cengher Simion, epitrop primar, potrivit inscripției: „anno 1809” înscrisă pe ancadramentul intrării în lăcaș, au desăvârșit lucrările de edificare. Pentru ridicarea bisricii preotul Chiril (Chirilă) este ajutat de baronul Kemeny, asigurându-i materialul lemnos, tăiat din pădurile sale. De această dată cunoaștem și meșterul care a realizat biserica și anume Valeriu Zaharia din Răstolița. Biserica este sfințită la 8 iunie 1824 de către episcopul Vasile Moga. Ctitorul bisericii, popa Chirilă, după o păstorie îndelungată de 43 ani, moare în anul 1848 la vârsta de 77 ani.
Deși este o realizare mai veche, biserica intră în literatura de specialitate doar în anul 1976, cu prilejul unei sesiuni de comunicări științifice, la care arhitectul Tudor Oteleșanu prezintă lucrarea: „Contribuții la cunoașterea arhitecturii bisericilor de lemn din Transilvania”. În anul 1975, luându-se în considerare valoarea sa artistică, biserica este declarată monument de arhitectură, sub nr. 6820, ca patrimoniu. Accesul în incinta cimitirului, unde se afla biserica, este asigurat printr-o intrare adăpostită de un foișor de lemn. Mărginită de un ancadrament de lemn masiv, bogat decorat, ce se încheie printr-o arcuire, intrarea este formată dintr-o foaie de ușă compusă din scânduri rânduite sub forma acelor de brad. Privitor la această intrare vom reveni la timpul potrivit. Pătrunzând în incintă, în imediata apropiere, pe partea stângă, ne întâmpină vechea clopotniță de lemn în care își au lăcașul cele trei clopote. În fața intrării se află biserica care atarge atenția și admirația privitorului, prin armonia proporțiilor și elementele sculpturale.
Asemenea bisericii de lemn din Reghin, dimensiunile lăcașului din Săcalu de Pădure sunt destul de însemnate față de cele întâlnite la alte asemenea edificii. Lungimea totală a bisericii este de 16,25 m, lățimea în dreptul naosului de 6,08 m, iar la altar de 4,22 m, înălțimea la coamă in exterior fiind de 8,30 m. La capătul de sud al bisericii este juxtapus turnul, de secțiune aproape pătrată, cu dimensiuni la bază de 3,27 x 3,05 m, înălțimea maximă la turlă fiind de 12 m. În ansamblul ei, construcția prezintă un plan dreptunghiular. La capătul de vest este situate pronaosul, în lungime de 4,47 m, terminat într-o formă poligonală cu trei laturi. După ce trecem de primez, al cărui loc de trecere, în lățime de 1,20 m, este mărginit de doi montanți masivi de lemn, pătrundem în naos, cu o lungime de 7,40 m. Iconostasul de lemn, cu uși traforate și pictat, face legatura cu altarul, în lungime de 3,75 m, terminat cu un capăt poligonal cu cinci laturi. Presupunem că această formă de plan, cu pronaosul poligonal și absidă încroșată, este direct influențată de forma anterioarei biserici sătești. Volumul spațiilor create este strâns legat de rolul și funcțiunea care o îndeplinesc, ele prezentând înălțimi și sisteme de acoperire interioară diferite. Deasupra spațiilor destinate pronaosului, a naosului precum și a altarului se află câte o calotă sferică cu unul sau două register, pe plan poligonal, cu câte opt laturi. Prima calotă se sprijină pe niște bârne solide, dispuse în trepte, orientate transversal pe pronaos și care se termină în partea superioară printr-o cheie de boltă, între nervurile curbate de lemn având fâșii de scândură. Următoarea calotă, în două register, situată în dreptul cafasului, are punctul de pornire din partea superioară a golului de la cor, ce se deschide spre naos, tocmai pentru a dobândi înălțime față de restul navei. Ultima calotă, a altarului, este aidoma celei de la pronaos, doar că are deschizătura mai redusă.
Pe latura de sud a bisericii, deasupra pronaosului, este situat turnul, anterior având un coif ascuțit, aidoma celor din zona Maramureșului, forme înalte având și acoperișul bisericii. În urma unei puternice furtuni, care a avut loc în anul 1892, vechiul turn, a cărui înfățișare nu o cunoaștem, a fost distrus, iar acoperișul bisericii a suferit degradări. Ca urmare sunt efectuate ample lucrări de reconstruire și reparare a acoperișului, cu care ocazie vechea învelitoare a bisericii, care nu putea fi decât din șindrilă, este înlocuită cu țiglă solzi, concomitant cu ridicarea actualului turn. Lucrările la turn și biserică sunt realizate de meșteri din Dendrad, în schimbul sumei de 120 florini, precum și alte bunuri materiale. În total renovarea bisericii a costat 614 florini și 43 creițari. Pictura a fost refăcută de pictorul Baziliu Hoșda din Șoimuș, pentru suma de 250 florini, contractul fiind încheiat la 29 februarie 1892. În contrast cu compoziția bisericii, inclusiv pridvorul și târnațul de pe latura sudică, ca elemente constructive identice cu cele din Moldova de unde au germinat, turnul ne prezintă o alta înfățișare: o structură de lemn aproape pătrată, cu un sistem de 4 stâlpi fixați în partea de jos pe două perechi de tălpi încrucișate, care pe măsură ce se înalță se strâmtează, terminându-se cu un foișor pătrat în mărime de 1,8 x 1,8 m și cu un acoperiș cu opt pante, totul formând trei suprapuneri de streșini din șiță, asemănătoare cu cele ale bisericilor din Rădulești și Lăpugiu de Jos, ambele în zona Hunedoarei.
Sprijiniți pe tălpi masive din lemn de stejar, de 20 x 25 cm, pereții confecționați din bârne de brad, cioplite pe patru fețe, de 14-15 x 25 cm, și în număr de 8-10 prezintă o retragere, pentru ca în partea superioară din interior să se obțină nișa unde se săvârșește proscomidia. În locurile de întâlnire ale grinzilor situate sub nivelul streșinii, acestea formează perechi de console, în lungimi treptate, care la capăt au cioplituri stilizate sub forma de „cap de cal”, asemănătoare celor de la biserica din Reghin. Șarpanta corpului bisericii este realizată din ferme de căpriori de stejar și brad cioplit sau rotund, compuse din căpriori așezați direct pe cosoroabele perimetrale. Căpriorii sunt realizați din lemn cioplit sau de 12–14 cm x 18–22 cm. Majoritatea îmbinărilor sunt asigurate cu cuie din lemn de esență tare (salcâm, carpen) de 25-30mm. grosime, cu cap simplu, lipsind cu desăvârșire prinderile metalice.
Liniatura exterioară a bârnelor ce formează pereții este întreruptă doar de ferestrele de dimensiuni modeste, cu cadre masive din lemn, nedecroșate, cu excepția ferestrei de pe latura de sud care are încrustate rozete. La capătul poligonal al pronaosului se află o fereastră de 72 x 47 cm, la naos, spre iconostas, mai sunt două ferestre, simetric amplasate, cu dimensiuni de 72 x 47 cm. ultima fereastră, cu dimensiunile de 73 x 48 cm, este situată la capătul de est al altarului.
Cele mai originale și variate creații artistice le oferă cele două accese la pridvorul de sub turn. În locul de trecere din târnaț în pridvor, pe partea stângă, se află un montant, cu dimensiuni de 184 x 49 x 13 cm, al cărui margini sunt tivite cu linii în zigzag și dinte de lup. Motivul sculptural principal îl formează rozeta cu 12 petale, pe care se sprijină o cruce. De la marginile superioare ale rozetei se înalță șerpuitor trupul a doi balauri, ale căror capete cu limbi amenințătoare tind spre animalul patruped aflat deasupra, al cărui corp, din păcate, este parțial acoperit de bârna de sprijin a scării ce duce la podul bisericii. În schimb, cei doi montanți ai intrării în pridvorul de pe latura de sud, a căror dimensiune este de 184 x 55 x 13,5 cm, pe teșitură au încrustați zimțișori mărunți. Montantul din dreapta, în partea inferioară, are motivul pomului vieții ce răsare dintr-o cană, floarea de lalea, floare în formă de inimă, alte ramuri cu frunze, însă ceea ce este surprinzător este vârful ce se termină cu două animale fantastice, poate șerpi, asemănători cu reprezentările întâlnite la biserica din Reghin. În schimb, montantul din stânga, în partea inferioară are două mici rozete petalate, din care pornesc ramuri cu frunze în formă de liră, ce conțin ghinda stilizată.
Față de aceștia, ancadramentul ușii de acces în biserică, format din montanți de 214 x 35 x 16 cm, are cu mult mai puține decorații: o rozetă cu 12 petale, o cruce, o parte de rozetă în spirală, un profil parțial realizat, toate presupunând că lucrarea a rămas neterminată, probabil datorită decesului celui care a creat-o, fără ca altcineva să se încumete a continua ideea predecesorului. Rămâne importantă înscrierea de pe ancadramentul superior al ușii, care indică expres anul realizării bisericii: „ANO 1809”.
Vrând parcă să compenseze dimensiunile bisericii, interiorul acesteia a fost conceput ca o frescă murală în care, „…bogăția temelor iconografice, compunerea acestora, dezvăluie fără greutate, mâna unui harnic artist țăran, înzestrat cu fantezie, cu darul povestirii, cu dragoste pentru flori, pe care le adună în glastre, le presară pe veșminte, le anină de arcade și în părul fetelor înțelepte”. Acest artist țăran este Stențel Condrat, care, potrivit pisaniei de pe peretele de vest al naosului, în anul 1816, a pictat biserica. Alături de pisanie pictorul și-a făcut portretul, la acea dată fiind „…în puterea vîrstei, fața rotundă și luminoasă, fiind încadrată de un păr lung negru pieptănat cu cărare pe mijlocul capului”. Pe peretele de vest al altarului, harnicul pictor înfățișează pe preotul Chiril, cel prin a cărui străduință s-a ridicat biserica. Cu timpul, mai sunt adăugate portretele preoților Mihail Fulea (1848-1890 când moare), originar din satul Nazna, județul Mureș și a succesorului său Ioan Duma ca proaspăt hirotonit (1891-1919). Ca și pictura altor biserici de lemn din zona centrală a Transilvaniei, pictura de la Săcalu de Pădure este de factură populară, o colaterală a picturii brâncovenești transilvănene. Asemănător celorlalți pictori care au activat în Transilvania, precum Toader Zugravul, Coman Zugrav, Gavril Zugrav și alții, Stențel Condrat nu este de formație brâncovenească, dar în compozițiile sale întâlnim numeroase elemente din ornamentica muntenească.
Tabloul iconografic al bolții pronaosului, remarcabil prin compunerea și culoarea acestuia, este rezervat ciclului de povestiri ale patimilor apostolilor, ale căror scene sunt repartizate pe două registre suprapuse. Sunt înfățișate scene din viața și martirajul unor sfinți, ca „Tăierea capului lui Zevedia”, „Sfântul Pavel”, „Sfântul Petru”, „Sfântul Toma”, sau „Sfântul Simeon”. Rămânând la pronaos, remarcăm pictura ce înfățișează pe „Iisus Hristos Învățător”, sub forma unui dascăl român într-un portic de biserică sau scenele biblice ca cele legate de Geneză, „Nunta din Gana Galilei” și altele, caracteristicile iconografiei ortodoxe. Bolta naosului este rezervată amplei compoziții a „Dreptei Judecăți”, pe când pictura pereților cuprinde scene din viața lui Iisus Hristos și galeria unor sfinți, între care Dimitrie, Ecaterina, Anastasia și Agata. Partea superioară a absidei cuprinde scene din viața Mântuitorului, pe când pereții sunt rezervați unor sfinți ca „Vasile cel Mare” și galeria preoților, între care a lui „Ioan Duma hirotonit”.

## Imagini din exterior

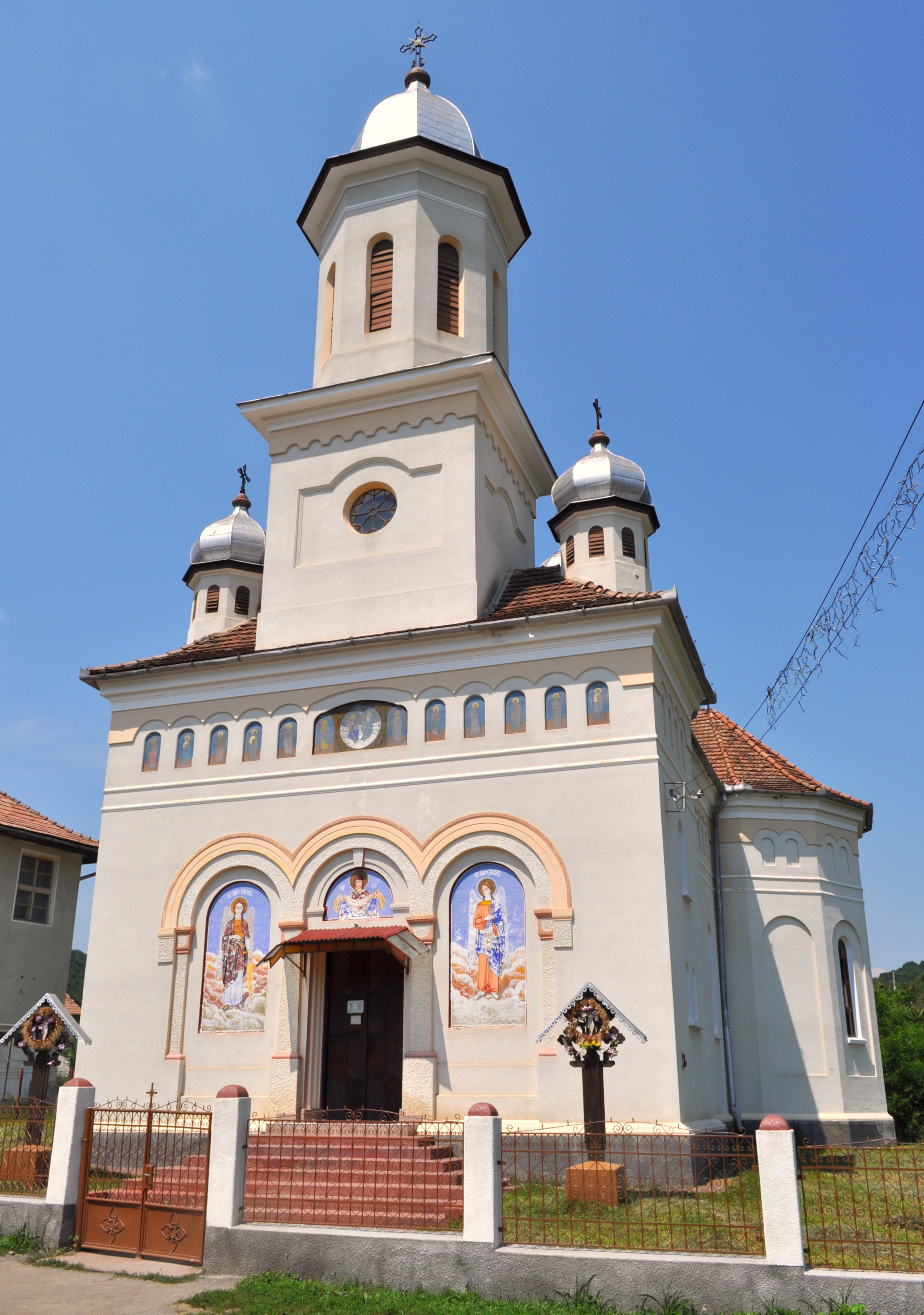
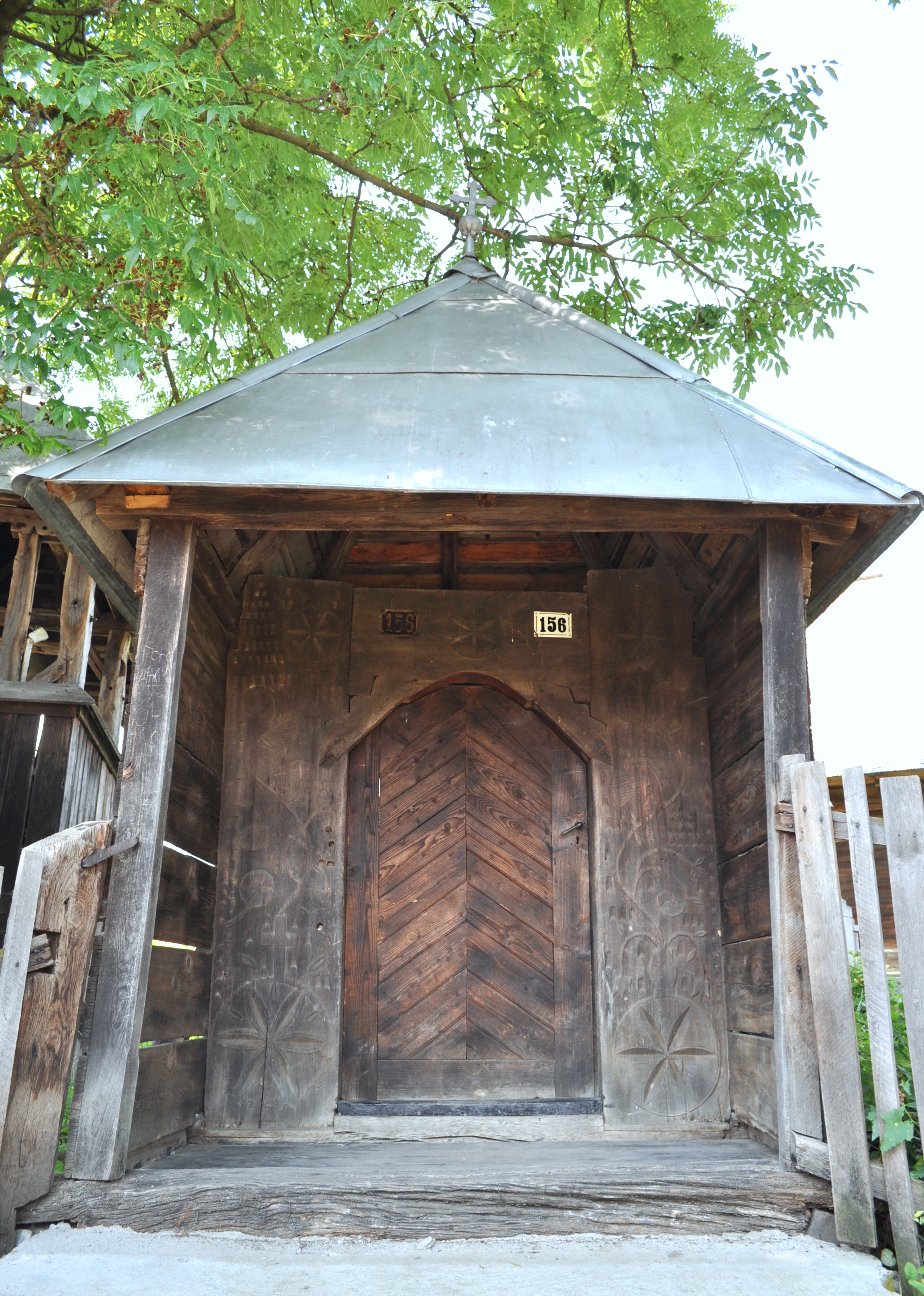
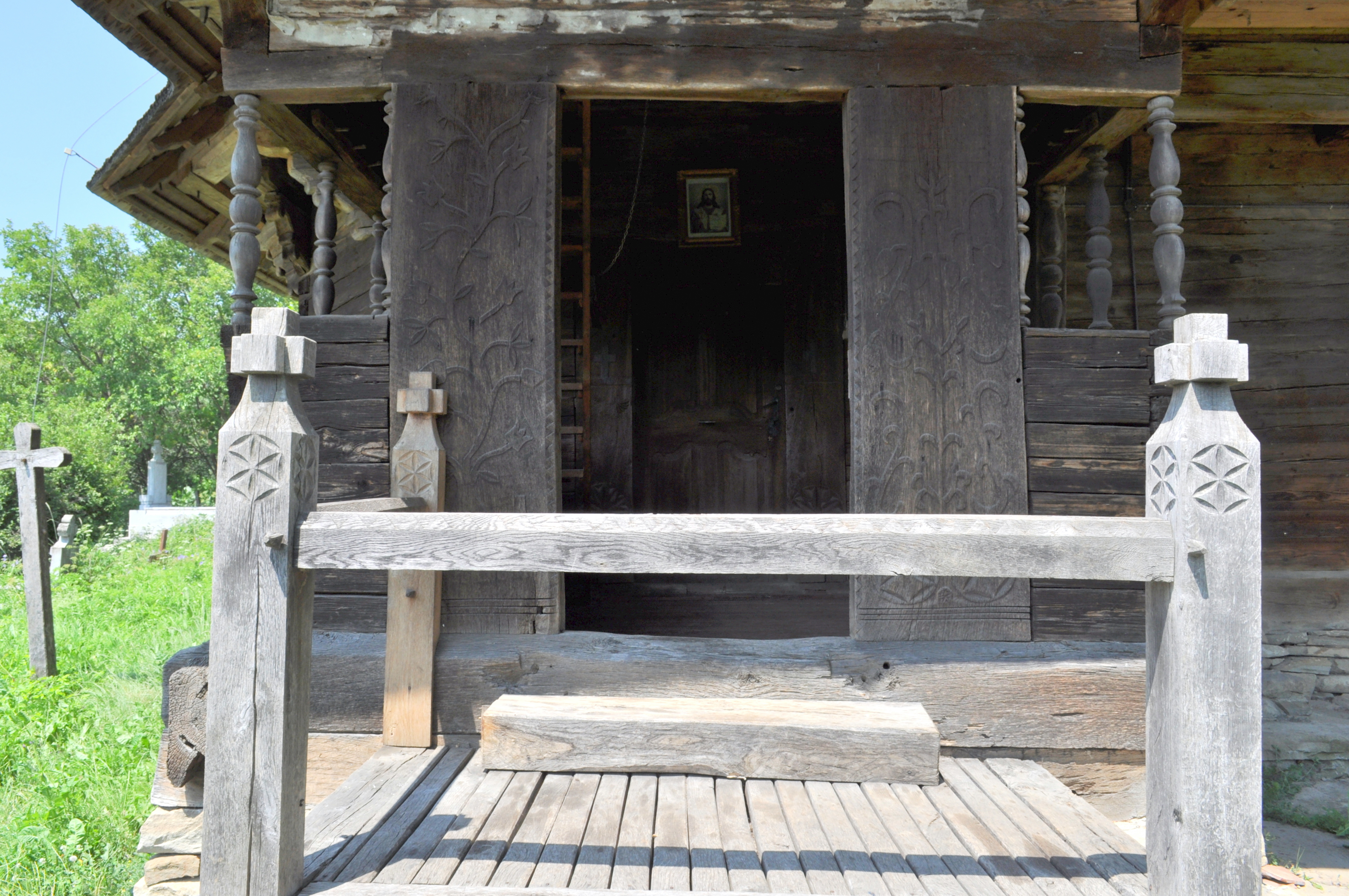
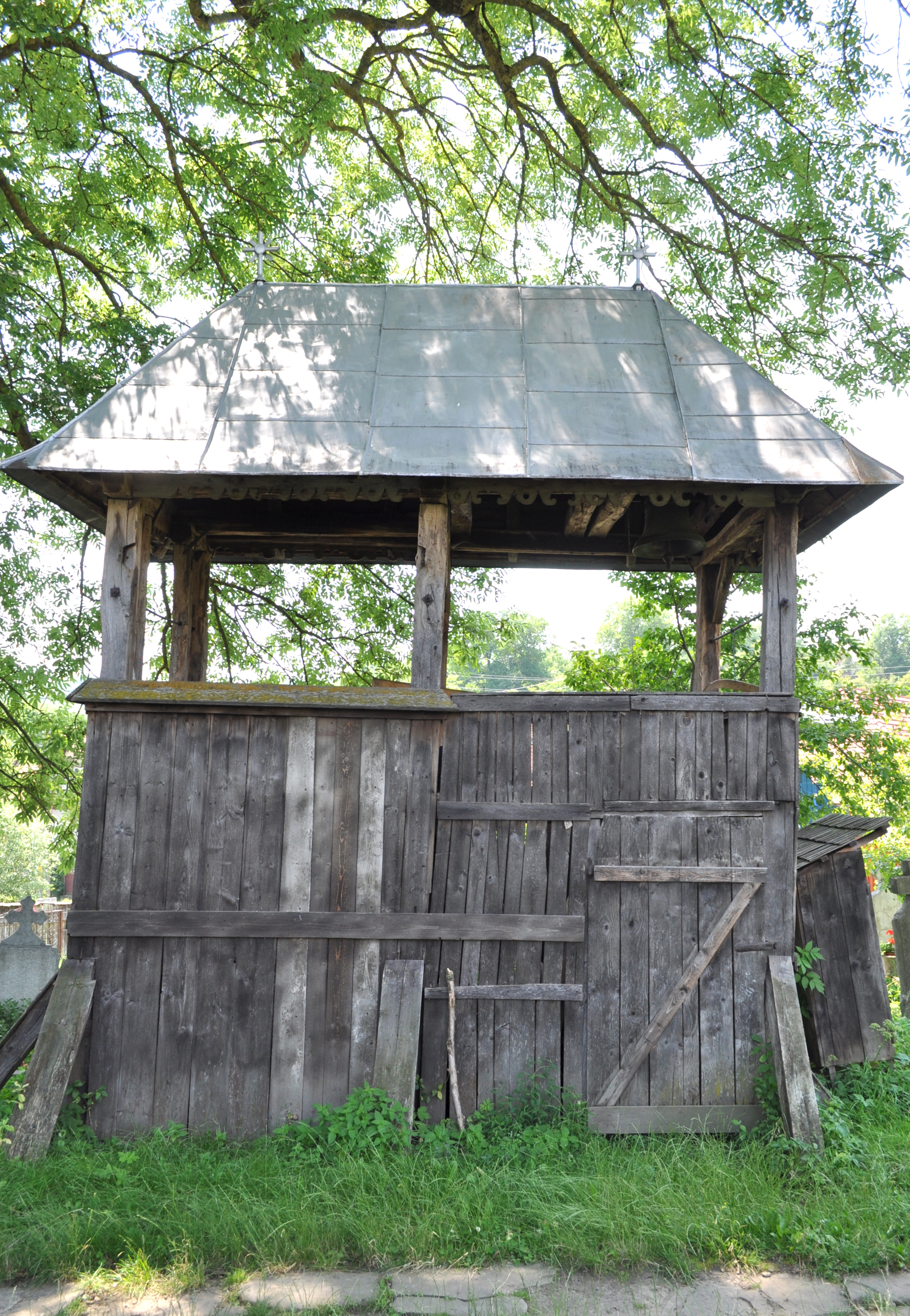
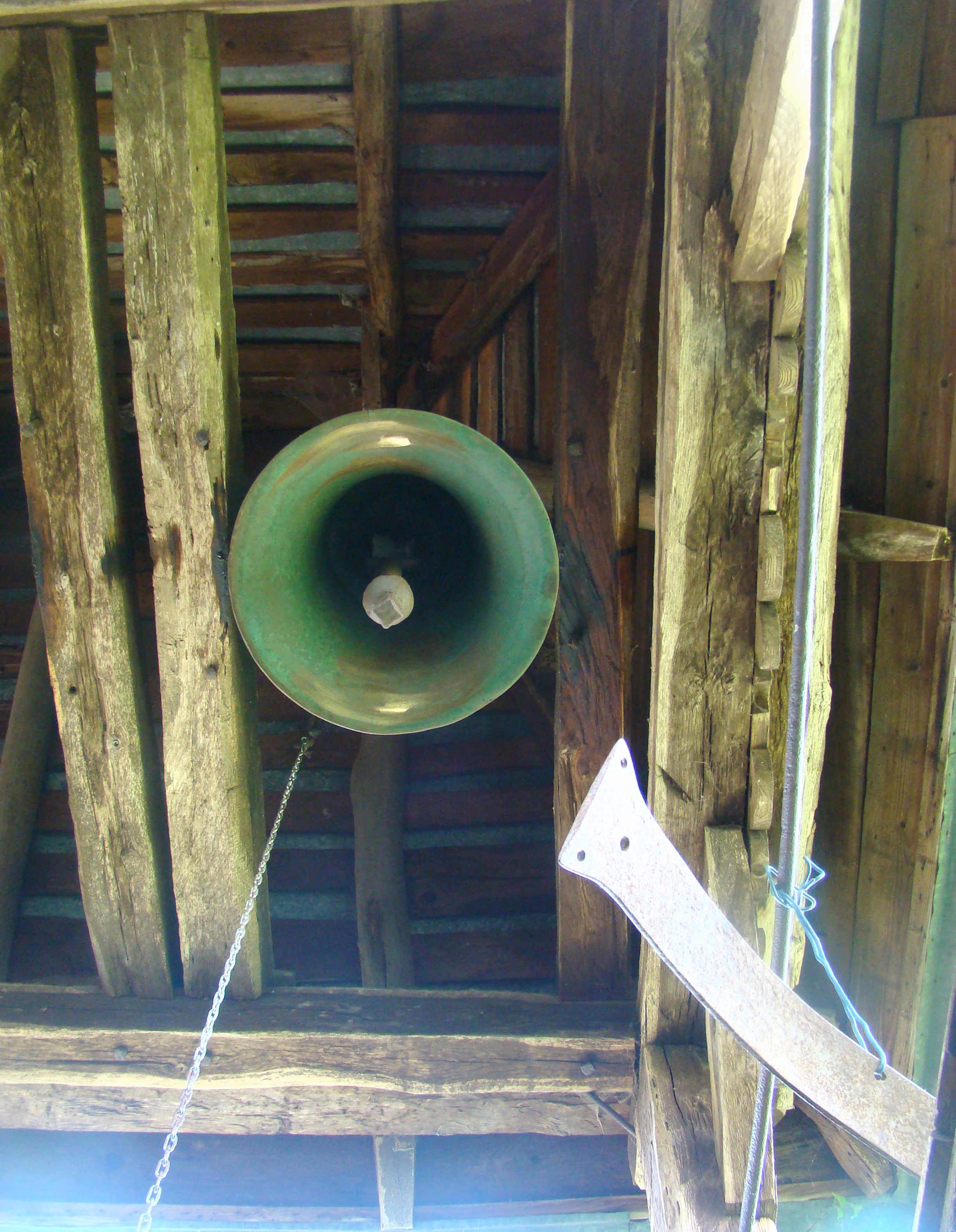
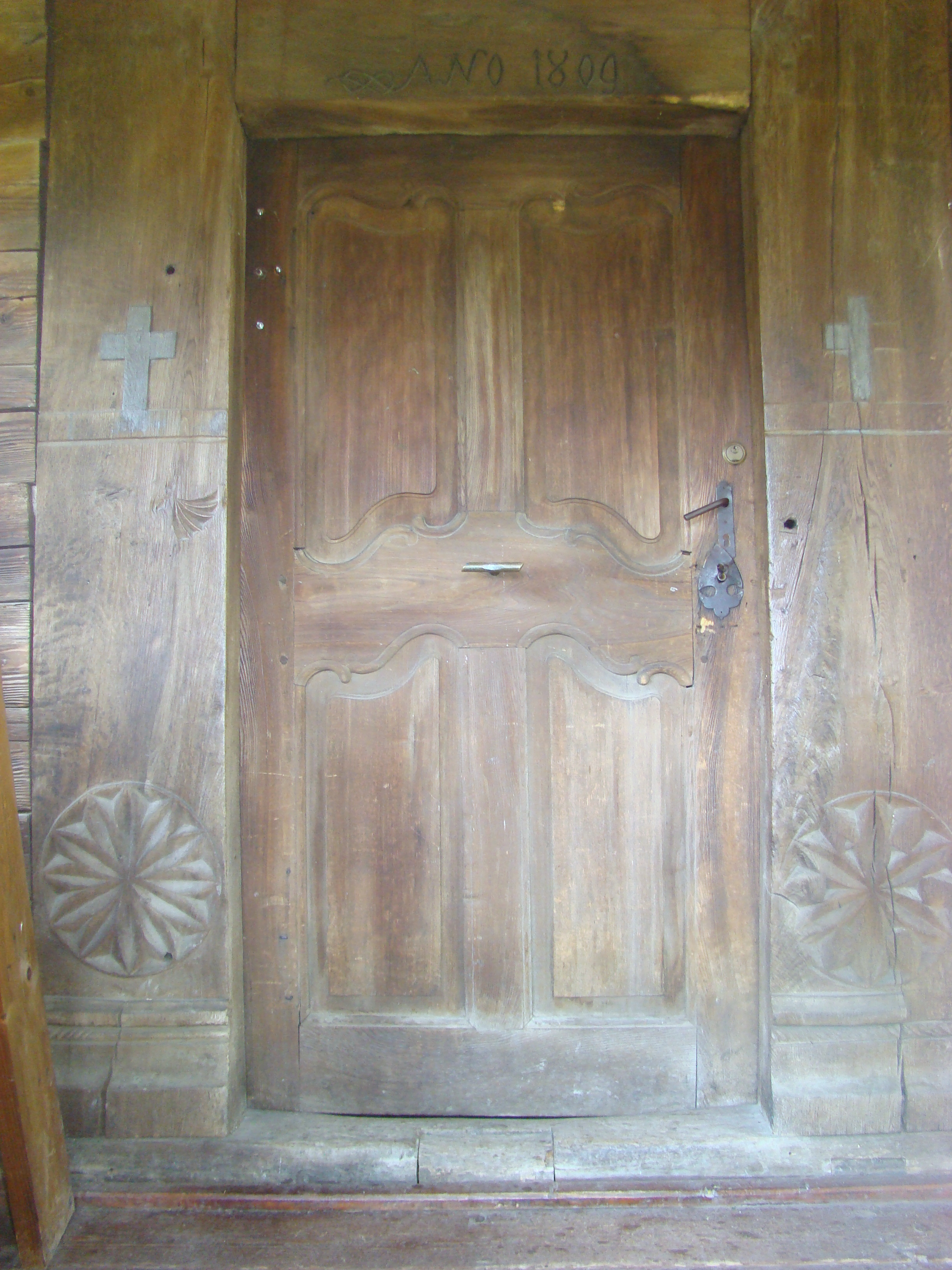

## Imagini din interior

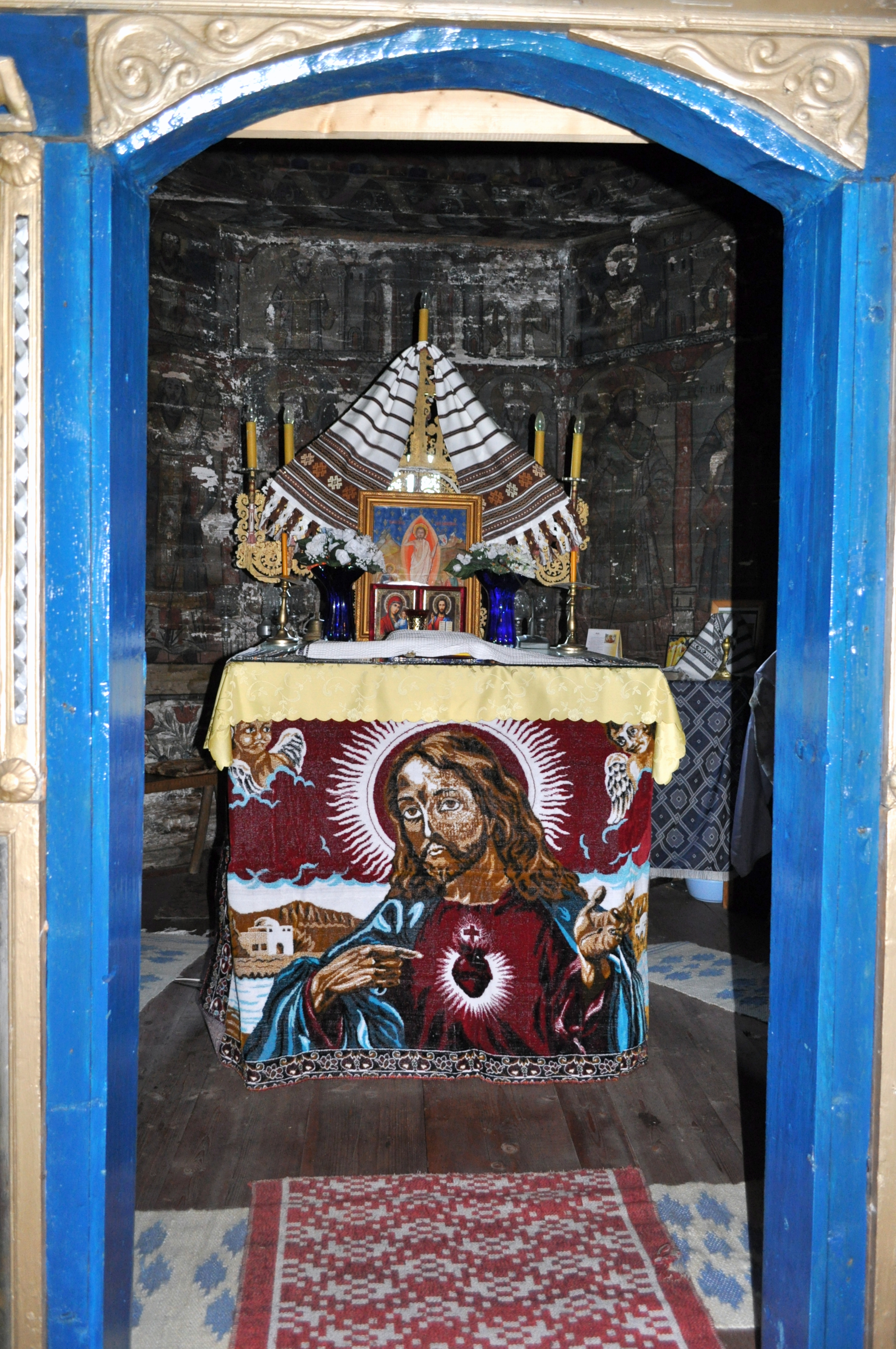
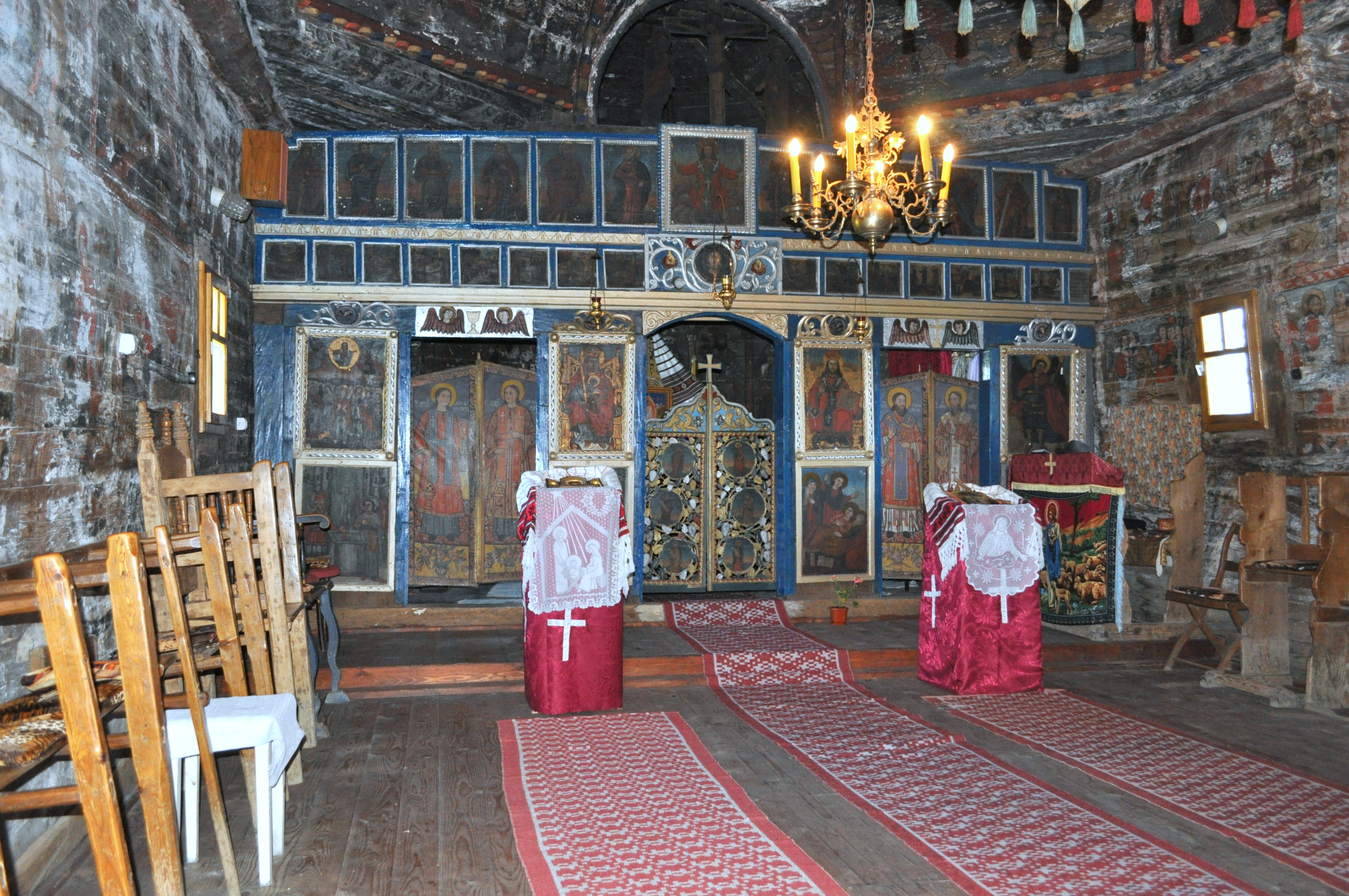
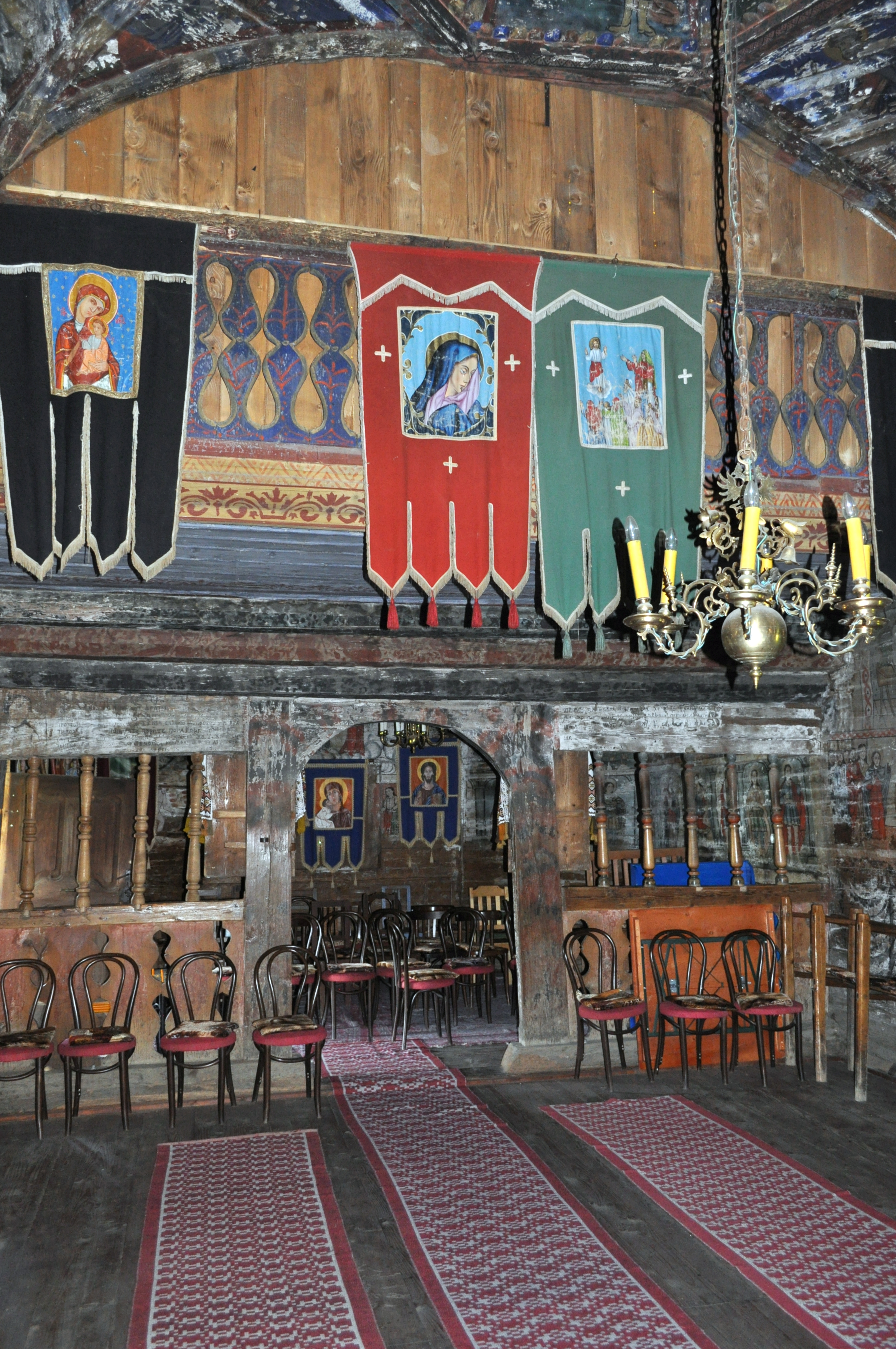
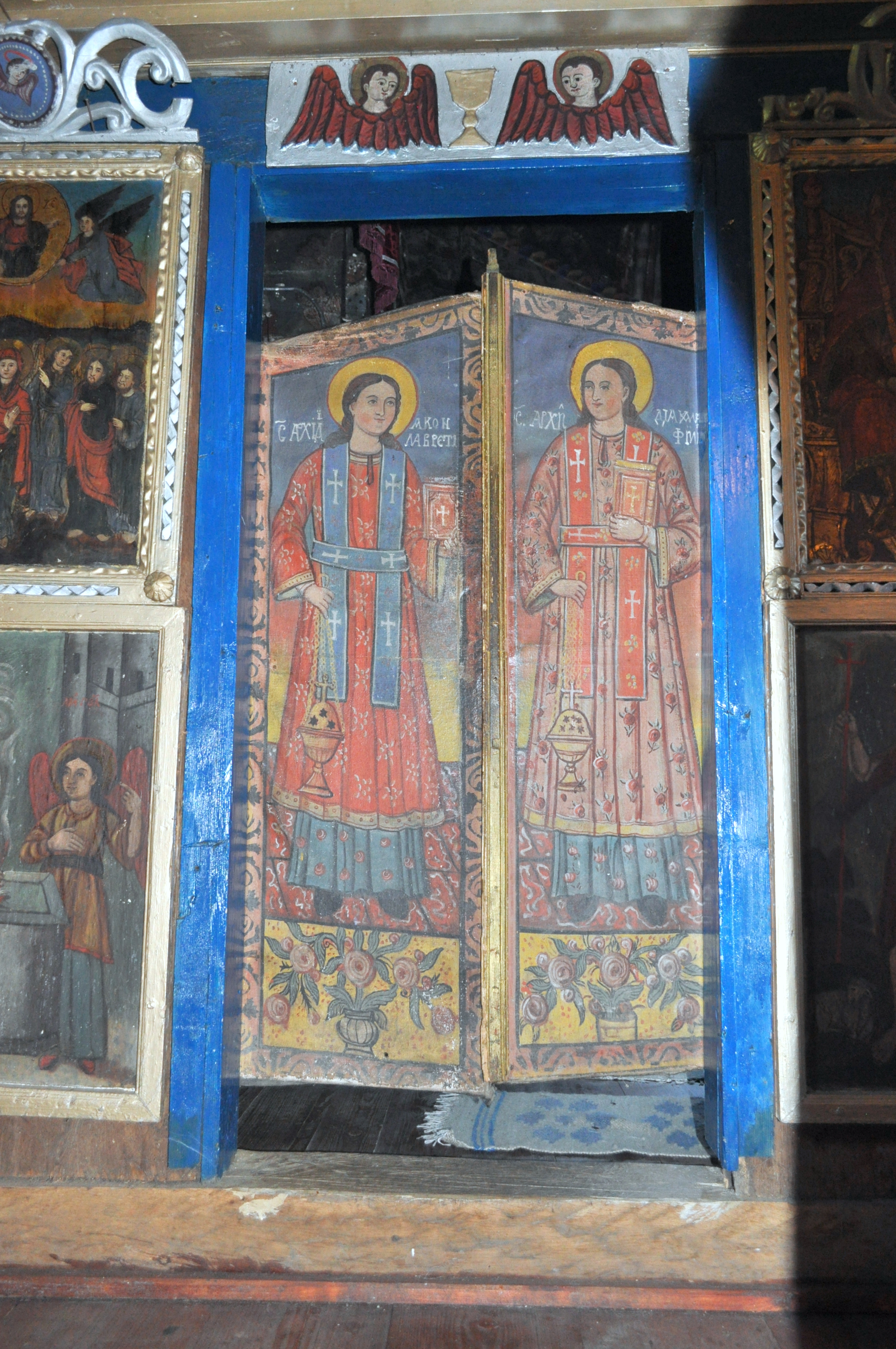
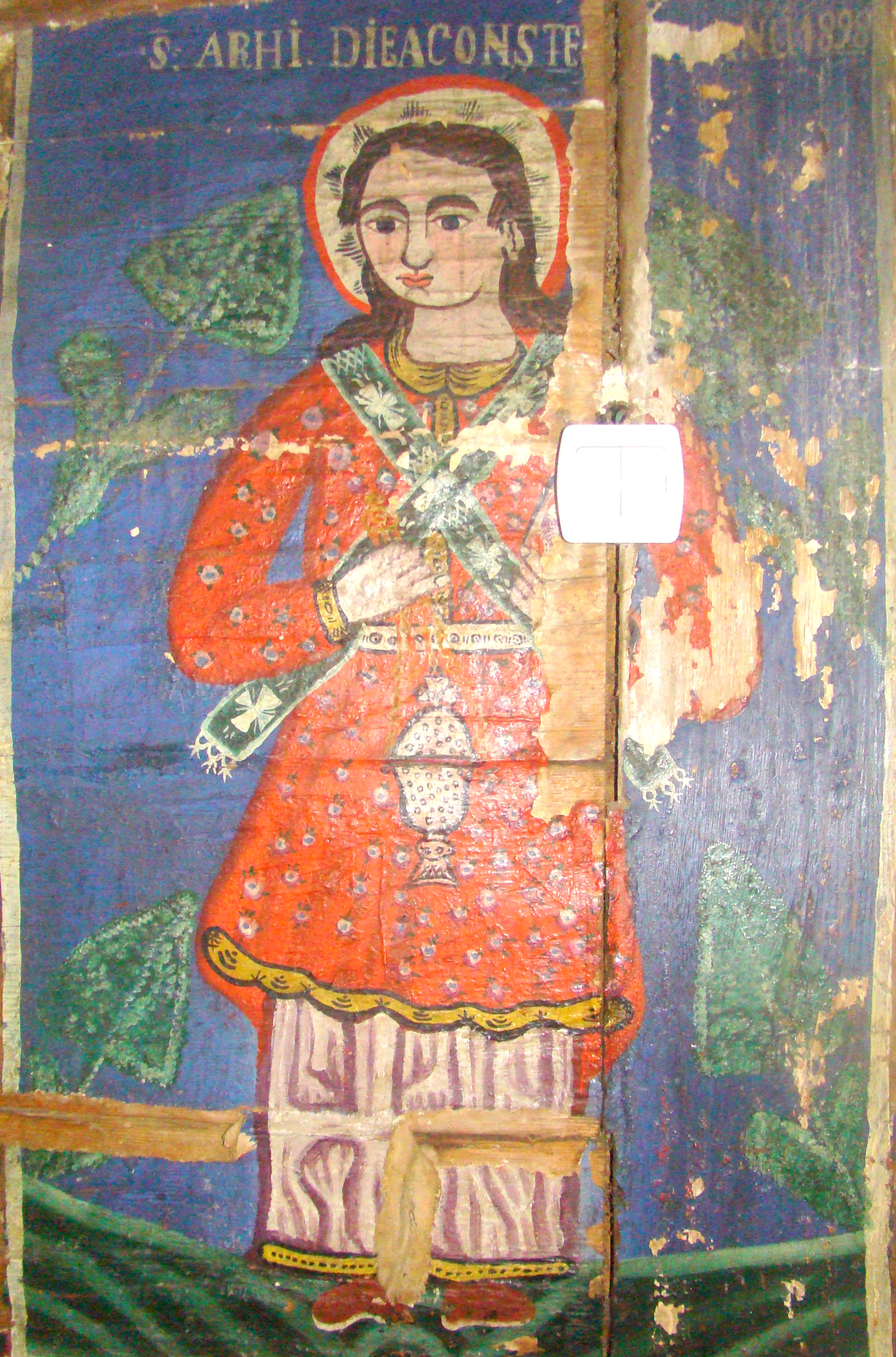
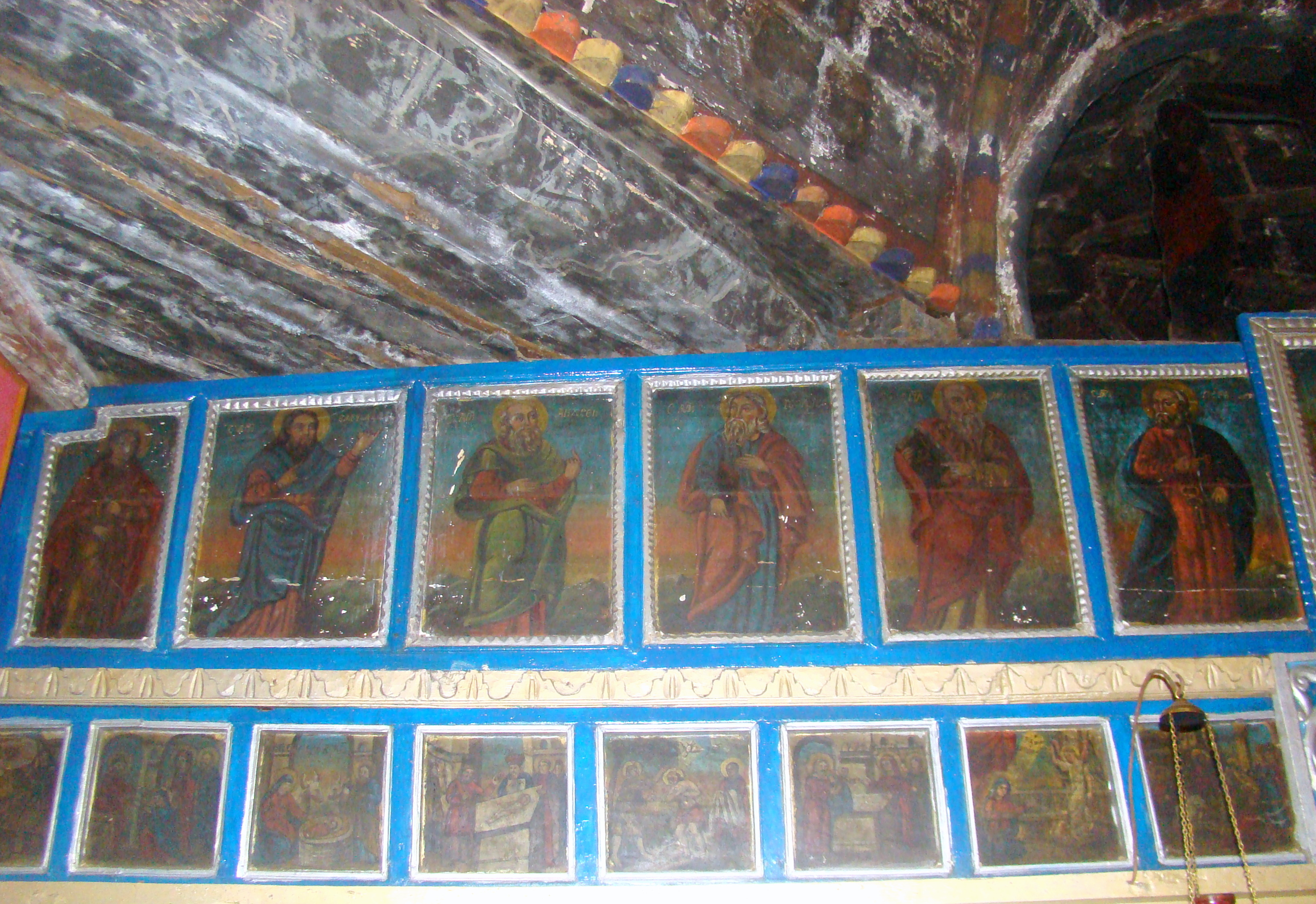
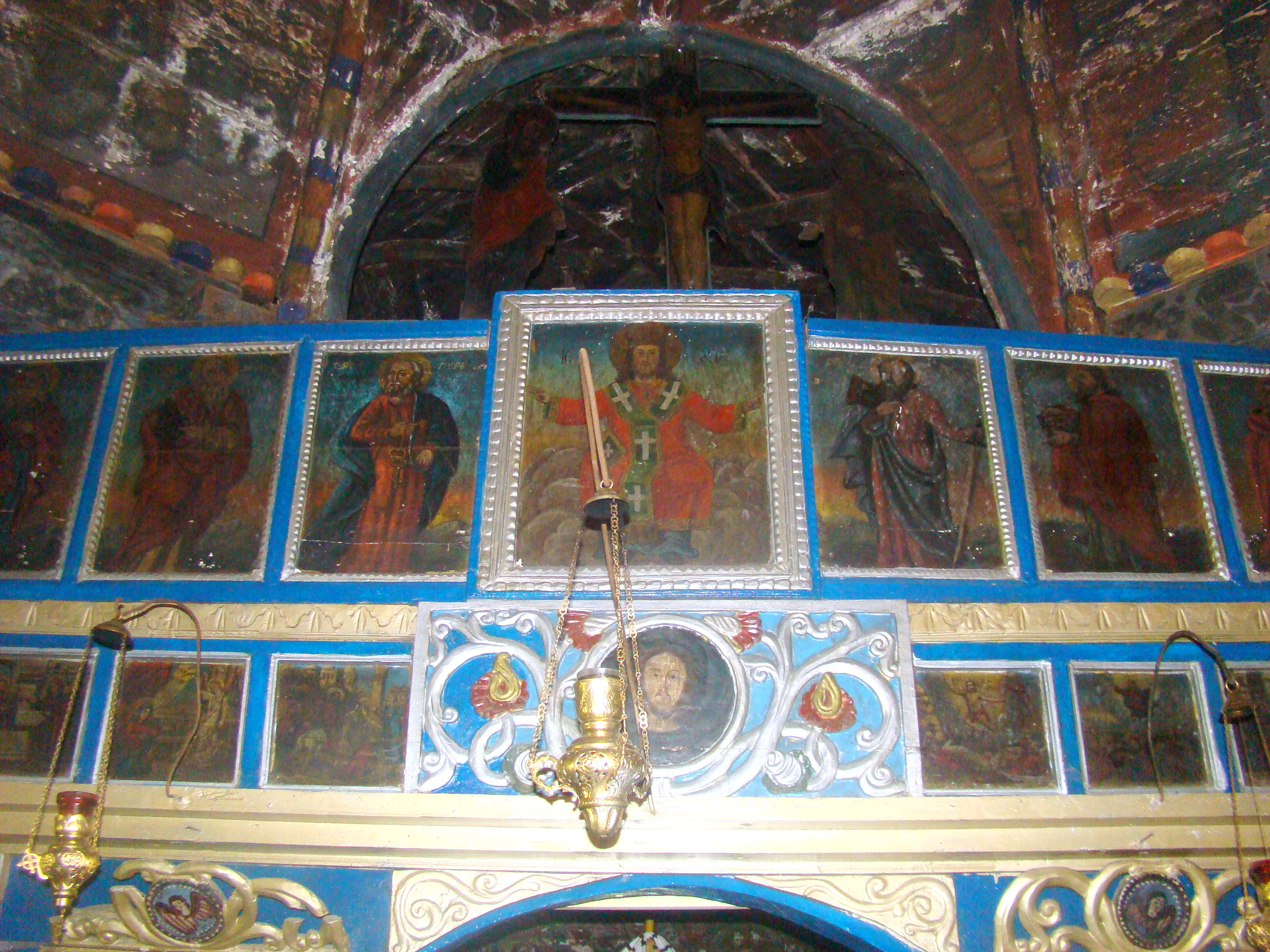
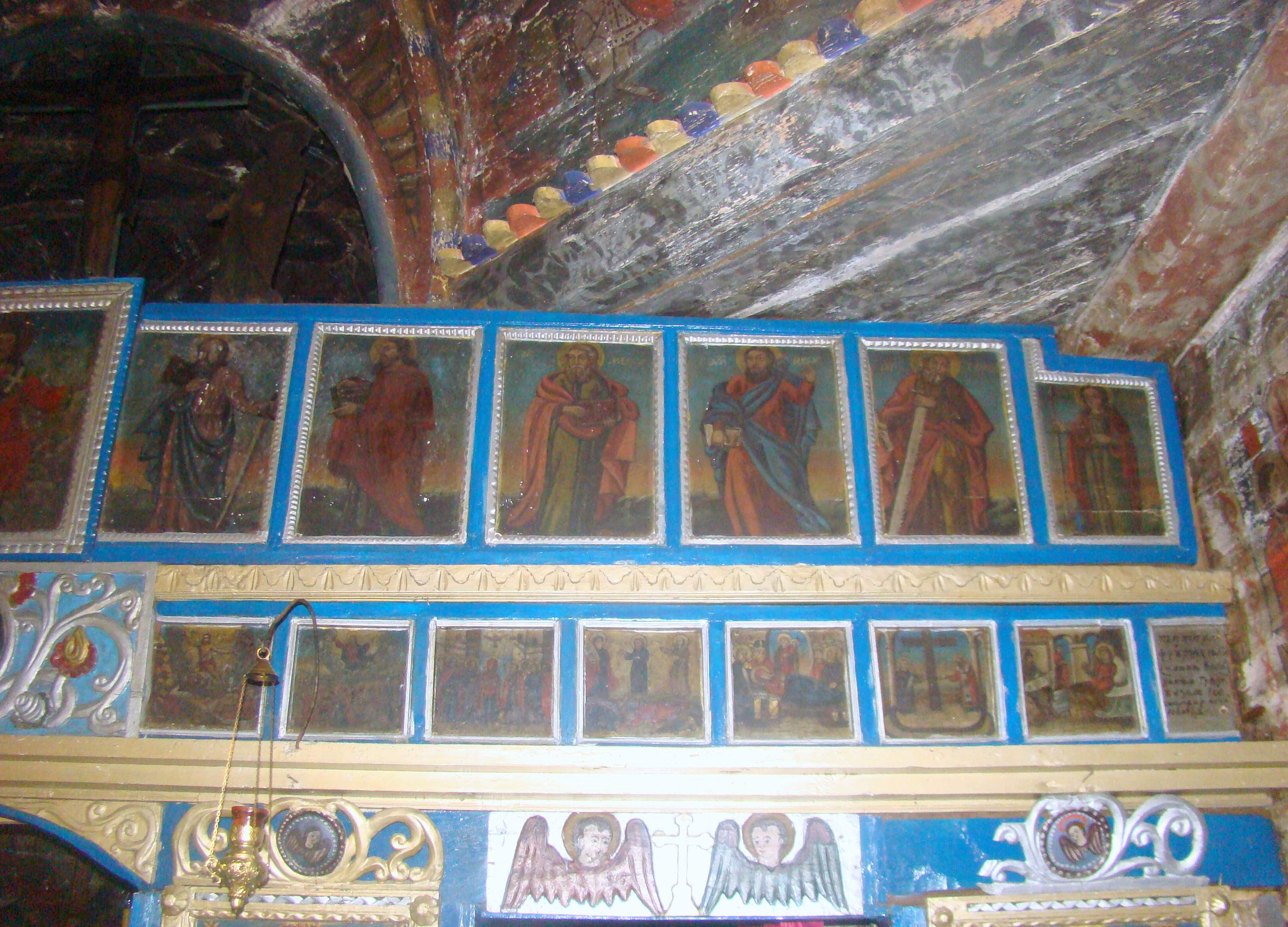
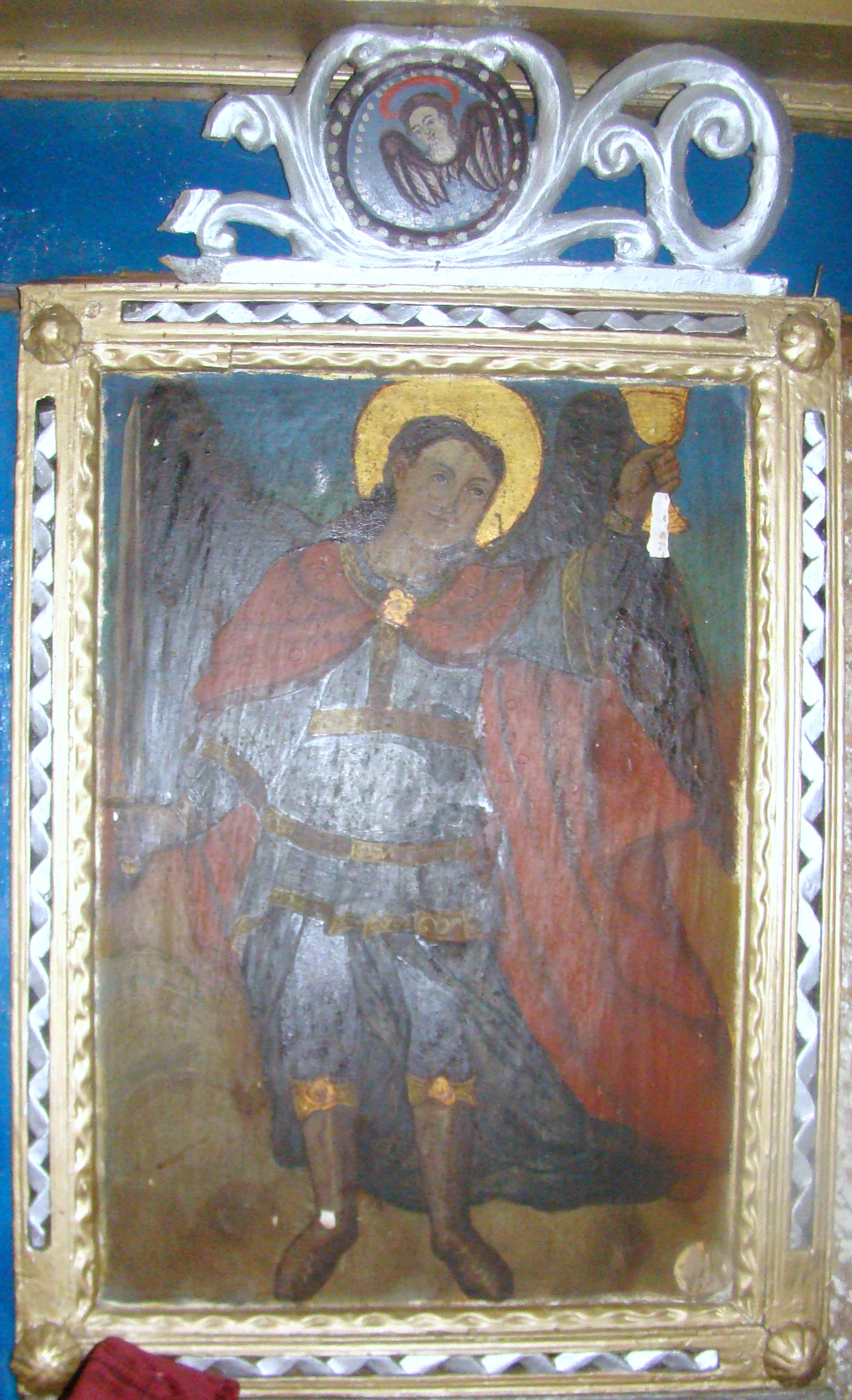
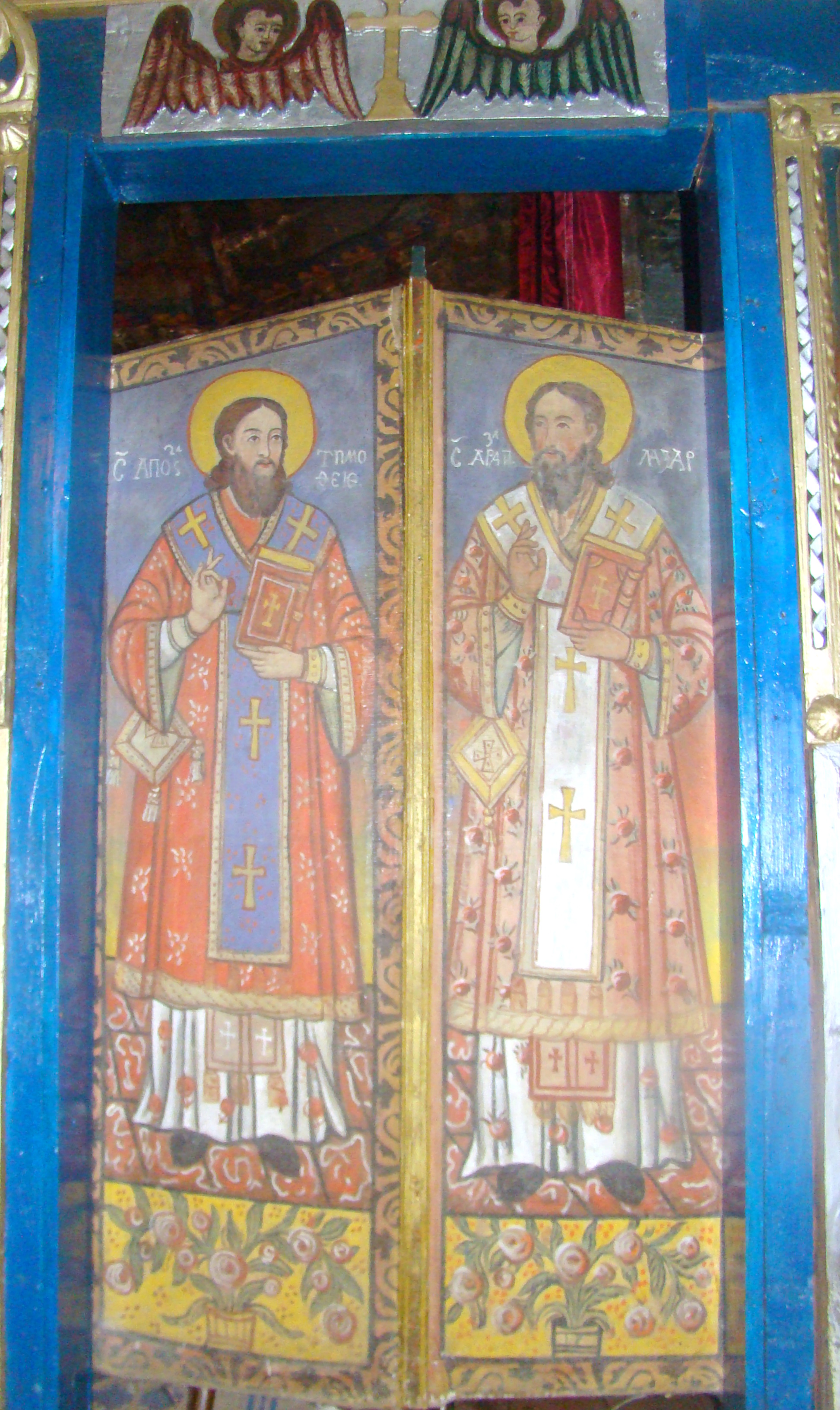
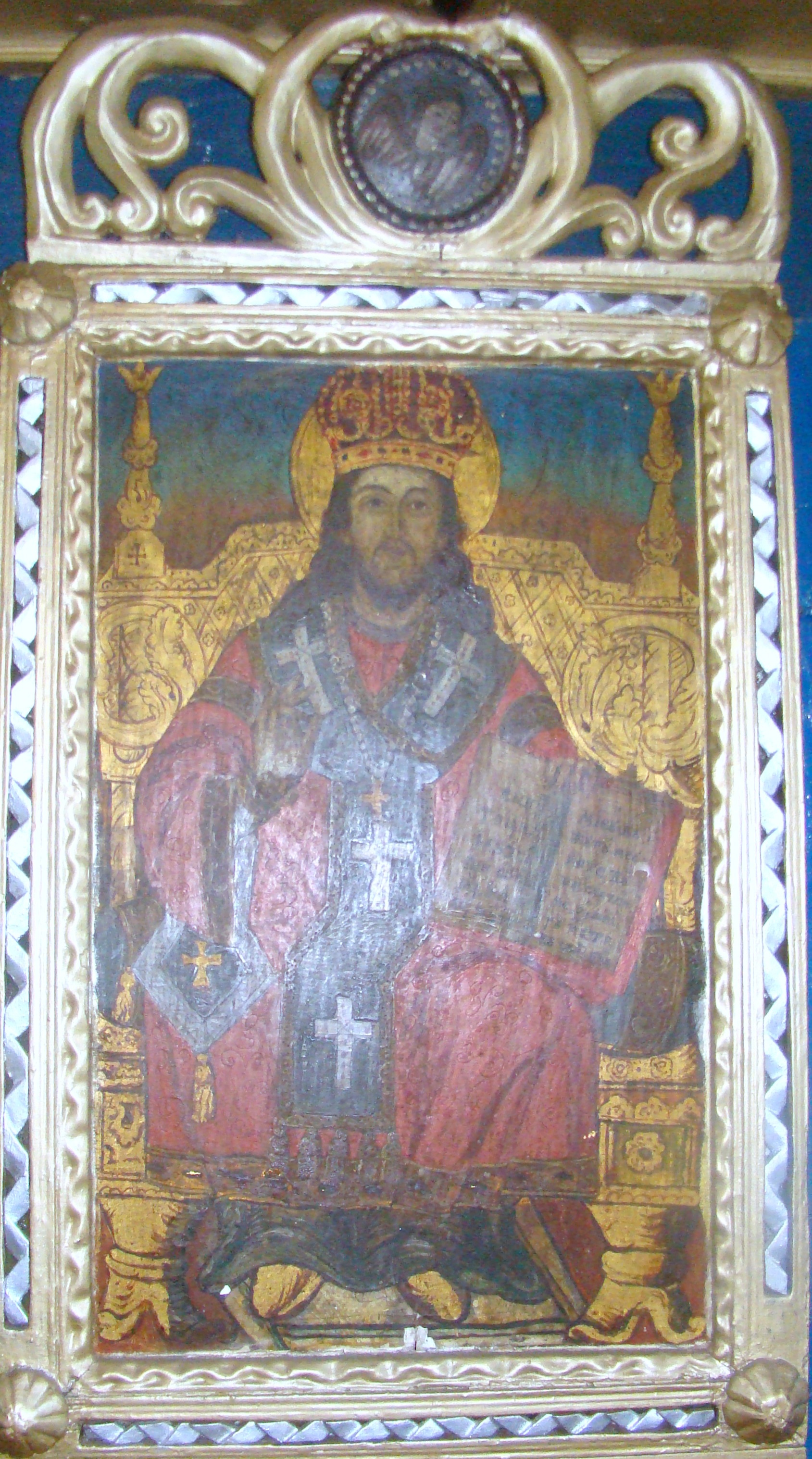
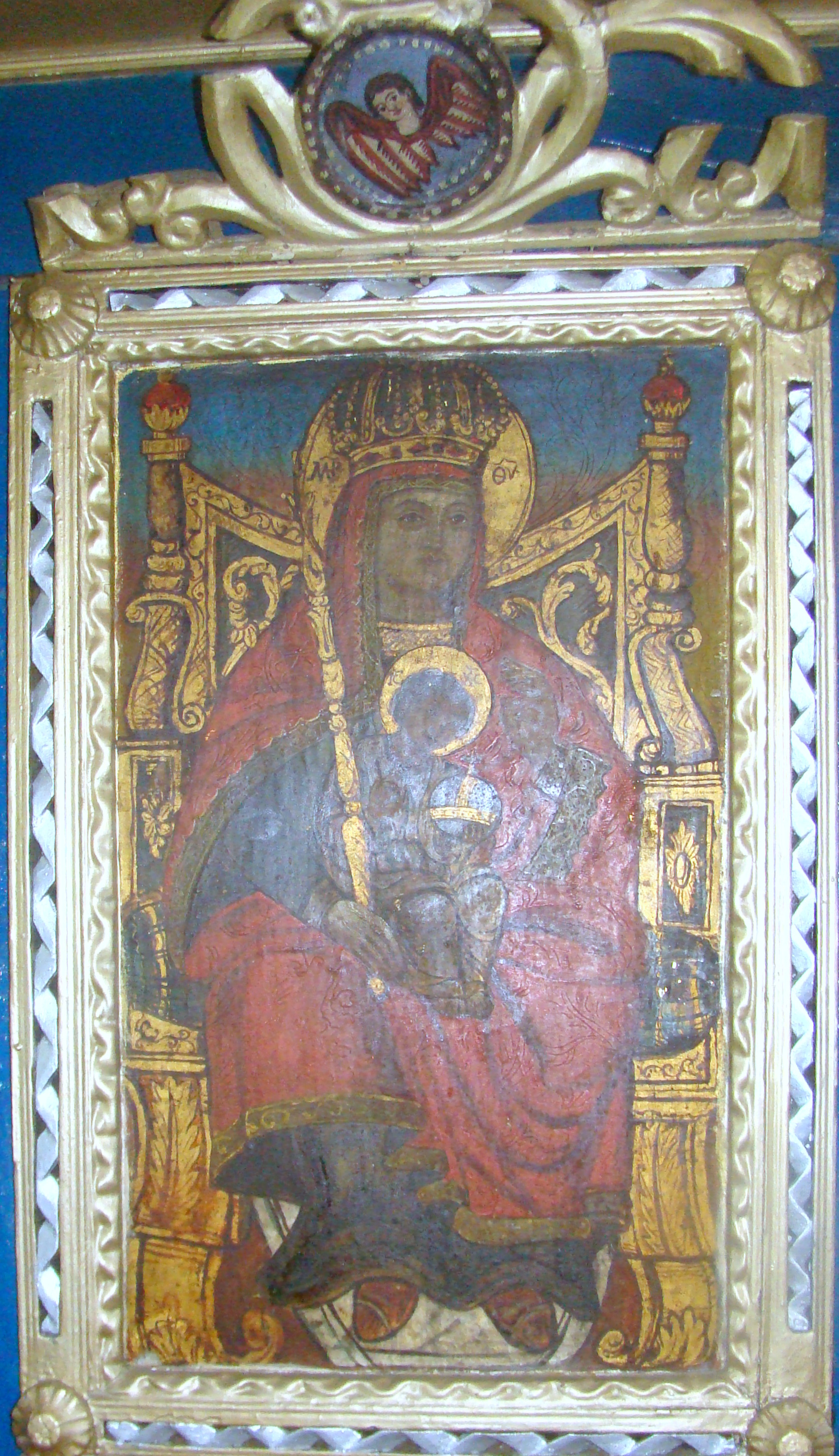
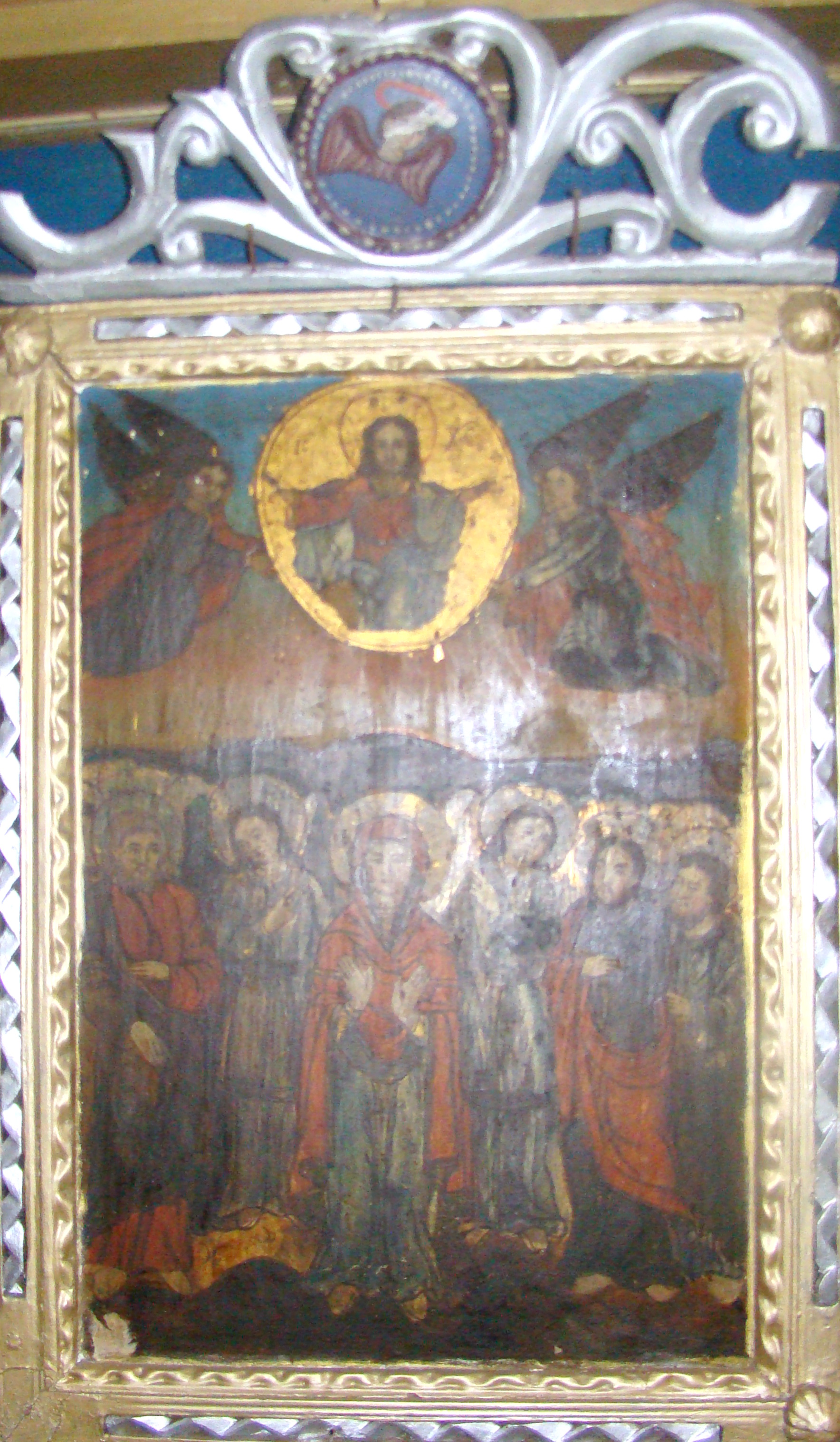
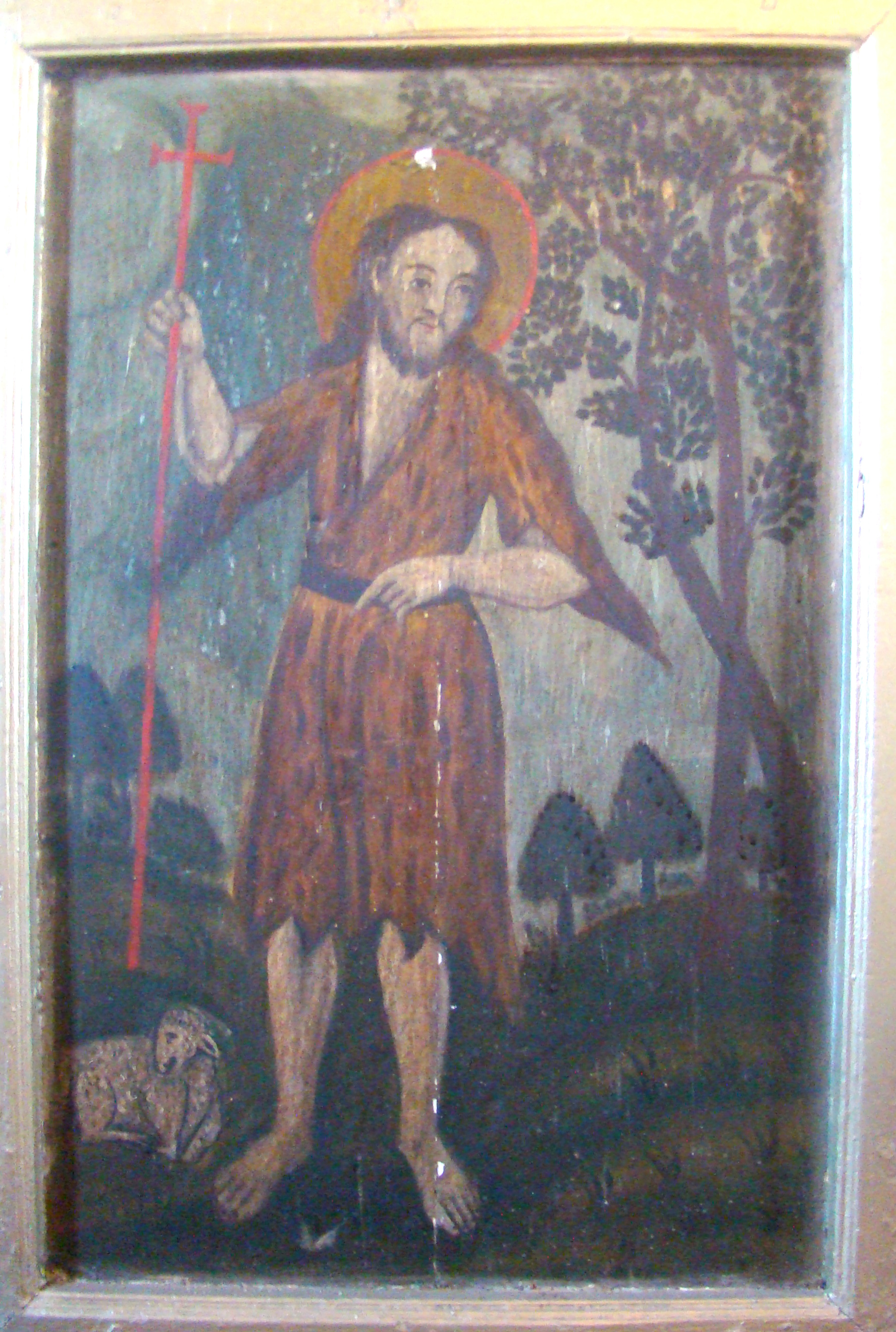
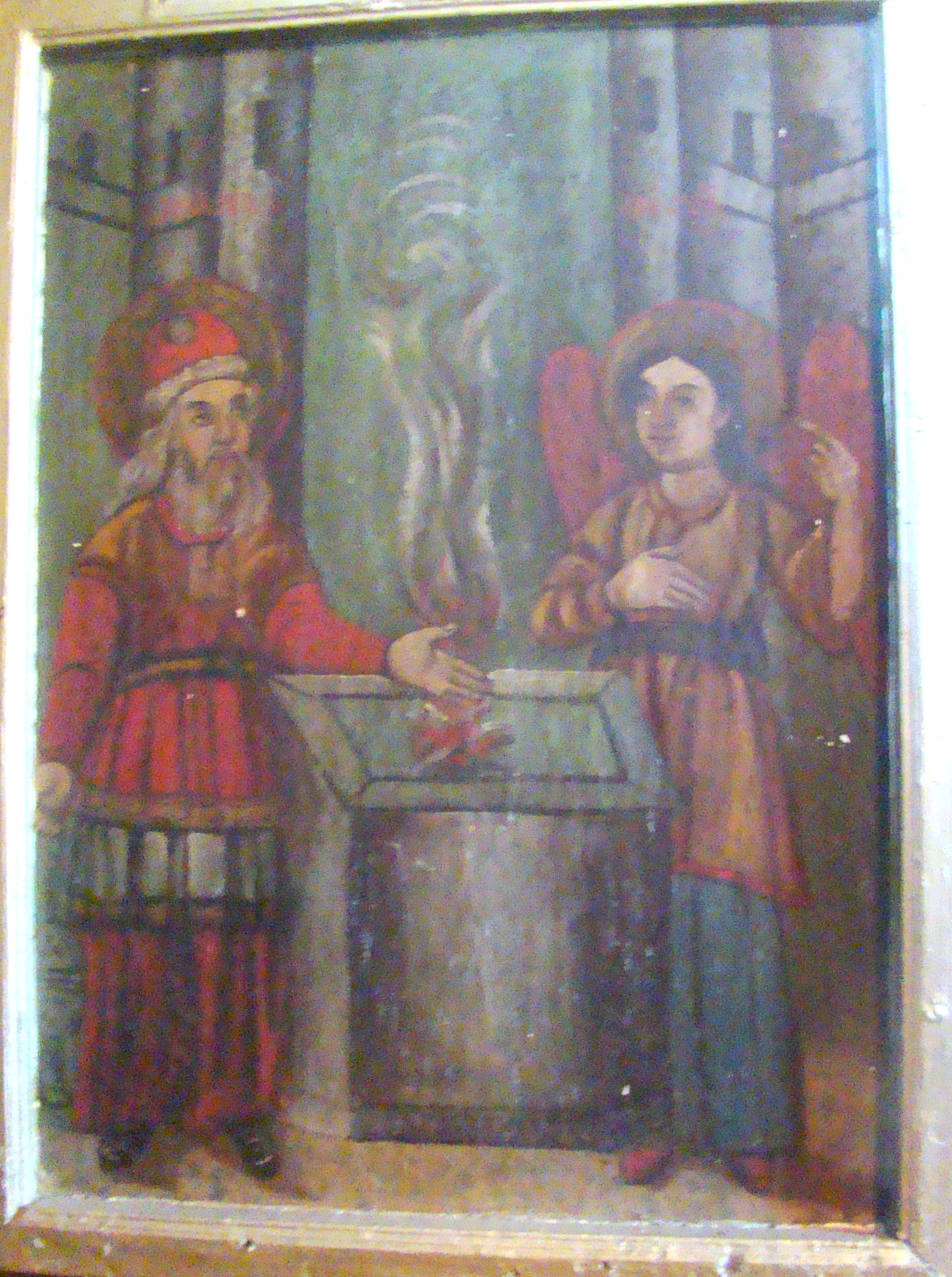
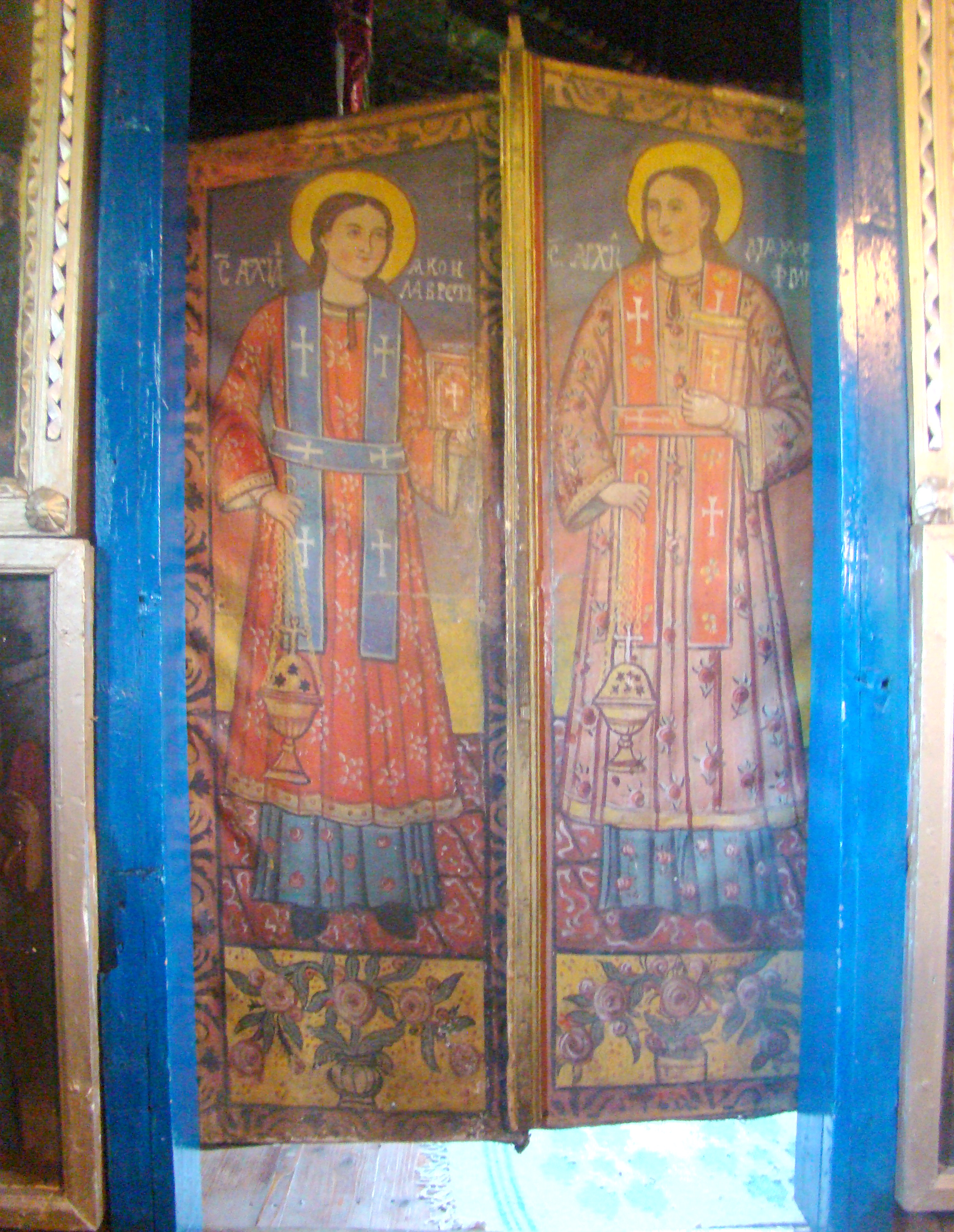
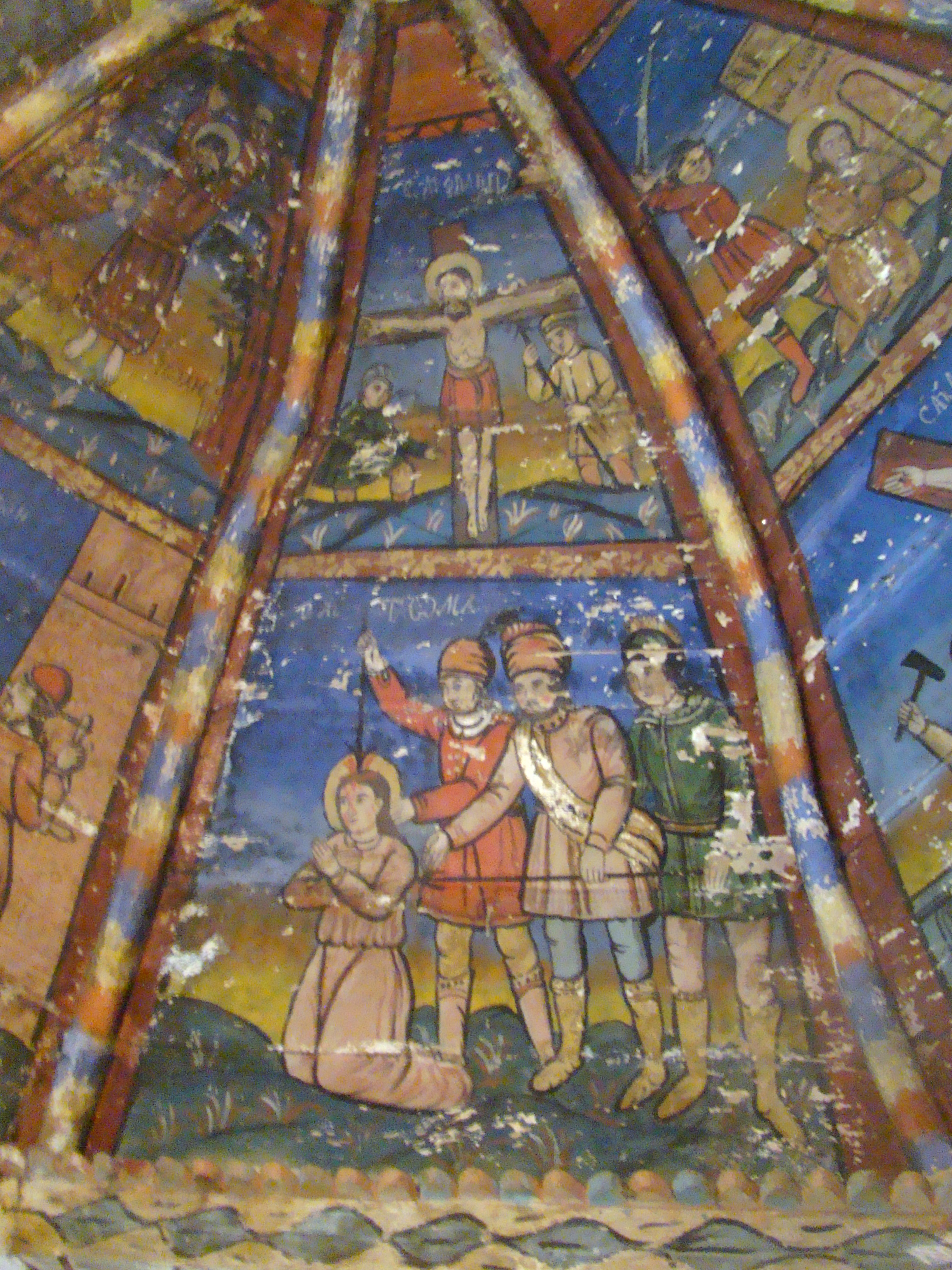
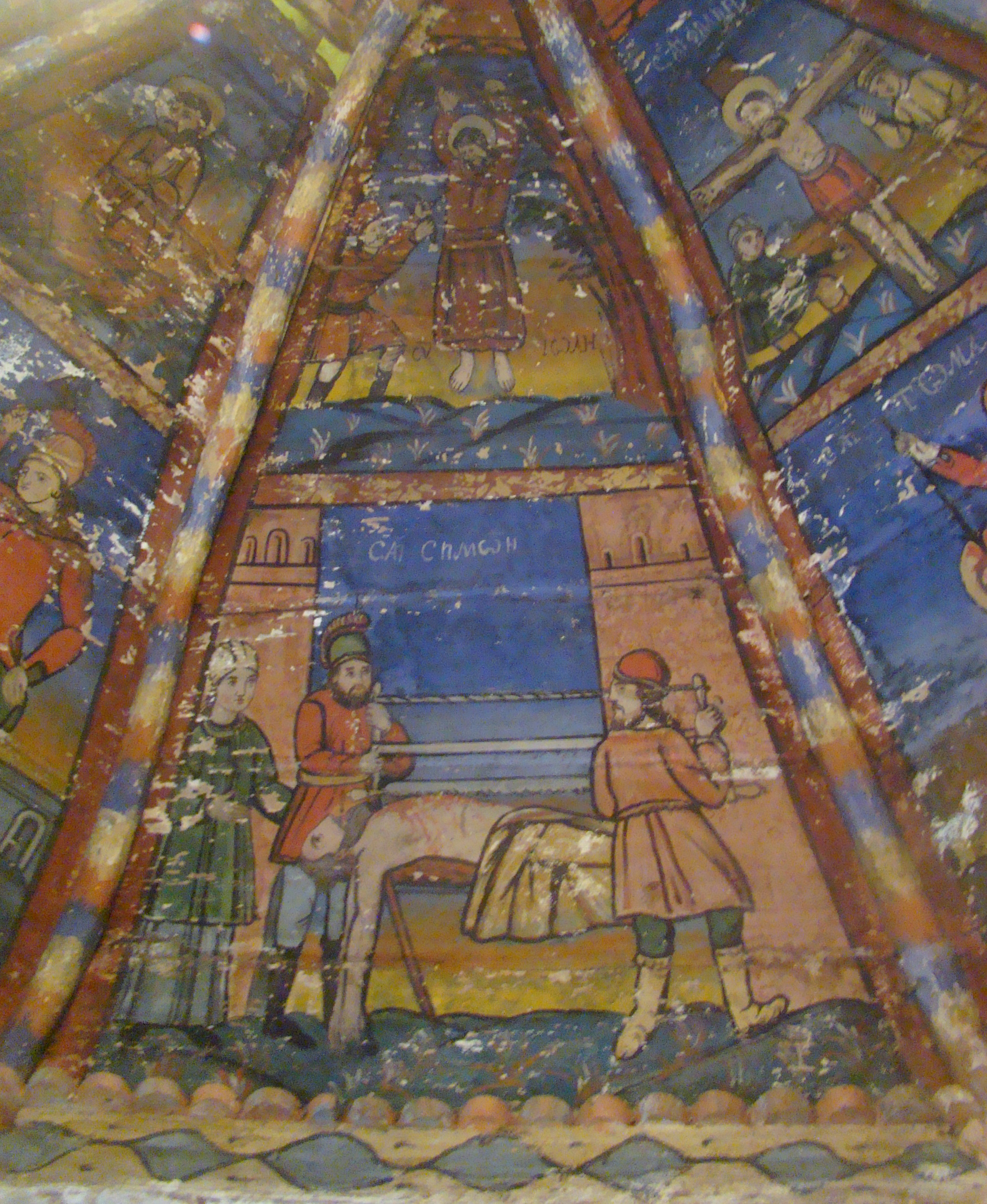
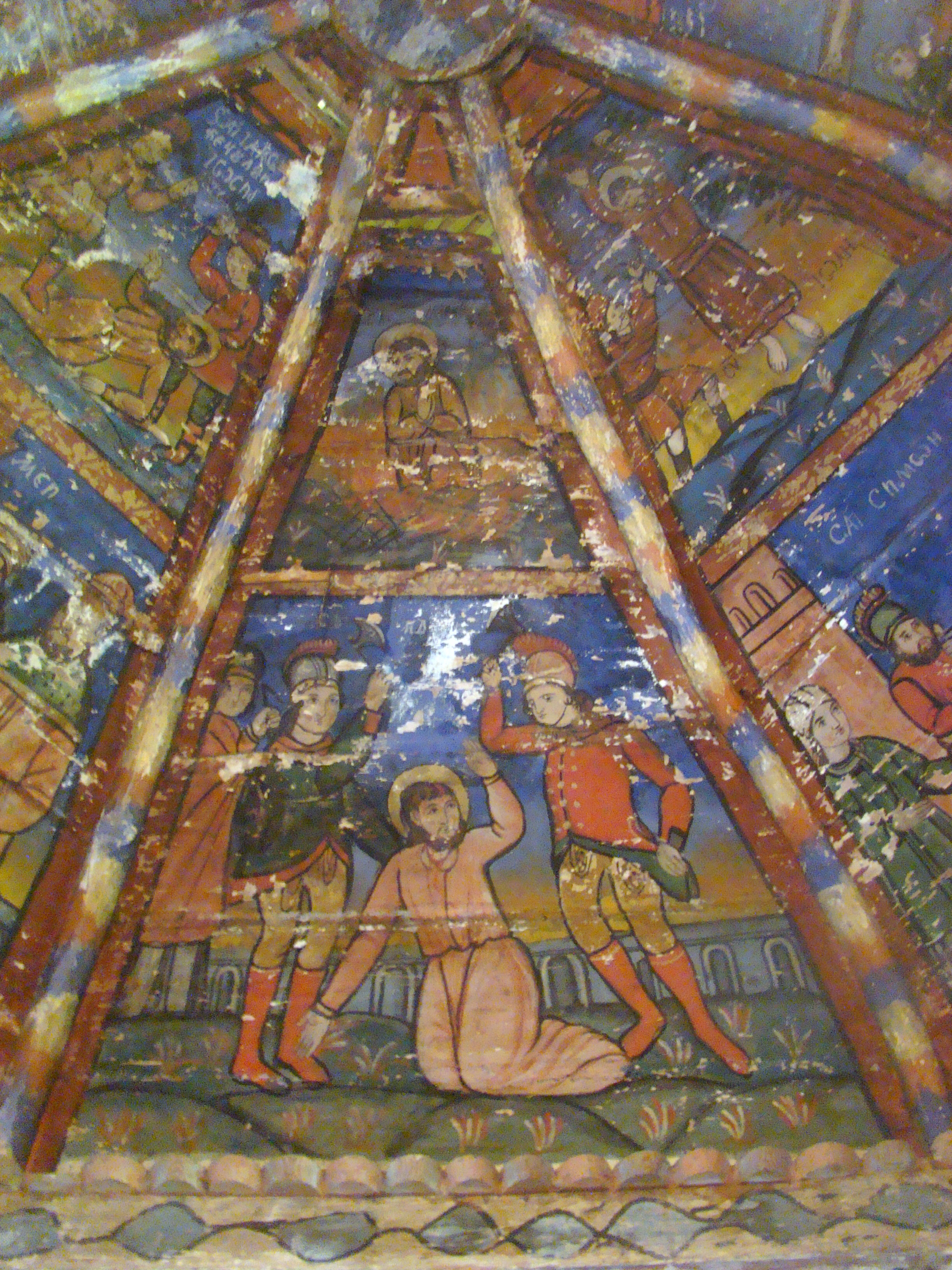
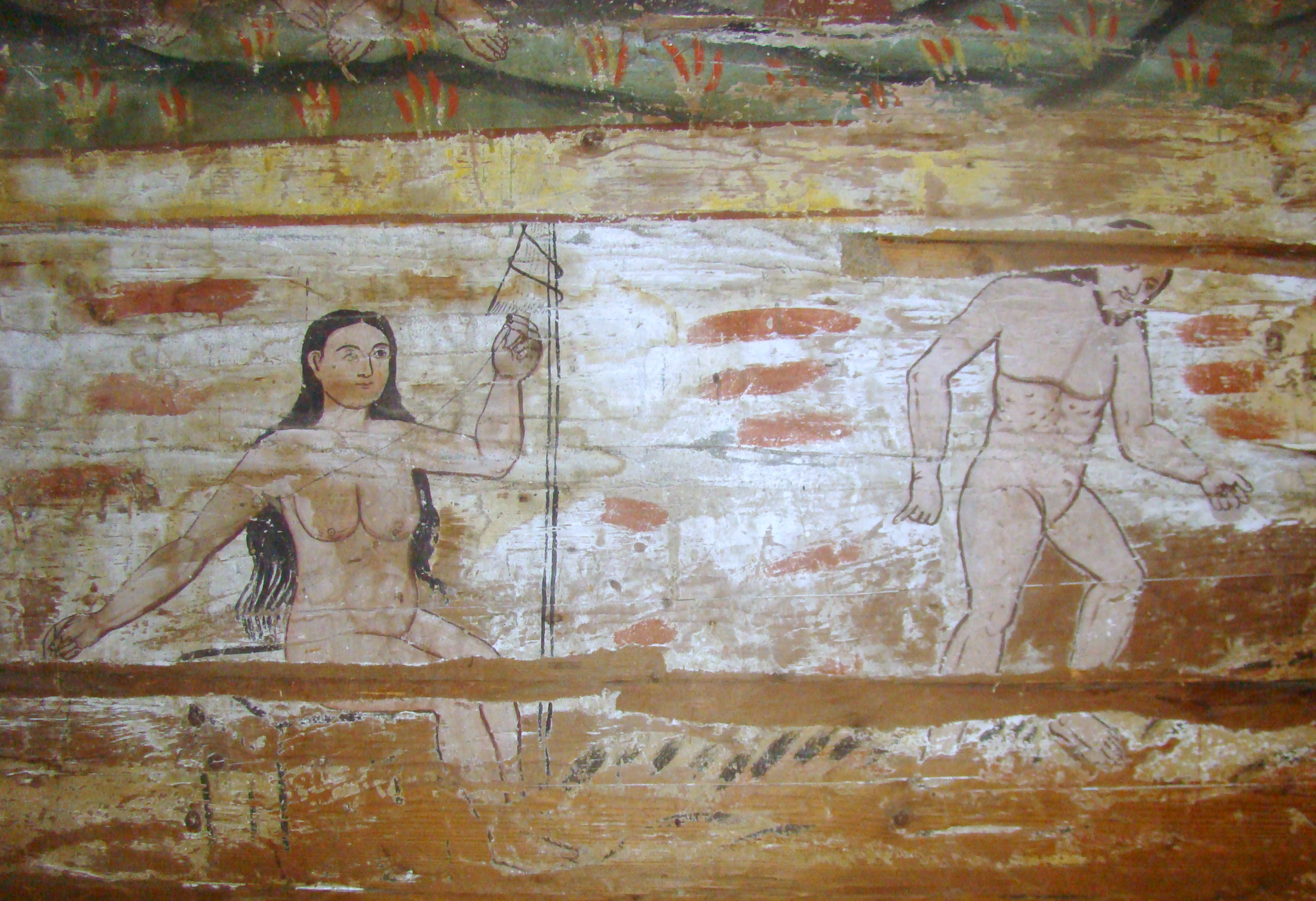
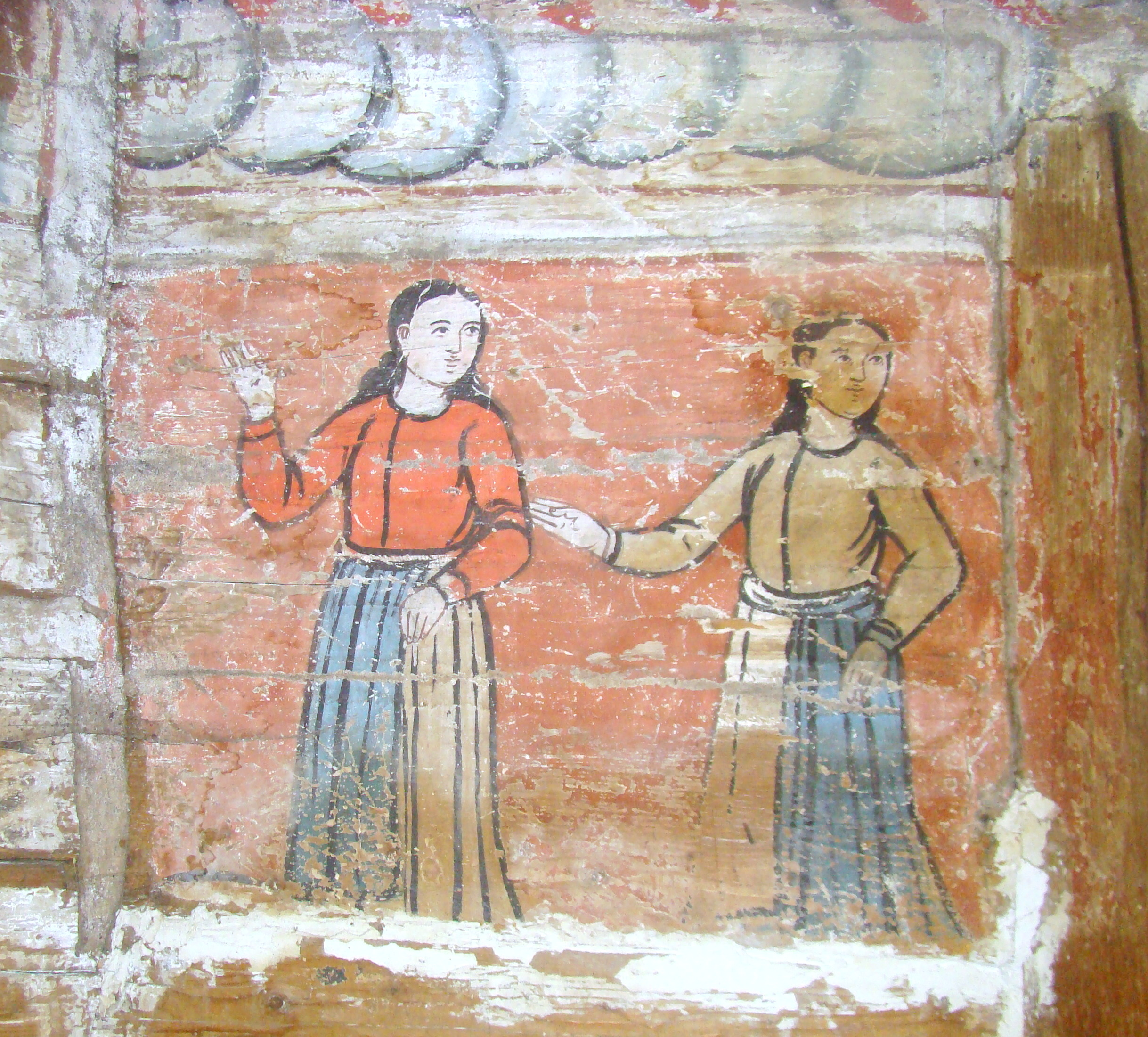
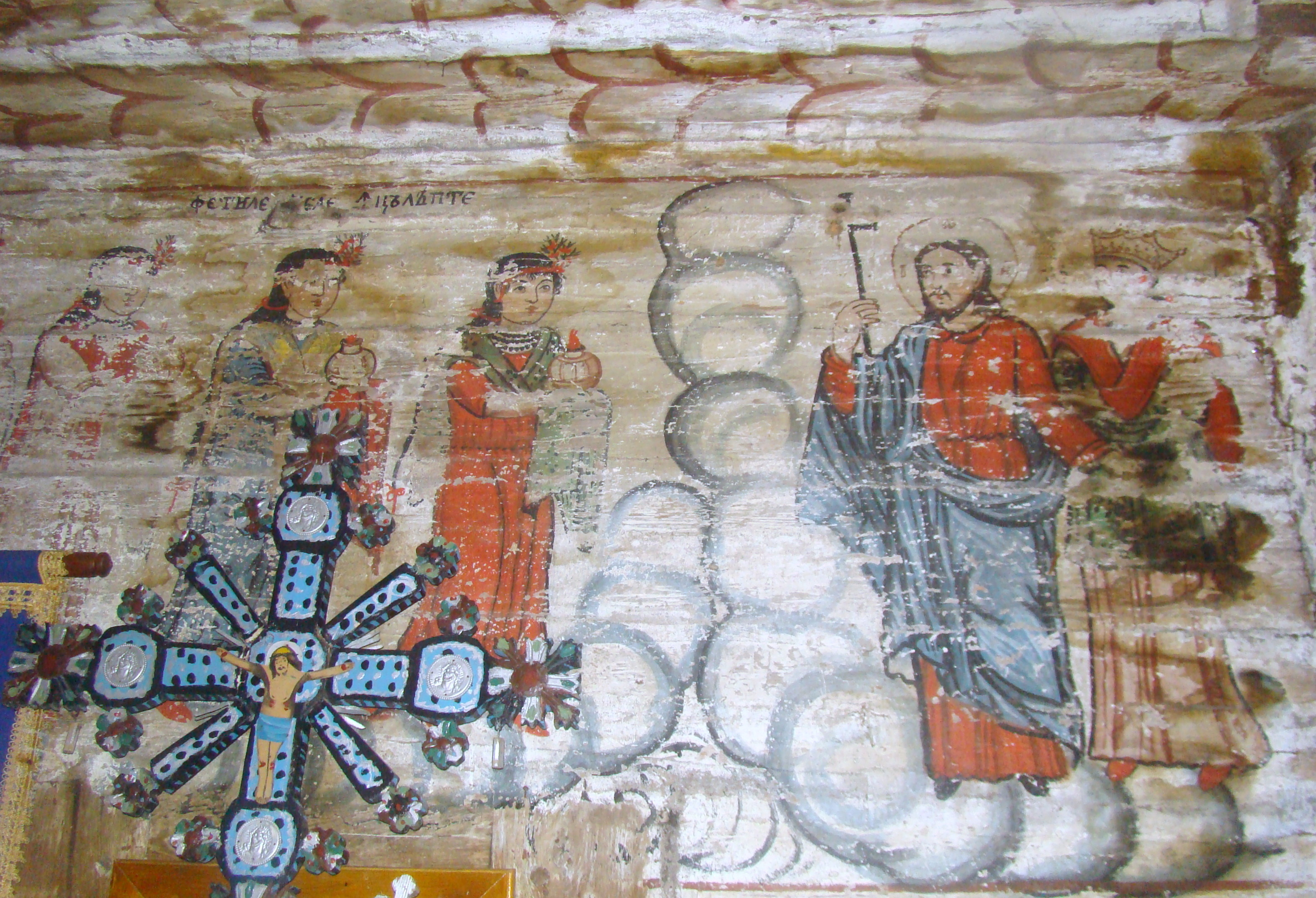
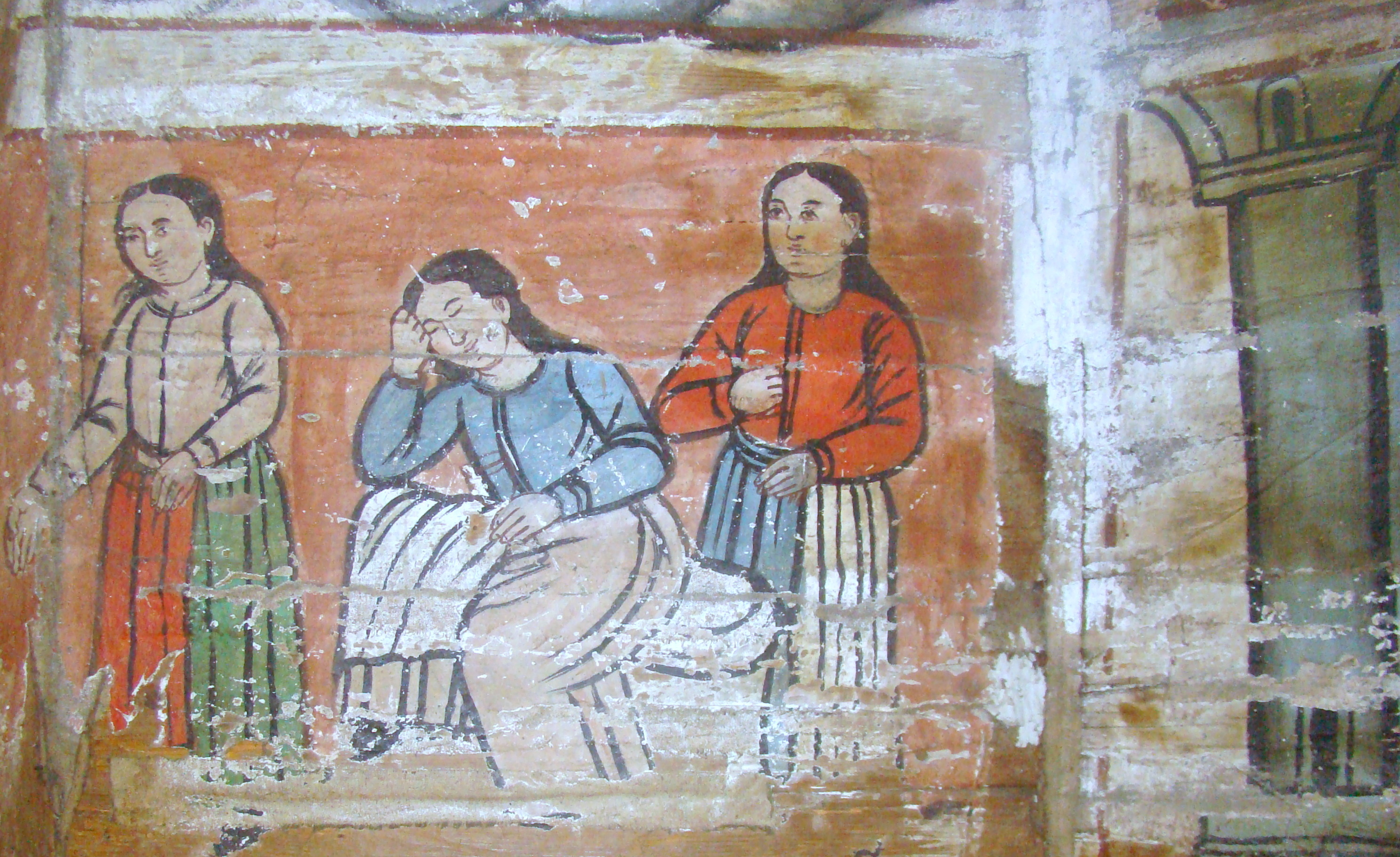
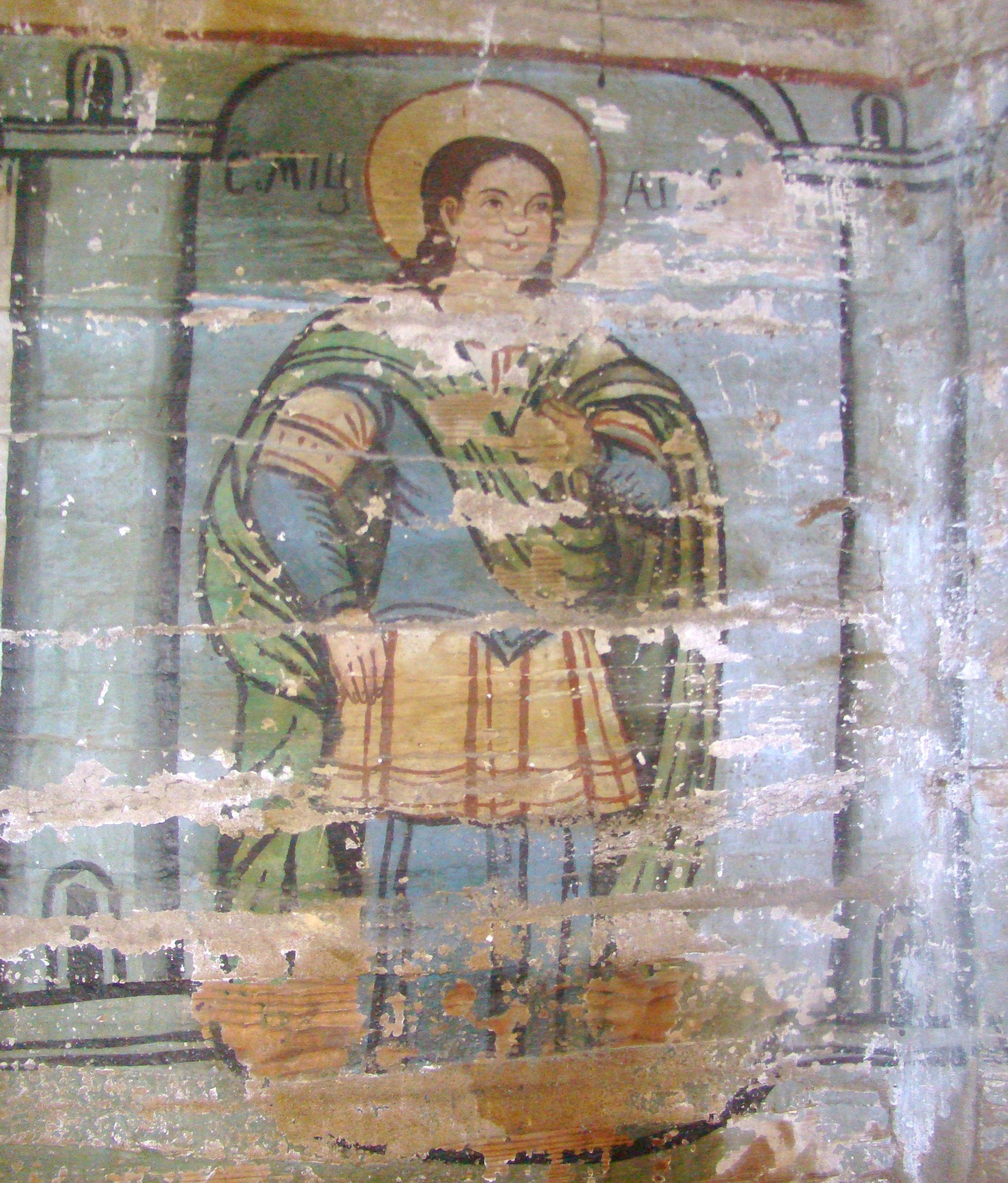
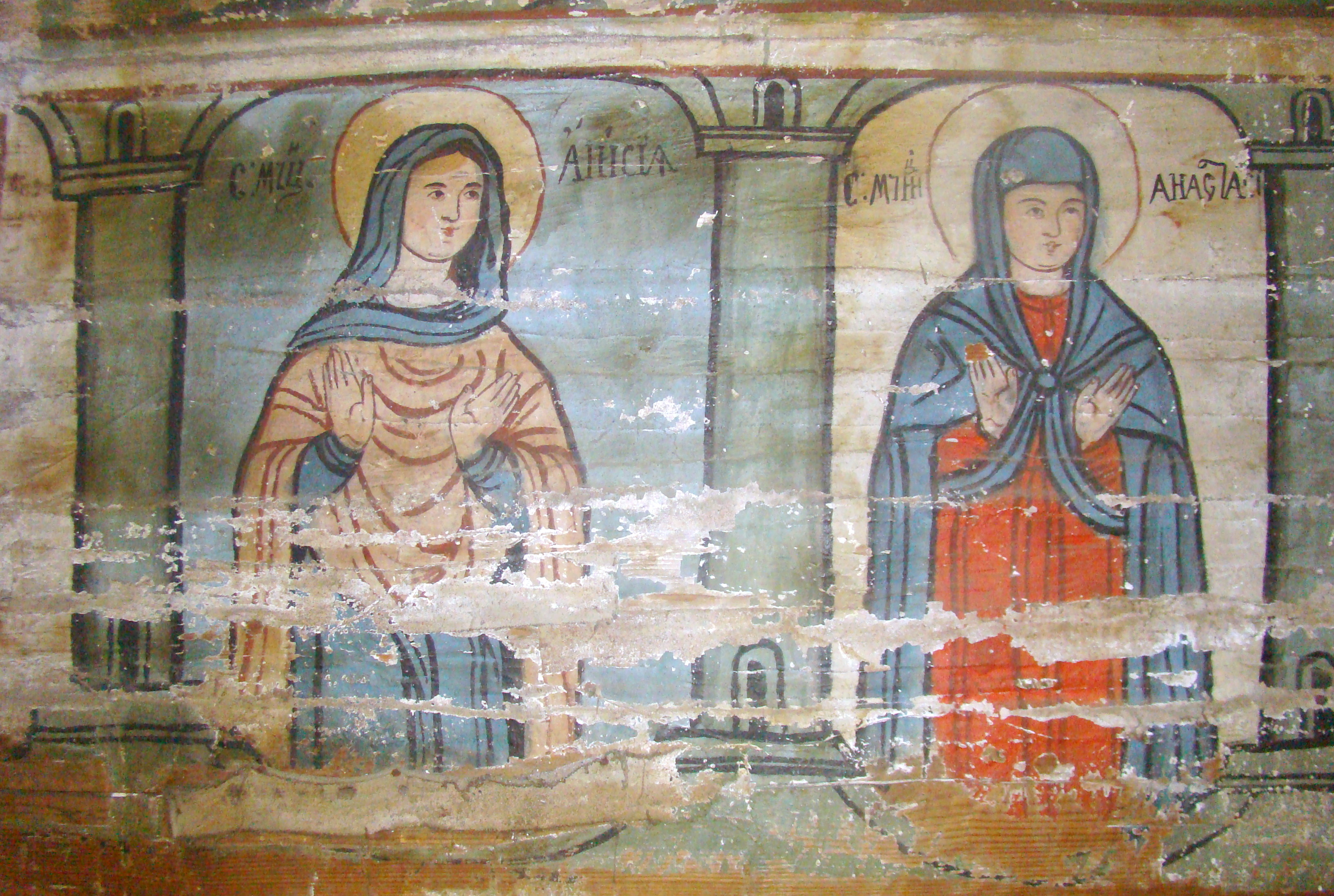
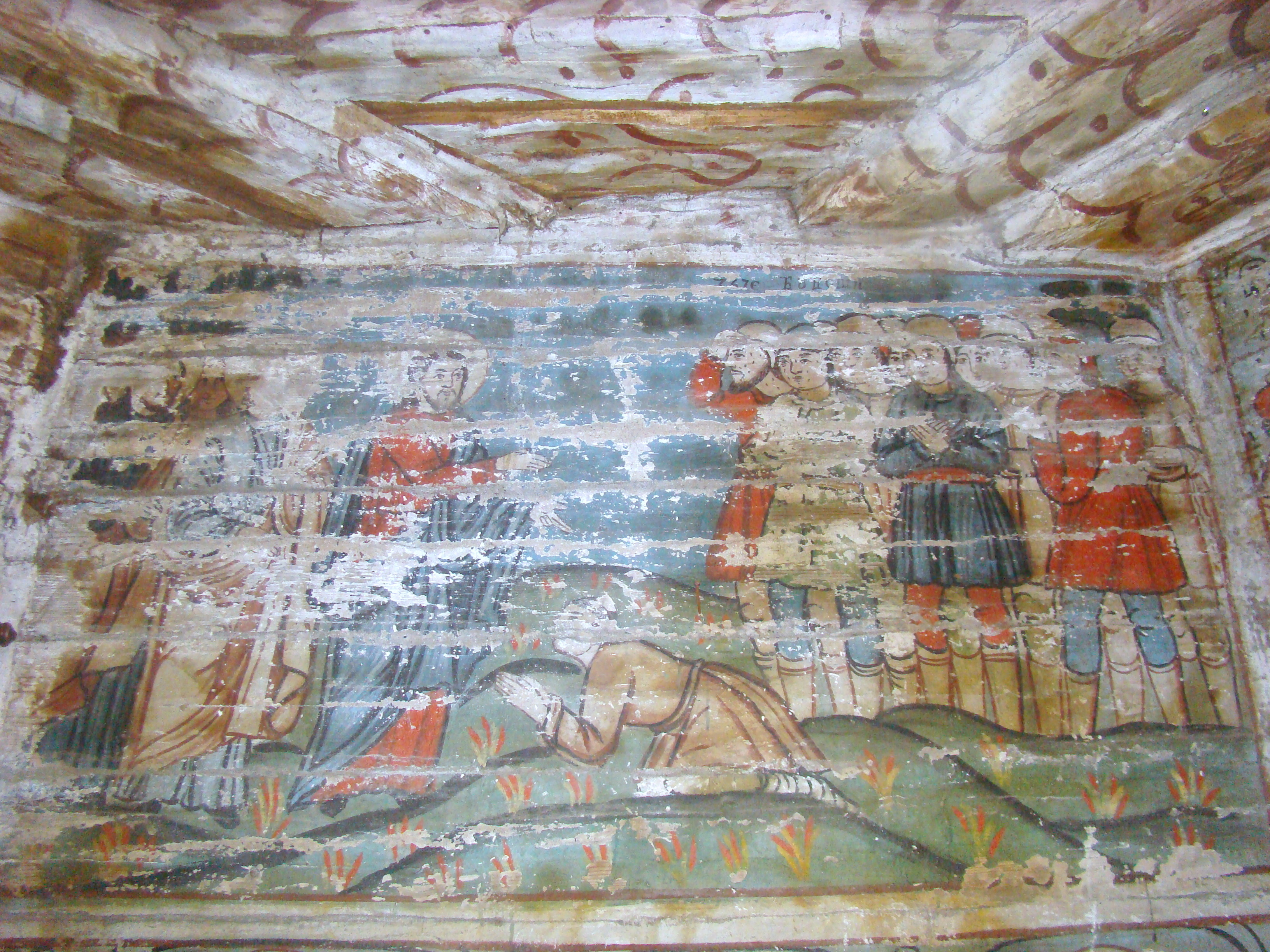
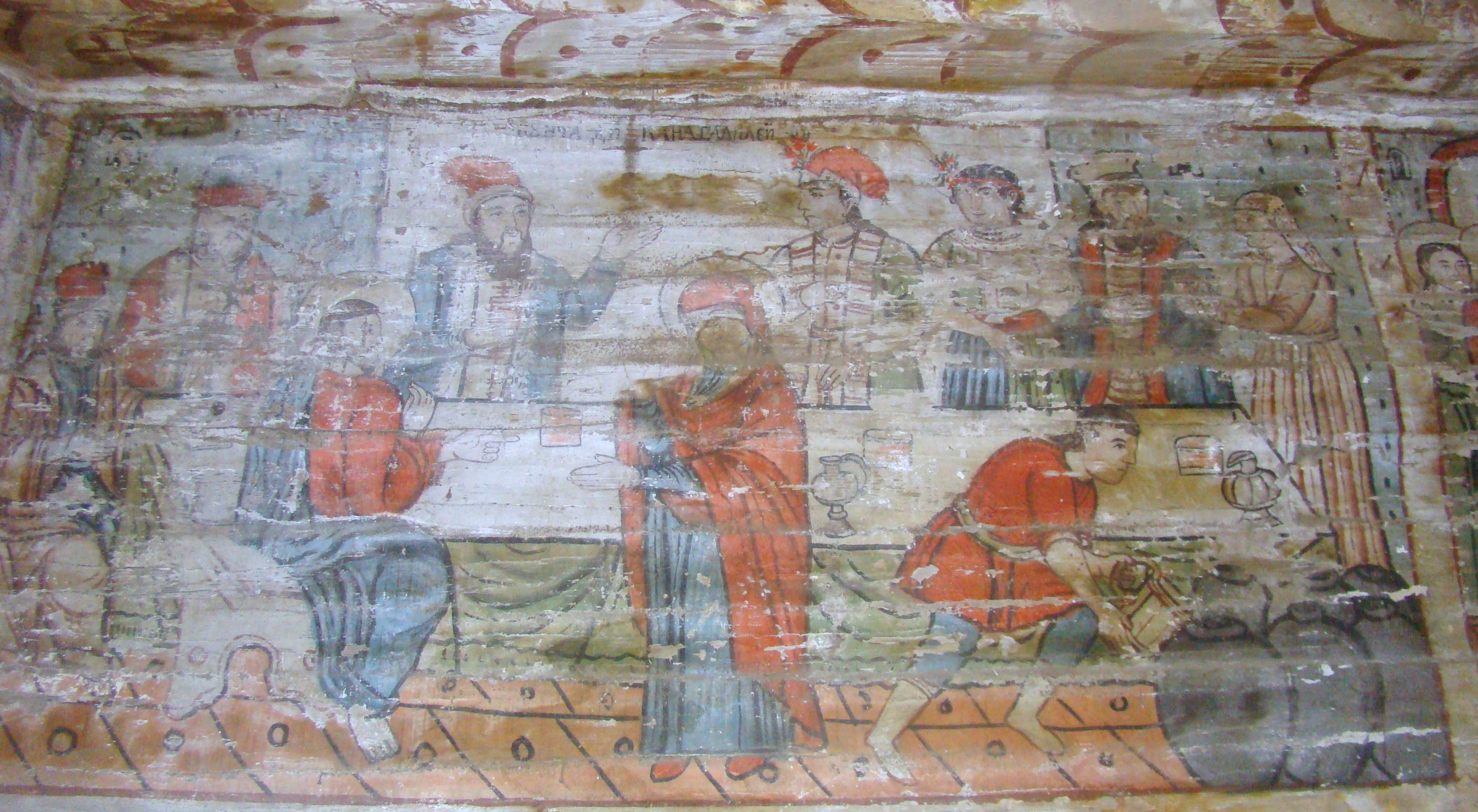
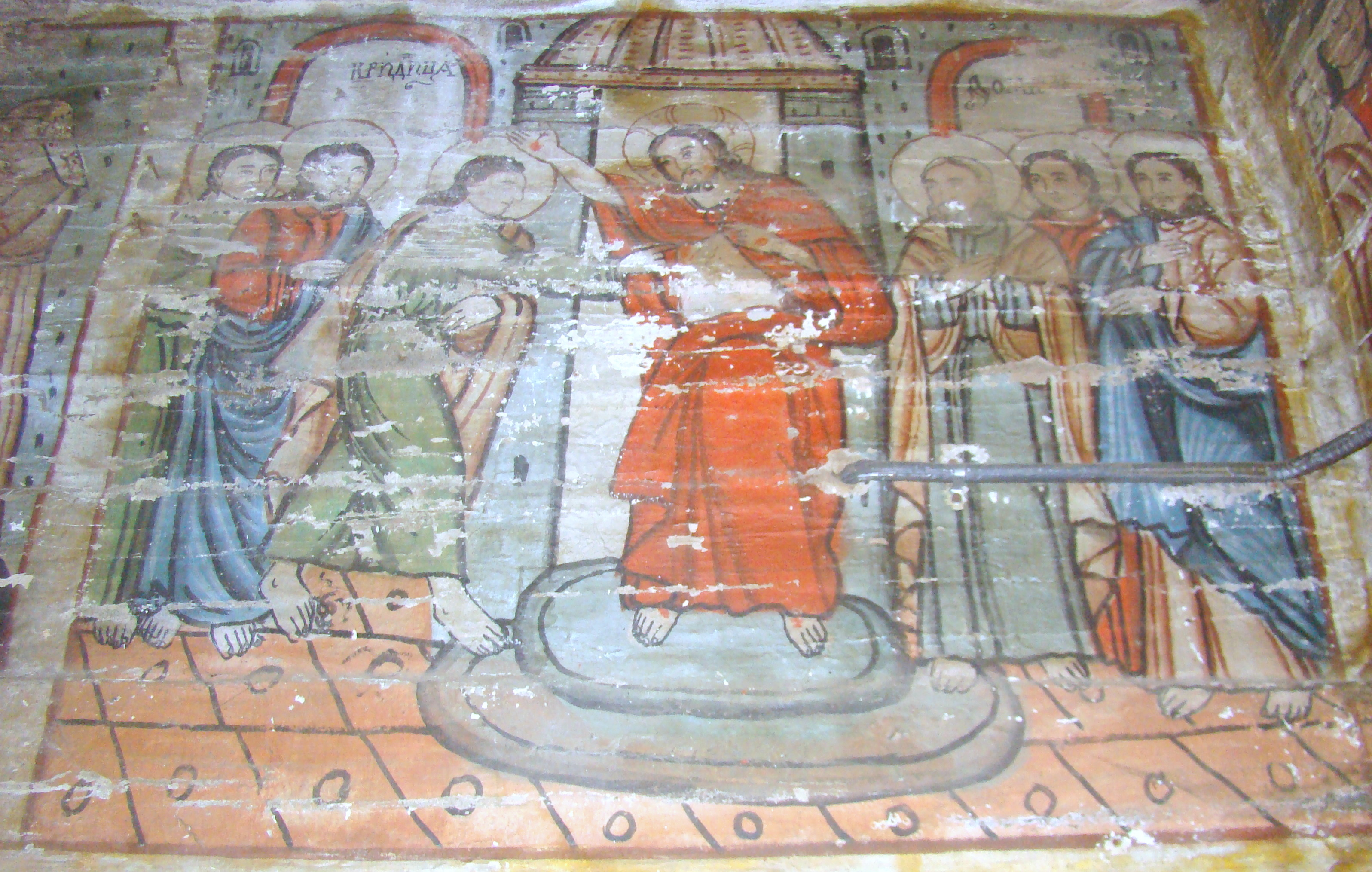
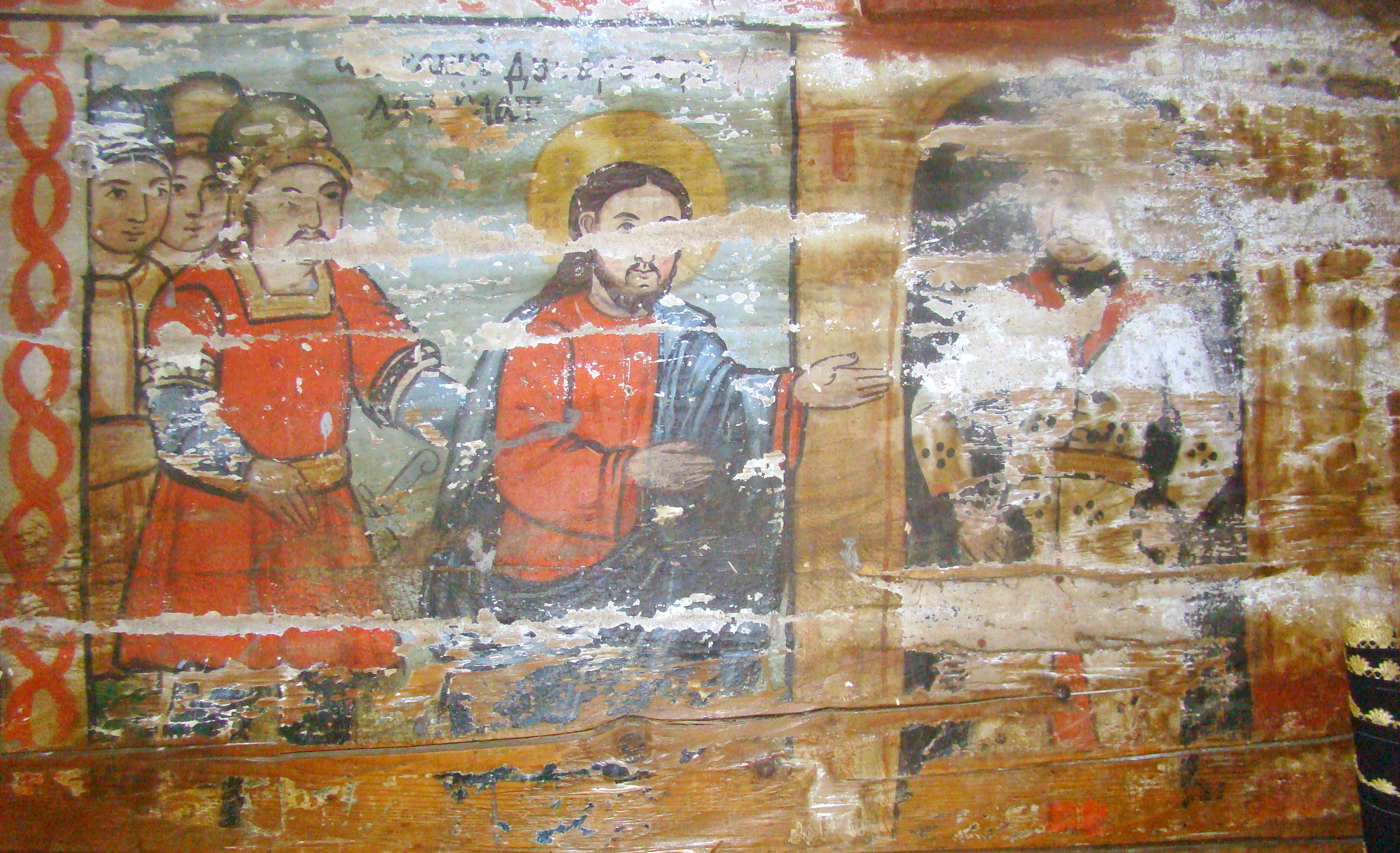
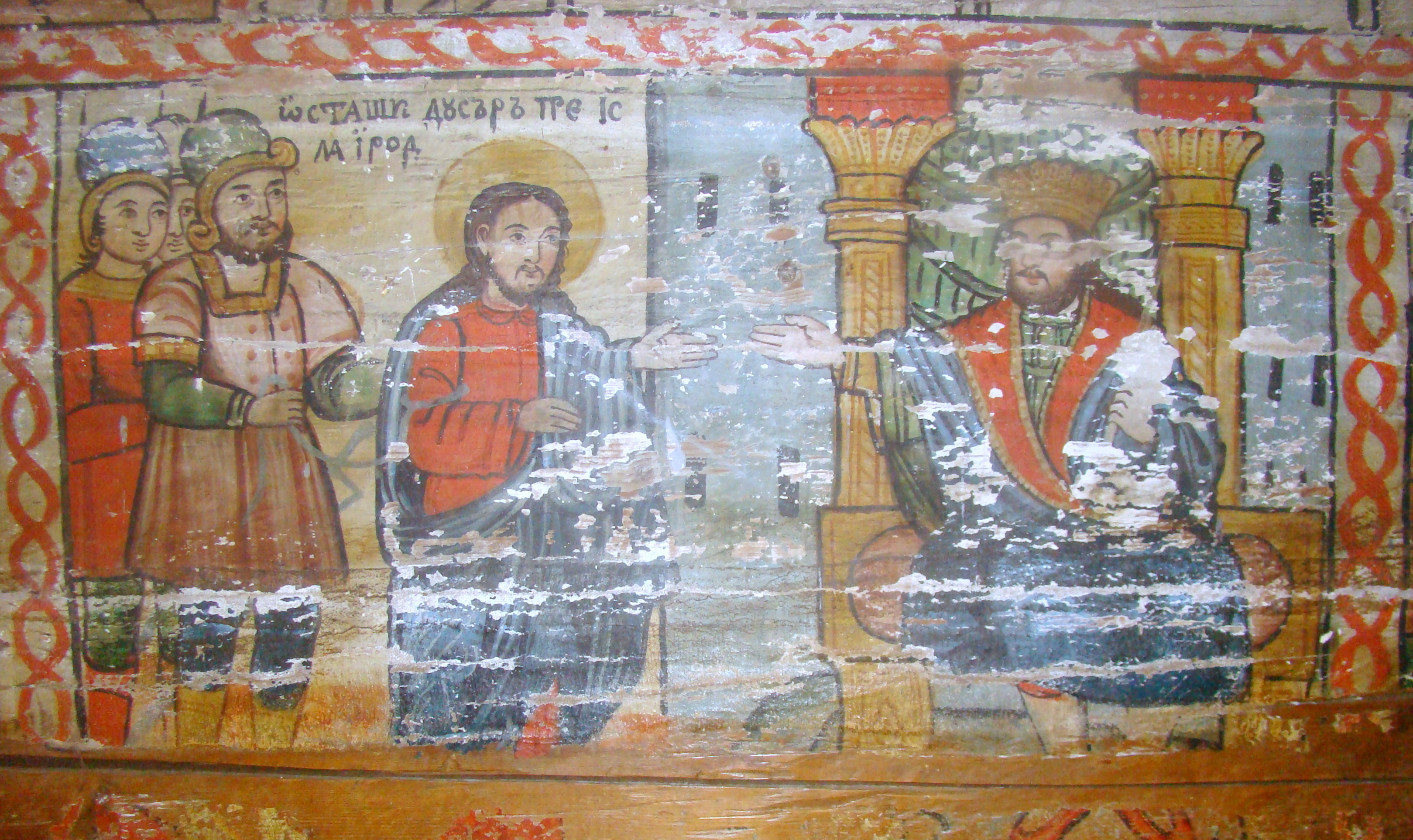
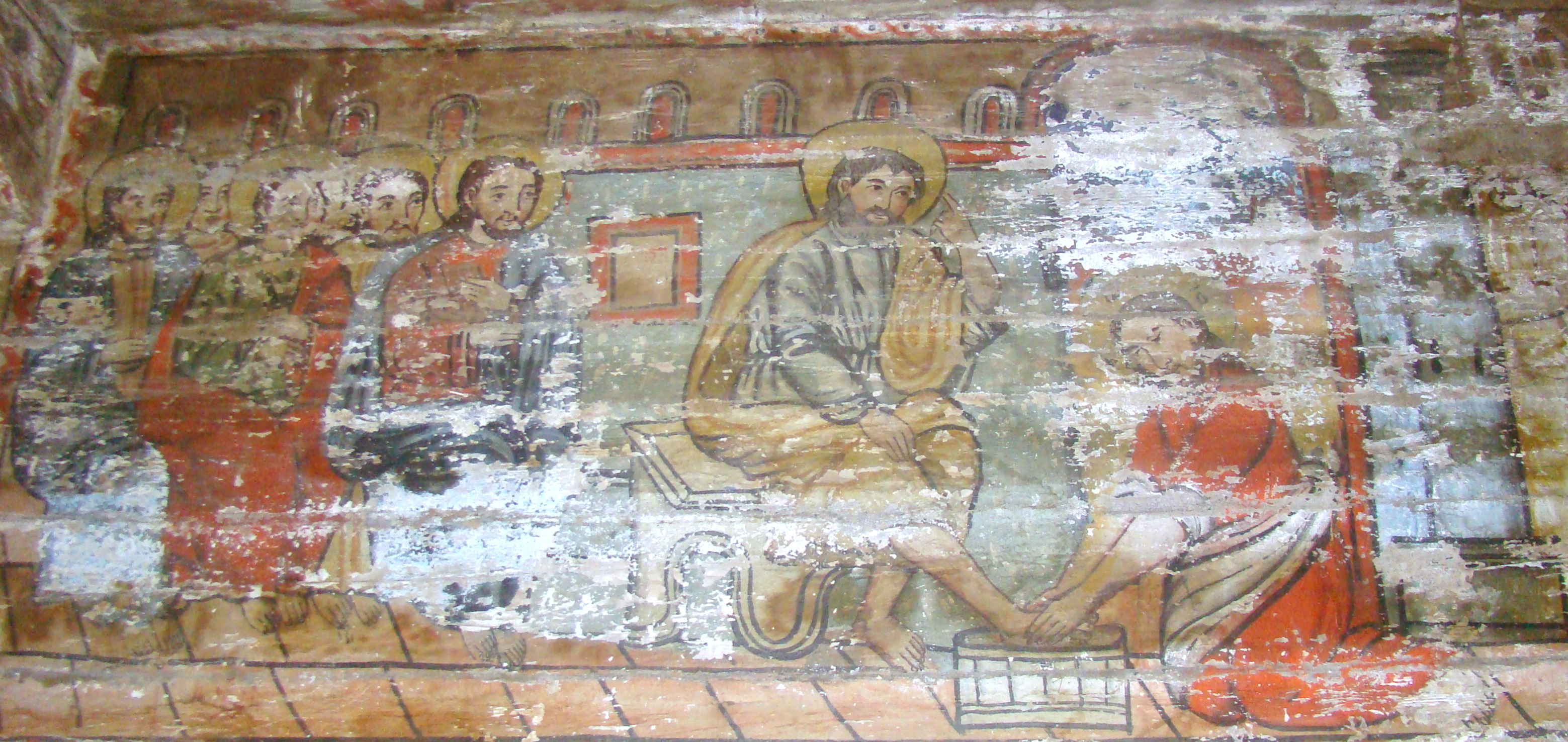
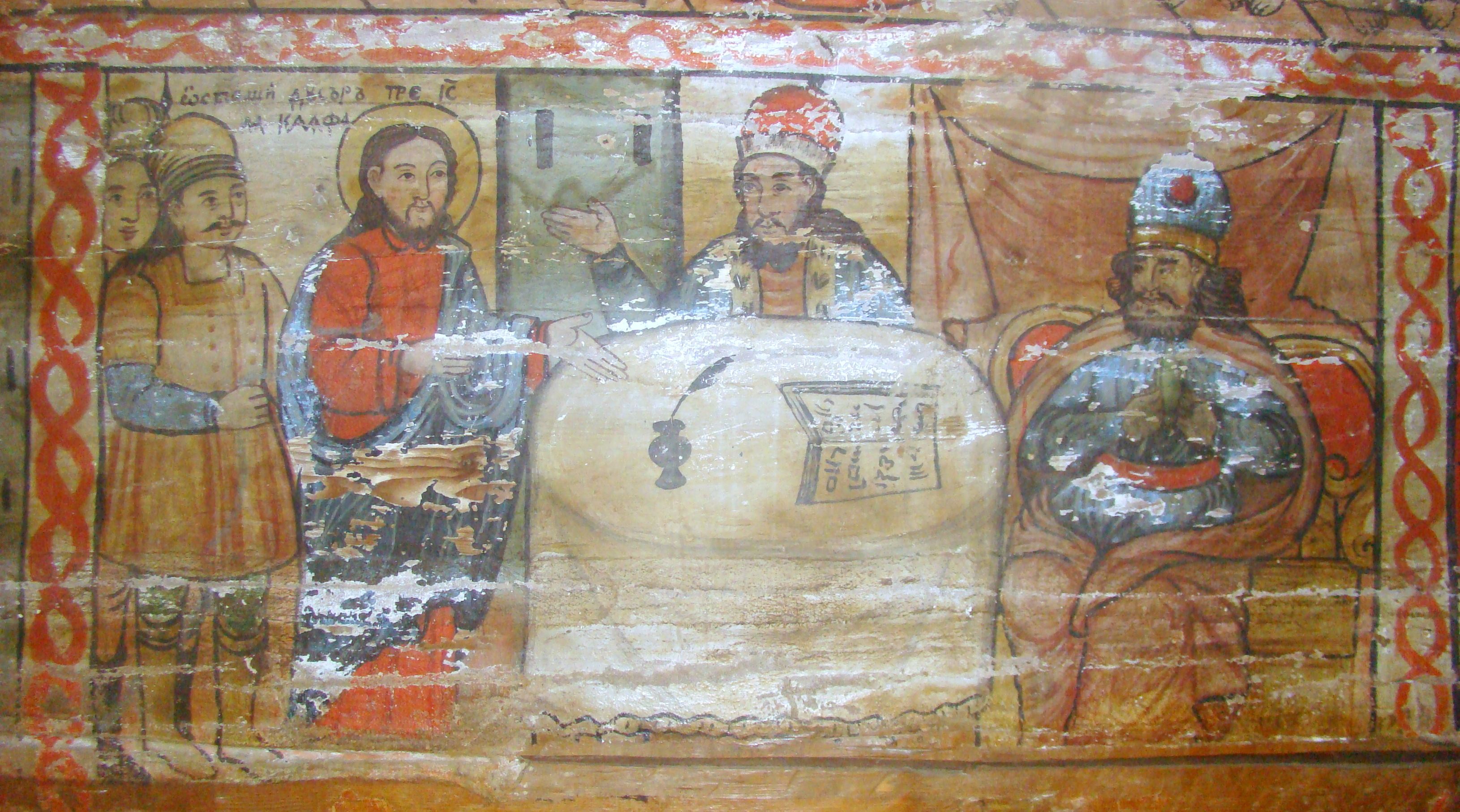
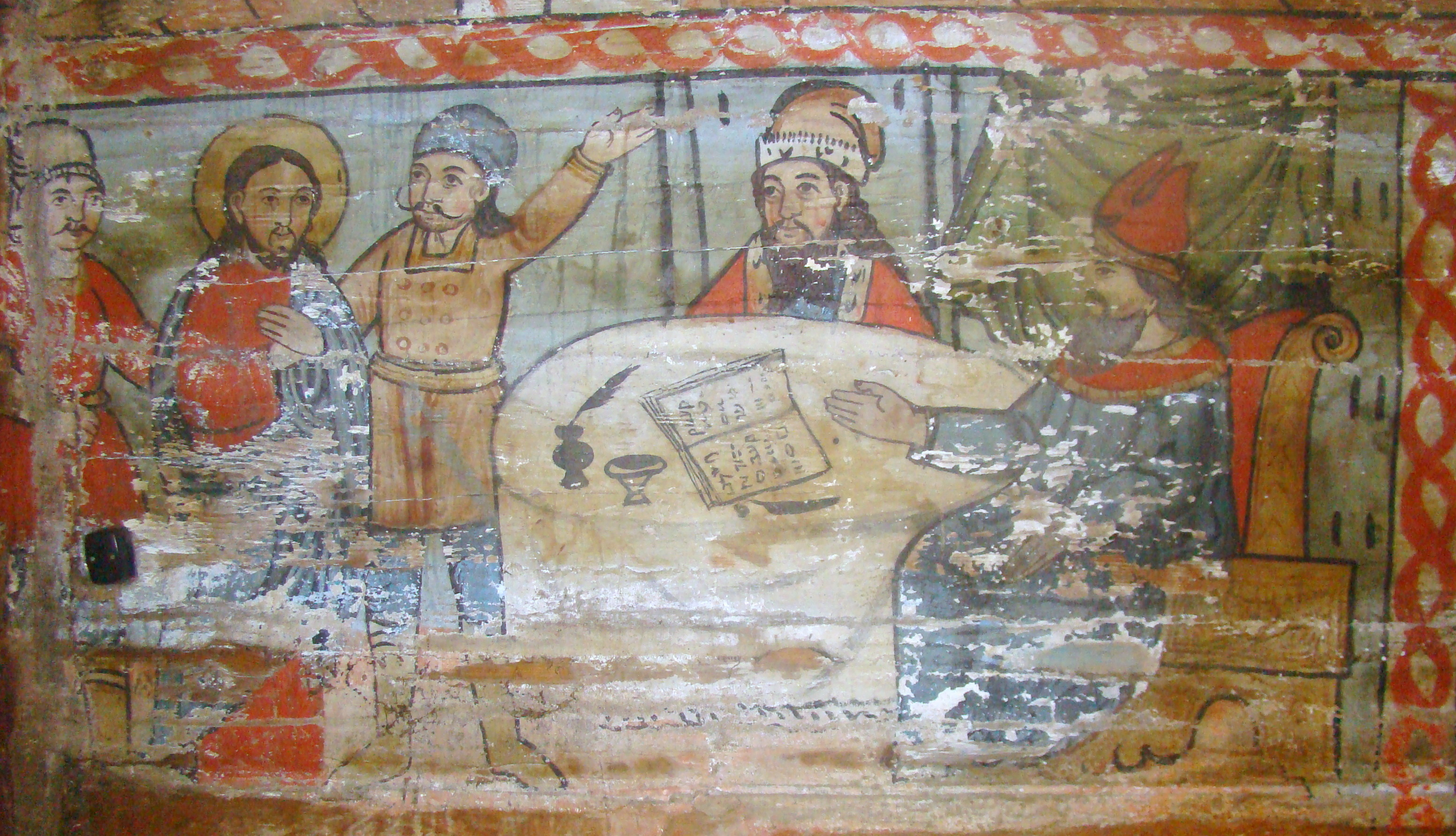
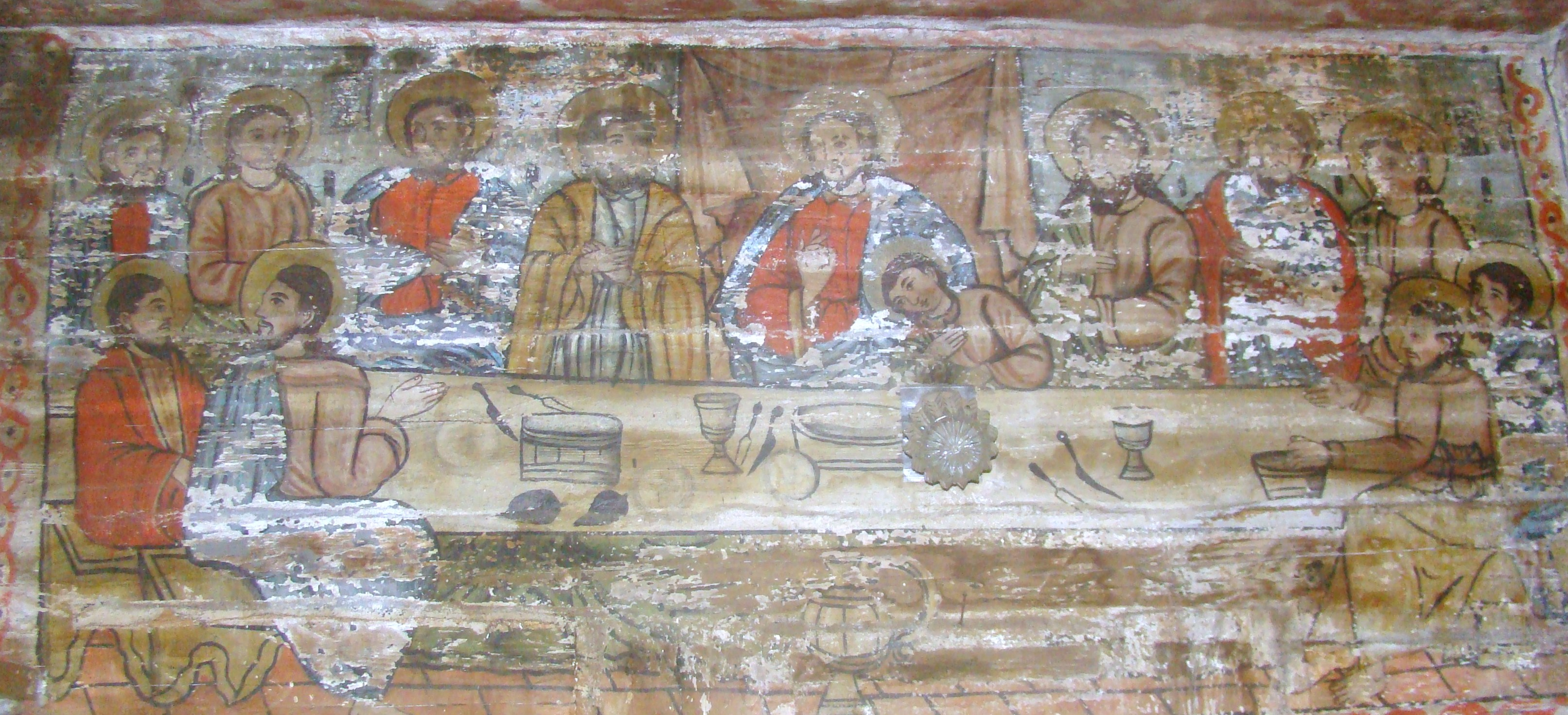
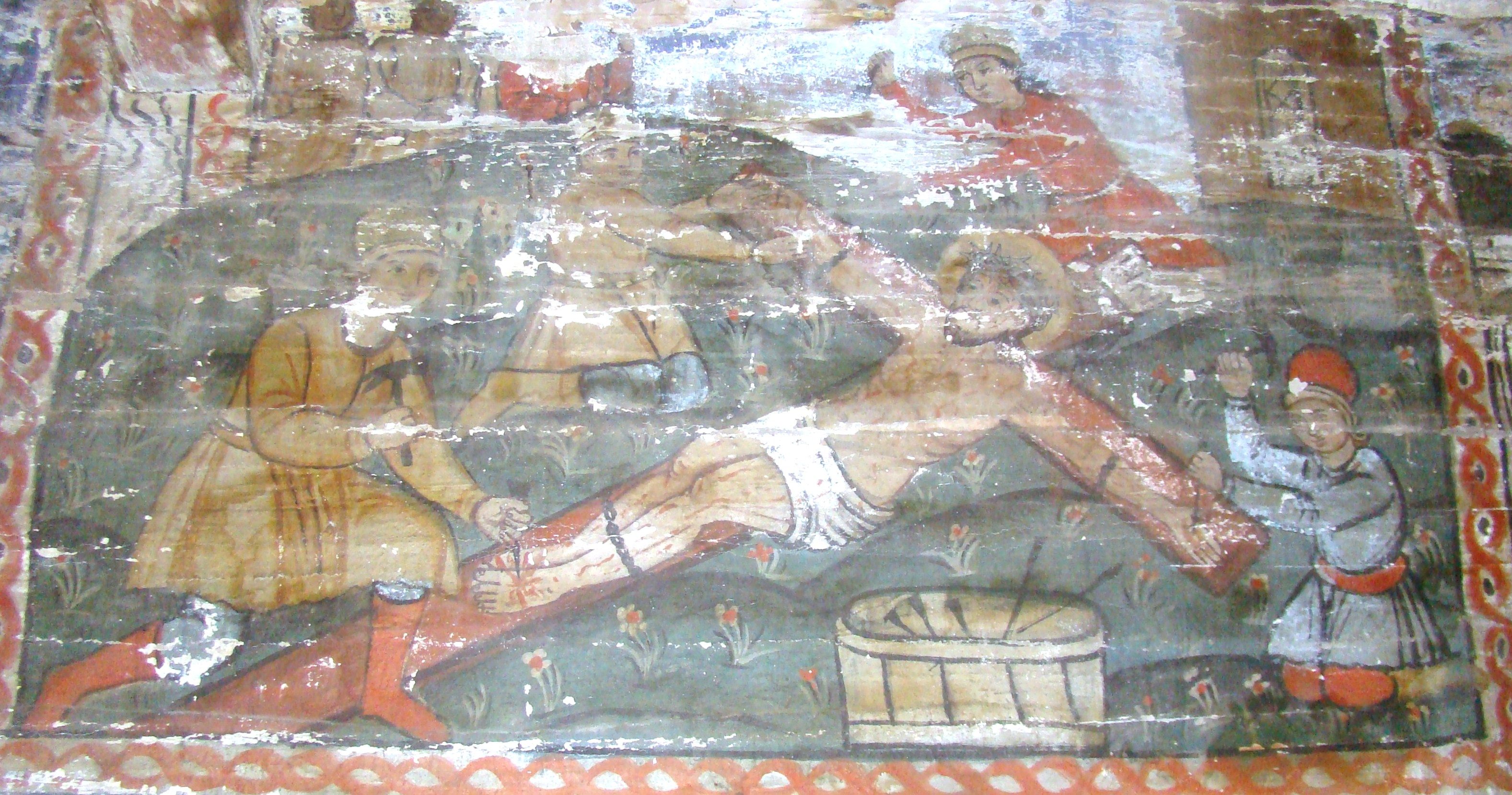
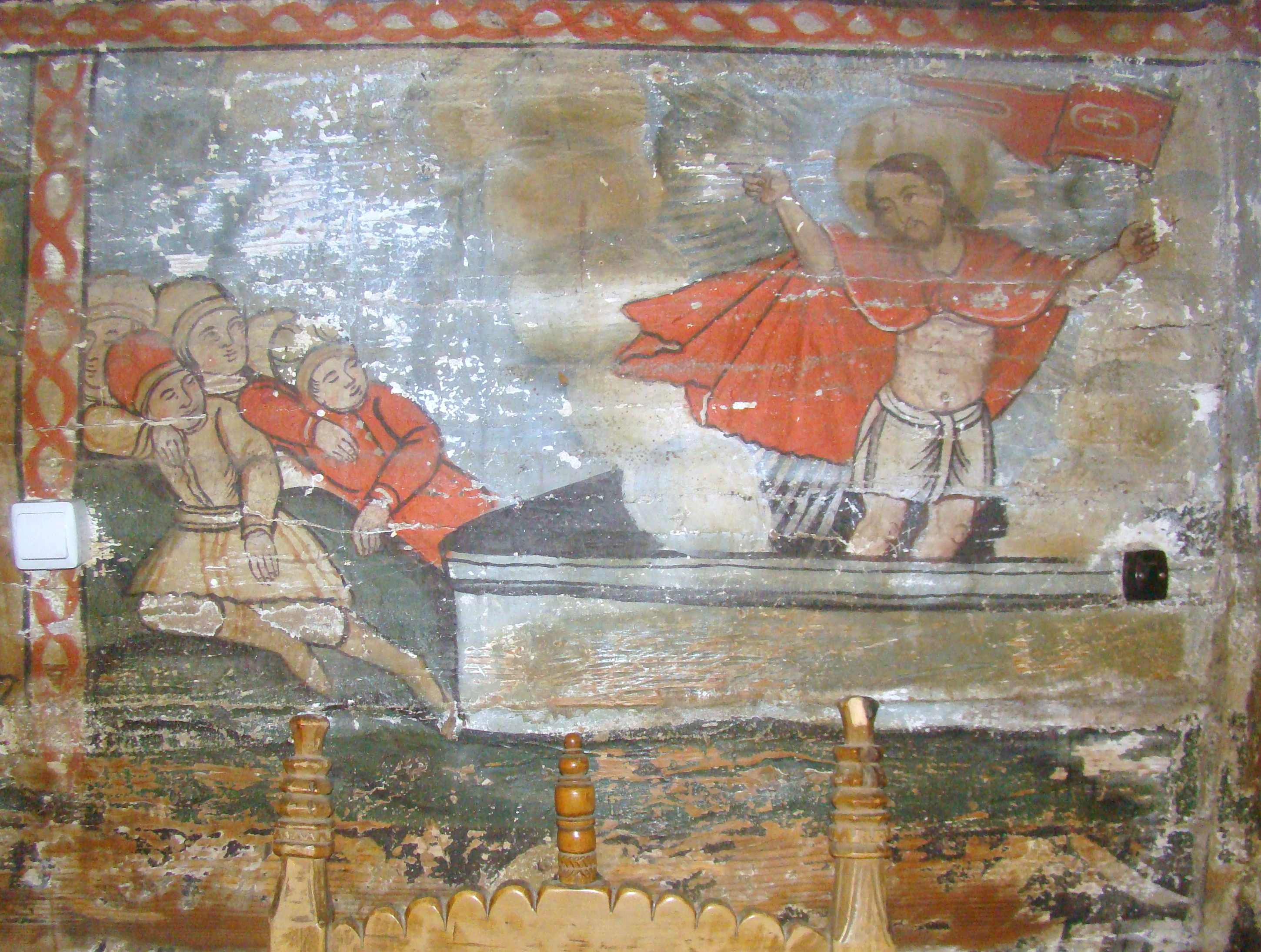
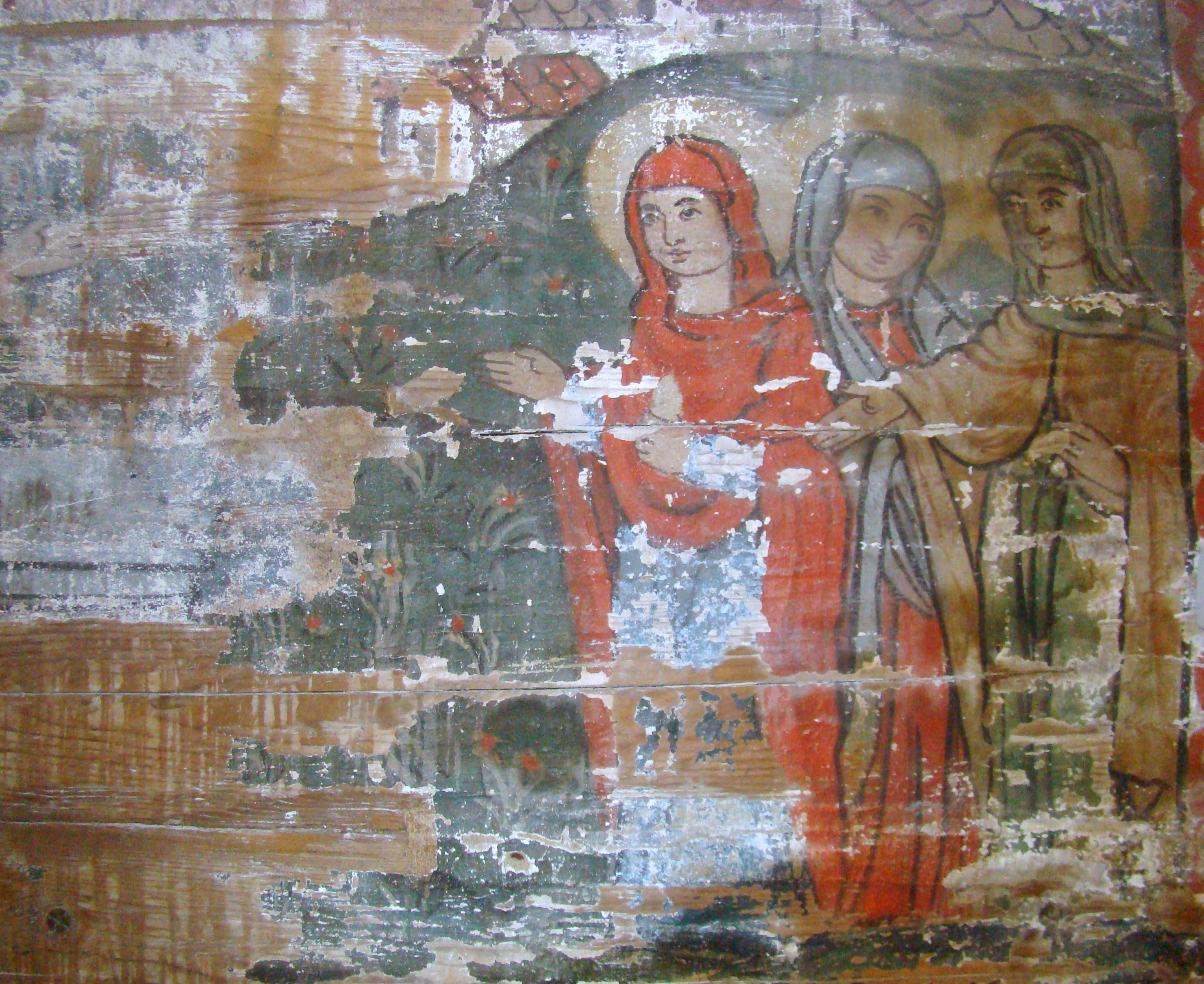
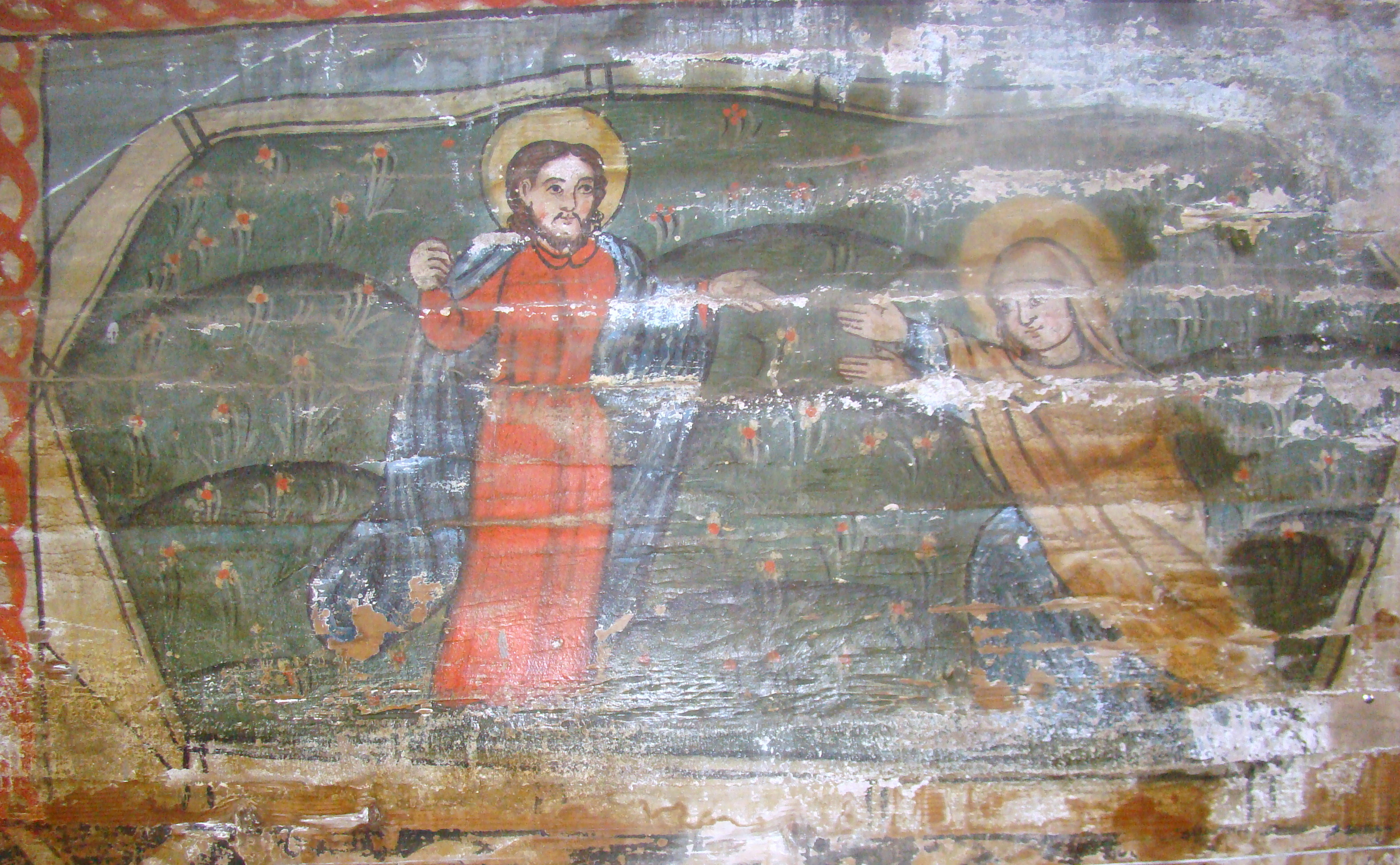
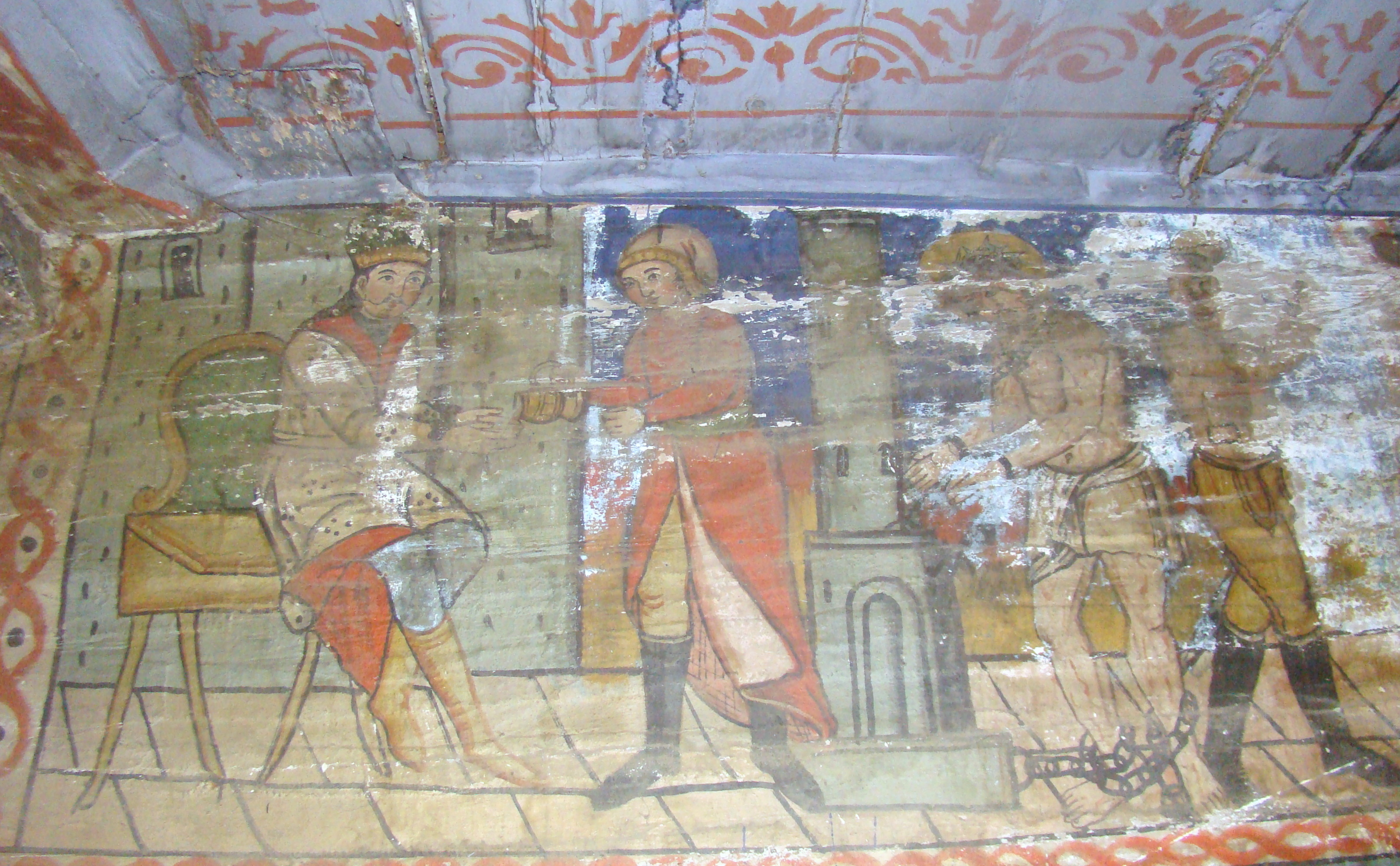